# Wels (Stadt)

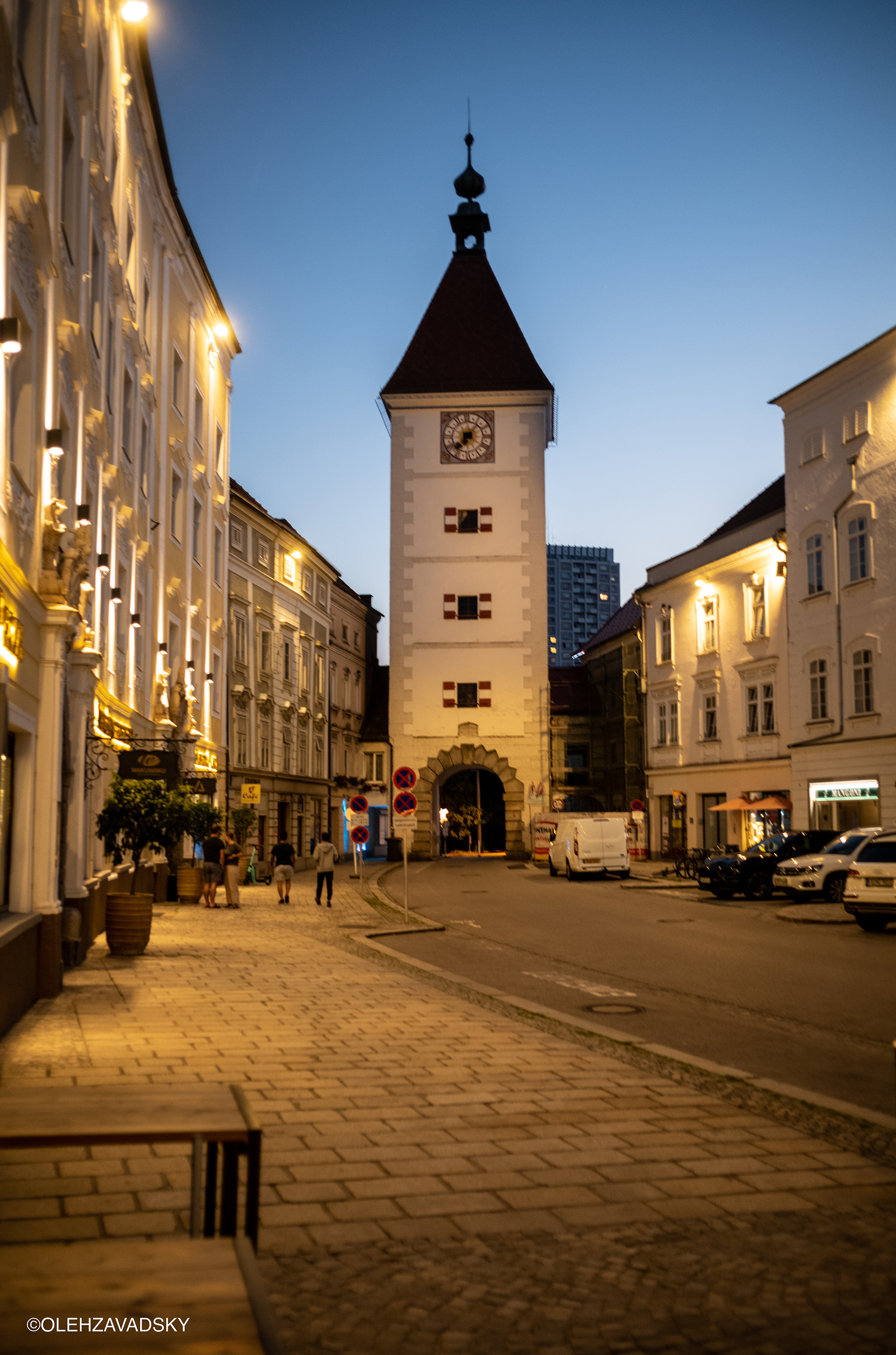
Der zentrale Platz von Wels während der Blauen Stunde

Wels (bairisch Wös [vœːs]) ist eine Stadt im oberösterreichischen Alpenvorland.
Sie ist mit 65.482 Einwohnern (Stand 1. Jänner 2025) nach der Landeshauptstadt Linz die zweitgrößte Stadt des Bundeslandes Oberösterreich und belegt auf der Liste der Städte Österreichs den achten Platz.
Verwaltungsrechtlich ist Wels wie die ebenfalls im oberösterreichischen Zentralraum gelegenen Städte Linz und Steyr eine Stadt mit eigenem Statut (Statutarstadt) und nimmt somit die Aufgaben der Bezirksverwaltung selbst wahr. Zudem haben hier die Bezirkshauptmannschaft Wels-Land sowie das Bezirks- und Landesgericht Wels ihren Sitz.
Die Stadt erlebte während der Römerzeit und des Mittelalters zwei Blütezeiten. Ihre heutige wirtschaftliche Bedeutung erlangte Wels als Messe- und Industriestadt sowie als Verkehrsknotenpunkt.

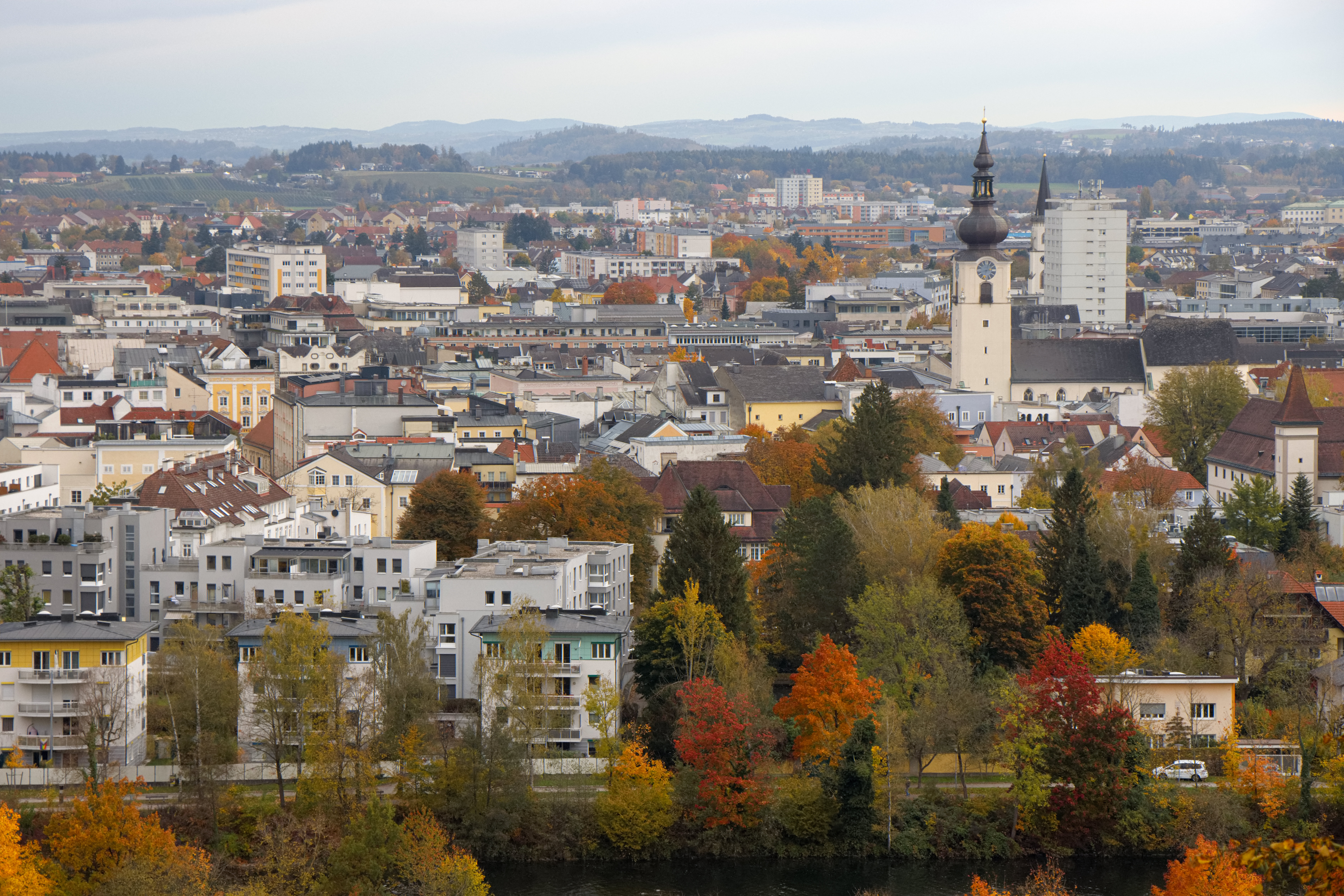
Stadtansicht von Süden

## Geografie
Wels liegt inmitten des Bezirks Wels-Land am linken Ufer der nach Nordosten fließenden Traun im Hausruckviertel auf 317 m ü. A., gemessen im Zentrum bei der Stadtpfarrkirche. Die Ausdehnung beträgt von Nord nach Süd 9,5 km, von West nach Ost 9,6 km.
Durch die Stadt fließen der Mühlbach und der Grünbach. Der Mühlbach wird künstlich von der Traun abgezweigt und mündet in Linz wieder in diese. Der Grünbach entspringt in der Nähe von Bachmanning und fließt in einen Baggersee im nördlichen Stadtteil Stadlhof nahe Marchtrenk.
Die Gesamtfläche der Stadt ist folgendermaßen aufgeteilt:
Da die Stadt im Gebiet der Welser Heide, einer ebenen, durch jahrhundertelange Schlierdüngung fruchtbar gemachten Landschaft liegt, wird heute sehr viel Fläche landwirtschaftlich genutzt.

### Nachbargemeinden
| Krenglbach  | Buchkirchen                                 | Buchkirchen |
| Gunskirchen | Kompassrose, die auf Nachbargemeinden zeigt | Marchtrenk  |
| Steinhaus   | Thalheim bei Wels                           | Schleißheim |

Die Grenze zwischen Wels und Thalheim bei Wels bildet die Traun.

### Stadtgliederung
Wels gliedert sich formal in die sechs Stadtteile: Innere Stadt und rundum im Uhrzeigersinn von SW bis NO: Lichtenegg, Vogelweide, Neustadt, Pernau und Puchberg.
Unabhängig davon ist Wels auch in sechs Katastralgemeinden gegliedert: Lichtenegg, Obereisenfeld, Pernau, Puchberg, Untereisenfeld und Wels selber. Die Katastralgemeinden Lichtenegg, Pernau und Puchberg sind in ihren Umfang größer als die heute landläufig so bezeichneten Ortschaften und entsprechen in ihren Grenzen den 1939 eingemeindeten Nachbargemeinden von Wels.
Das Gemeindegebiet umfasst folgende 37 Ortschaften (in Klammern Einwohnerzahl Stand 1. Jänner 2025):
- Aichberg (136)
- Au (24)
- Berg (300)
- Bernardin (4884)
- Brandln (3003)
- Dickerldorf (1031)
- Doppelgraben (22)
- Eben (58)
- Grabenhof (32)
- Gassl (23)
- Haidl (1925)
- Hochpoint (1638)
- Höllwiesen (99)
- Hölzl (77)
- Kirchham (54)
- Laahen (5699)
- Lichtenegg (6472)
- Mitterlaab (69)
- Niederthan (742)
- Nöham (125)
- Oberhaid (5094)
- Oberhart (999)
- Oberlaab (33)
- Oberthan (214)
- Pernau (1045)
- Puchberg (92)
- Roithen (148)
- Rosenau (441)
- Schafwiesen (2230)
- Stadlhof (449)
- Trausenegg (122)
- Untereisenfeld (1059)
- Unterleithen (347)
- Waidhausen (222)
- Wels (18.141)
- Wimpassing (6290)
- Wispl (2143)

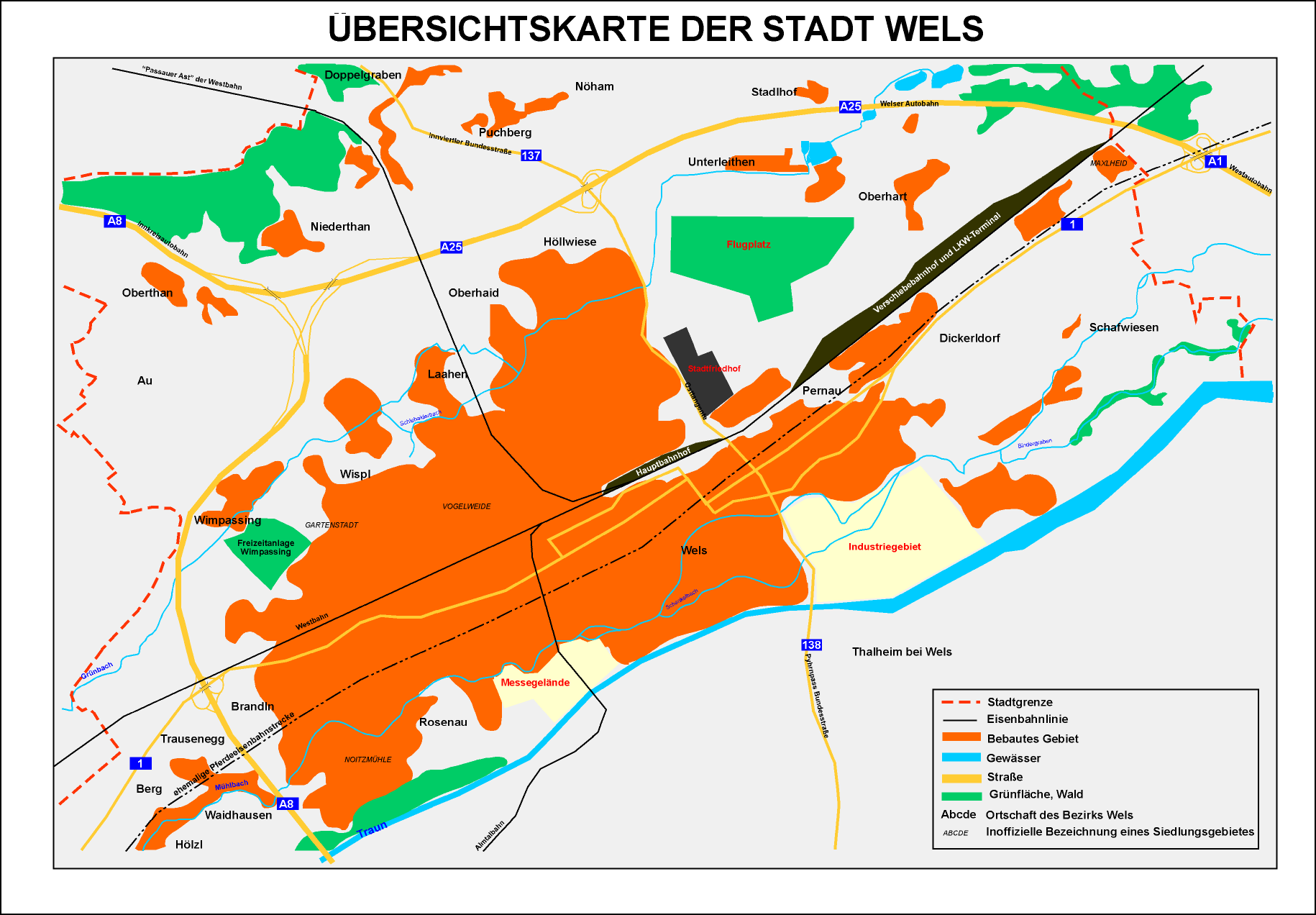
Stadtgebiet von Wels

Daneben gibt es noch inoffizielle, aber sehr gebräuchliche Bezeichnungen für Siedlungsgebiete oder Teile von Wels, wie Noitzmühle, eine größtenteils aus Hochhäusern bestehende Siedlung, die Gartenstadt, die Stefansiedlung oder Maxlhaid, eine kleine Siedlung am Ostrand der Stadt.
Seit 1942 gehören 4 Hektar Fläche am Reinberg samt der Marienwarte aus 1892 in der Gemeinde Thalheim bei Wels privatrechtlich der Stadt Wels.

### Mittelpunkt
Der Mittelpunkt (Flächenschwerpunkt) des Bezirkes Wels-Stadt liegt in der Andreas-Hofer-Straße (Katastralgemeinde Puchberg) (⊙).

### Geologie
Das Gebiet um Wels ist durch eine Molassezone, also eine Hügellandschaft, die aus tertiären Ablagerungen aufgebaut ist (Tertiärhügelland), und durch fluviale Terrassen geprägt.
Das Tertiärhügelland, im Norden und Nordwesten der Stadt, besteht vor allem aus Lehm und Schotter. Die Terrassen entstanden durch den Fluss Traun im Holozän und bestehen vor allem aus Kies, Sand und Ton. Seit der Flussregulierung im 19. Jahrhundert und der damit verbundenen Eintiefung der Traun gibt es im Welser Stadtgebiet kaum noch Überschwemmungen. Etwa 1985 wurden Dämme erhöht und mit dem Kraftwerk Marchtrenk die Traun ab Wels Mitte eingestaut.
Die Rohstoffe des Welser Bodens werden zu wirtschaftlichen Zwecken genutzt.
Es werden Sand, Kies, Löss und Lehm gefördert. Die beiden Letztgenannten kommen vor allem im Ortsteil Mitterlaab vor und werden zur Ziegelherstellung verwendet. Aufgelassen wurde der Abbau in Oberlaab, wo sich heute das Ziegelwerk Pichler befindet.
Die Löss-Schichten einer Lehmgrube bei Aschet dokumentieren eingehend die Klimaentwicklung während der Eiszeiten und wurden wissenschaftlich untersucht.
Bereits 1892 wurde in Wels Erdgas gefördert; im Großraum Wels entstanden viele Bohrungen. Mit lokal gewonnenem Erdgas als Energiequelle wurde bis 1990 das Allgemeine Krankenhaus (zuletzt nur mehr in geringen Mengen) versorgt.
Trinkwasser aus der Welser Heide ist auf Grund der dichten Besiedelung, der Landwirtschaft und der Industrie seit Jahrzehnten gesundheitlich nicht unbedenklich. Die Stadtverwaltung entschied sich daher nach dem Zweiten Weltkrieg für eine zentrale Wasserversorgung und Kanalisation. Seither bezieht die Stadt das Trinkwasser vor allem aus den Wasserwerken Hartholz und Au an der Alm sowie aus einem Tiefbrunnen in der Nähe von Steinerkirchen.

## Geschichte
Die ältesten Funde aus der Gegend von Wels stammen aus der jüngeren Steinzeit, also dem Zeitraum von 3500 bis 1700 v. Chr. Man fand einfache Werkzeuge, vor allem am Ufer der Traun und im heutigen Zentrum der Stadt.
In der Bronzezeit, ab 1700 v. Chr., wurden Gräberfelder im Bereich des heutigen Flughafens angelegt sowie unweit davon ein Urnenfeld, das auf die Zeit der Urnenfelderkultur (1100–750 v. Chr.) datiert wird. Darin befanden sich 60 Gräber mit Beigaben, wie Bronzeschmuck oder Lebensmittel.
Aus der Hallstattzeit (750–400 v. Chr.) fanden sich Schwerter in der Pernau.
In der Latènezeit (bis 100 v. Chr.) bevölkerten Kelten das Gebiet um Wels und hinterließen Goldmünzen, Schwerter und Fibeln aus Eisen und Irdenware. Der Name „Traun“ kommt aus dieser Zeit. Möglicherweise ist der Name „Wels“ auch keltischen Ursprungs. Wels hieße dann übersetzt so viel wie „Siedlung an den Traunwindungen“.
Wie aus im Zuge von Überschwemmungen abgelagerten Schichten festgestellt wurde, bildete die Traun damals im Raum Wels ein weitverzweigtes Flusssystem mit zahlreichen Nebenarmen und Flussinseln. Die Aufteilung der Wassermassen führte dazu, dass die Traunarme bei Wels geringe Tiefen aufwiesen und daher hier ein Überqueren bei Furten möglich war. Zugleich führte das seichte Wasser dazu, dass Traunflößer hier ihre Flöße entladen und die Waren (beispielsweise Salzsteine, siehe dazu Hallstatt (Archäologie)) stapeln oder bis zum nächsten flößbaren Flussteil weitertragen mussten.

### Römerzeit

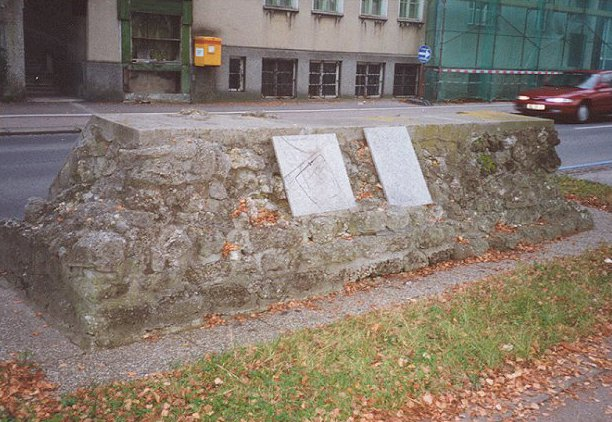
Rest der römischen Stadtmauer in der Schubertstraße

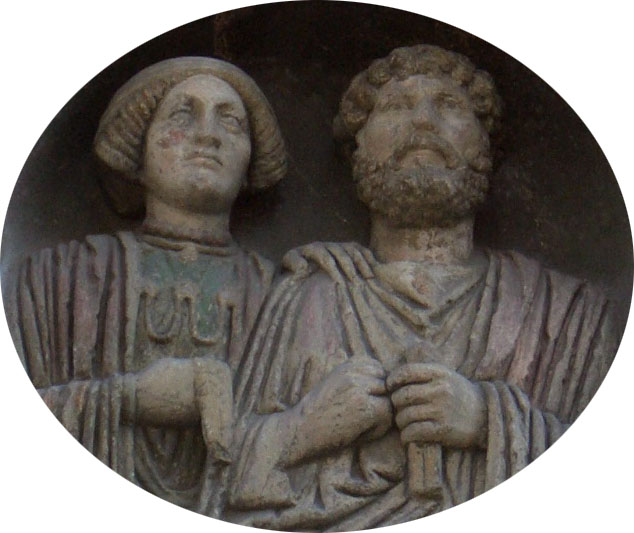
Medaillon von einem römischen Grabstein, heute an einer Hausfassade am Stadtplatz

Die kleine Siedlung entwickelte sich zu einem wichtigen Stützpunkt und Außenposten des Römischen Reiches. Unter Kaiser Hadrian wurde das damalige Ovilava oder Ovilavis zu einer Stadt (municipium) erhoben. Das bebaute Gebiet schloss das Gebiet von der Traun bis zur Höhe des heutigen Kaiser-Josef-Platzes ein. Es gab bereits Häuser aus Ziegeln, Dampfbäder, eine Arena sowie ein Bewässerungssystem.
In der Folge wurde Wels unter Kaiser Caracalla (212/217 n. Chr.) zu einer Großstadt (colonia). Aufgrund der drohenden Alemannengefahr wurde die Stadt erweitert, mit einer Stadtmauer umgeben – das Gebiet war etwa 90 ha groß – und eine Straße von Passau der Donau entlang gebaut. Sicher ist, dass sechs Türme und eine Toranlage in die Mauern integriert waren, die von der Burg angefangen der heutigen Westbahntrasse entlang und über die Feldgasse zurück Richtung Traunufer gebaut war. Die Stadt wurde im späten 2. oder frühen 3. Jahrhundert n. Chr. befestigt, mehrere ihrer Türme wurden archäologisch untersucht, der an der Nordfront gelegene, leicht unregelmäßige 6,23–6,29 × 6,6–6,55 m große, mit 1,34 m starkem Mauerwerk errichtete Turm I springt um 1,27–1,35 m vor die 1,4 m breite Wehrmauer, auch die übrigen Türme waren mit ihm vergleichbar. Für die Datierung können Münzen aus den drei Wallgräben gewertet werden, eine Bronzemünze aus flavischer Zeit sowie Bronzemünzen des Trajan, des Marcus Aurelius und ein Denar des Caracalla. Ein terminus post quem für die Errichtung der Mauer ergibt sich durch eine Münze des Antoninus Pius (138–166 n. Chr.), die aus einem unter dem ersten Graben gelegenen Hausfundament stammt. Die Alamanneneinfälle werden auch auf einen Meilenstein des Maximinus Thrax aus dem Jahr 236 n. Chr. erwähnt.
Kaiser Diokletian machte Wels im Rahmen seiner Reform des Provinzen-Systems zu einer Hauptstadt, die das Gebiet des Römischen Reiches nördlich der Alpen, das Ufernoricum (Noricum Ripense) verwaltete. Zwei Duumviri, die als Stadtrichter fungierten, zwei Ädilen, die für die Einhaltung der Gesetze und Marktrechte eintraten, ein Quästor, der die Stadtkasse verwaltete, und ein 100-köpfiger Stadtrat standen an der Spitze der Stadt.
Ovilava verwaltete ein Gebiet, das von Inn und Donau eingeschlossen, östlich von den Verwaltungsgebieten Lauriacums (Enns) begrenzt, bis nach Bad Ischl reichte. Zum Stadtbezirk zählten Grenzbefestigungen, zu denen auch Linz (Lentia) und Passau (Boiodurum) gehörten, und unzählige Siedlungen auf oberösterreichischem und salzburgischem Boden.
Auffallend an der römischen Gräberkultur in Wels ist, dass nur wenige kostbare Dinge beigesetzt wurden. Dies hatte seine Ursache zum einen in der nahen Grenze mit ständig drohenden Überfällen und Kriegen, zum anderen im strengen Klima, weshalb sich nur wenige reiche Bürger ansiedelten. Reichere Gräber stammen nur aus früheren Perioden der Besiedlung.
Vom 3. bis zum 5. Jahrhundert wurde das Gebiet um Wels oft von Germanen- und Vandalenstämmen sowie von Attilas Heer im Zuge der beginnenden Völkerwanderung überfallen. Unter Kaiser Gallienus wurde die Provinz Noricum als verwüstet beschrieben. Der Offizier und König von Italien, Odoaker, ließ Noricum räumen, da es nicht mehr zu halten war.
Ab dem 4. Jahrhundert dürfte Wels für einige Jahrhunderte wieder zu einer kleinen und unbedeutenden Siedlung geworden sein. Im Itinerarium Antonini (3. Jh.) ist die Stadt zwar noch mehrfach unter dem Namen Ovilavis genannt, die Vita Sancti Severini aber, die die Zustände am Ende des 4. Jh. spiegelt, erwähnt sie nicht mehr.

#### Wirtschaft im römischen Wels

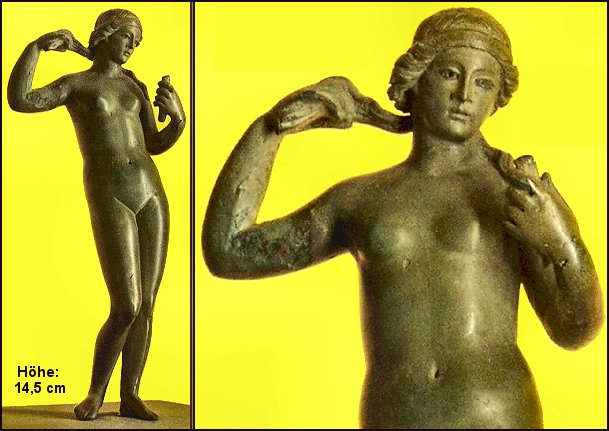
Venus von Wels, 1. oder 2. Jhdt., Keramik, 14,5 cm hoch mit dem Griff eines abgebrochenen, verlorenen Spiegels in der linken Hand; September 1914 in Gunskirchen ausgegraben, 1928 von Wels erworben, im Stadtmuseum Minoriten.

Landwirtschaft und Grenzhandel sowie Ziegelherstellung, Töpferei und Steinabbau waren die wirtschaftliche Grundlage der Stadt.
Da durch das Stadtgebiet mehrere römische Reichsstraßen verliefen, unter anderem die große Ost-West-Verbindung nach Enns, wurden viele Güter aus dem Westen, wie Gallien und aus dem Rheingebiet, importiert, darunter Terra-Sigillata-Gefäße und Statuetten, darunter die so genannte „Venus von Wels“. Aber auch mit Italien herrschte reger Handel. Man fand Amphoren, Austernschalen und Bronzefiguren italienischer Herkunft.
Der Anbau von Getreide deckte gerade den regionalen Verbrauch, wahrscheinlich wurden Rinder und Pferde exportiert. Im heutigen Stadtgebiet wurde der älteste Getreidespeicher im Bereich der Ostalpen gefunden, in dem den Erkenntnissen zufolge vor allem Weizen, Zwergweizen, Emmer, Gerste und Roggen eingelagert waren.

#### Religion im römischen Wels

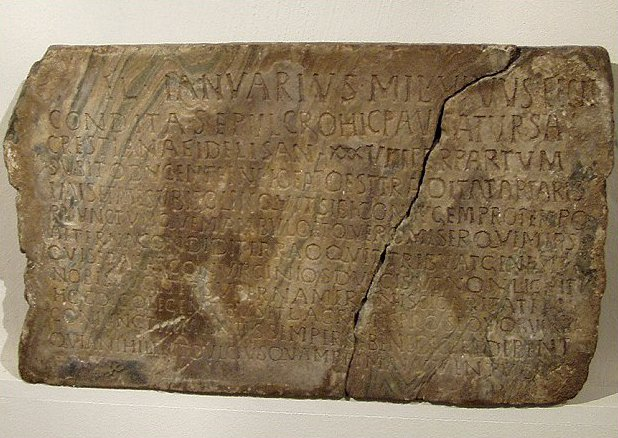
Grabstein der Ursa

Es gibt Hinweise, dass ein Pontifex und das Kollegium der Sexviri, eine Gemeinschaft, die sich dem Kaiserkult widmete, ansässig waren. Ihr Tempel, der der kapitolinischen Trias geweiht war, wurde noch nicht gefunden. Für andere Götter und Geisterwesen, wie Apollo, Jupiter, Vulcanus, Genius und Laren wurden jedoch Weihesteine gefunden. Einige Statuen von Diana, Venus, Fortuna, Mercurius und Minerva konnten ebenso ausgegraben werden.
Die keltische Götterwelt konnte nur anhand einer Statue einer Muttergottheit sowie eines Abbilds des keltischen Stiergottes Tarvos Trigaranus nachgewiesen werden.
Das aufkommende Christentum war schon seit dem 3. oder 4. Jahrhundert in Wels vertreten. Diese ersten Jahre der christlichen Religion waren vor allem durch Verfolgung und Unterdrückung geprägt, doch soll Florian von Lorch in Wels gewirkt haben, bevor er nach St. Pölten flüchtete. Ein Teil eines Pilasters gibt Aufschluss über eine frühchristliche Kirche aus dem 4. oder 5. Jahrhundert und deutet auf eine größere christliche Gemeinde hin.
Der Grabstein der Ursa gilt als einer der ältesten Funde einer frühchristlichen Gemeinschaft. Der Grabstein wurde von einem römischen Soldaten für seine Frau in Auftrag gegeben.

### Völkerwanderung
Die Bajuwaren besiedelten im 6. Jahrhundert die Region um Wels. Waffenfunde in bairischen Gräberfeldern stammen aus dem 7. Jahrhundert.
Im 8. Jahrhundert wurde Wels wieder mit Befestigungsanlagen ausgestattet, urkundlich wurde Wels als castrum uueles, was so viel wie „befestigte Siedlung Wels“ oder „Burg Wels“ heißt, erstmals 776 erwähnt. Vorher Amtssitz von Graf Machelm, einem Verwandten der Agilolfinger, kam Wels bis in das späte 9. Jahrhundert zu den Besitzungen der Karolinger.

### Mittelalter

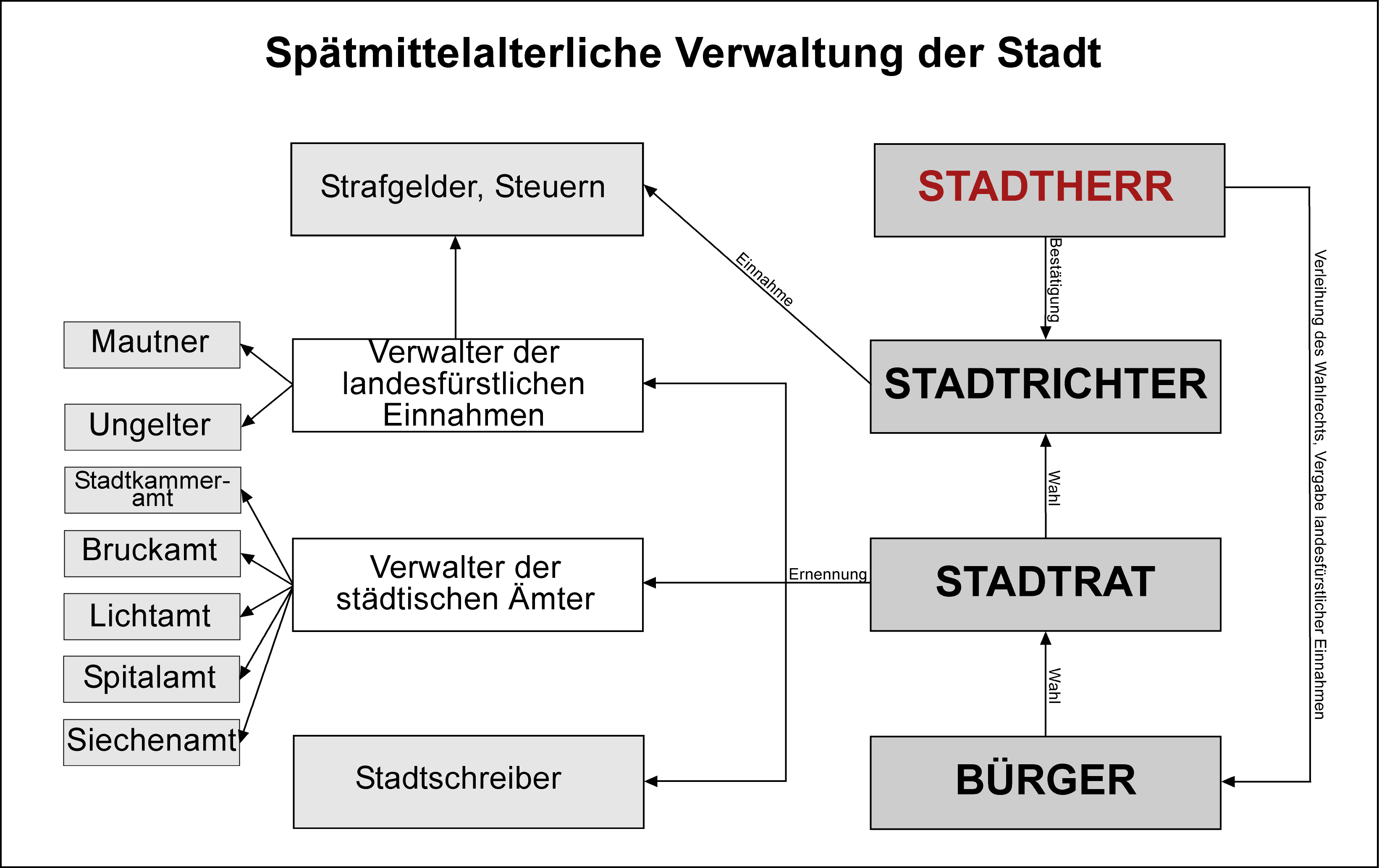
Verwaltungsstruktur der Stadtregierung im Mittelalter

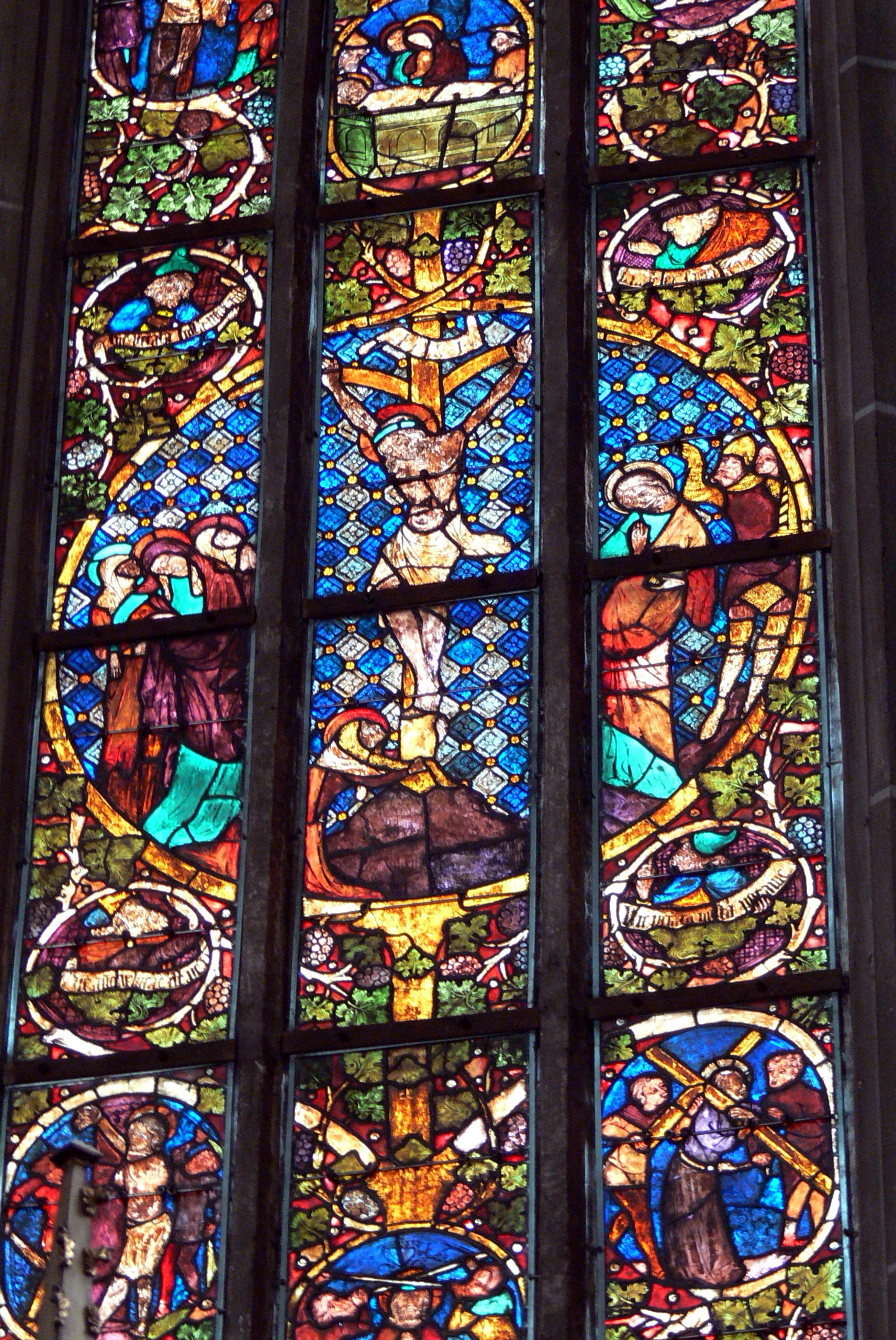
Stadtpfarrkirche: Glasfenster aus dem 14. Jahrhundert (Kreuzigung)

Ab dem Jahr 1000 wurde Wels als „Markt“ bezeichnet und war bekannt für seinen Tuchhandel. Da Wels im 11. Jahrhundert zum Kloster Lambach gehörte, wurde es später dem Bistum Würzburg zugesprochen (→Siehe dazu auch: Wels-Lambacher).
Im 12. Jahrhundert wurde Wels regelrecht aufgeteilt, denn das Marktrecht, die Maut für die Brücke, die Pfarrkirche und eine Marienkapelle wurden von Würzburg, Kloster Lambach, Stift Kremsmünster und einigen Adeligen getrennt verwaltet. Die ältesten erhaltenen Welser Dokumente stammen aus dieser Zeit. Es handelt sich hier um Bruckamtsrechnungen, also um Aufzeichnungen der Einkünfte der Traunbrücke, die zwischen 1138 und 1140 entstand.
Durch einen Erbvertrag kam Wels nach dem Tod des letzten Traungauers 1192 in den Besitz der Babenberger, die im Jahr 1222 Wels als Stadt (civitas) beurkundeten. Wels gehörte zu dieser Zeit schon, neben Linz und Steyr, zu den größten Befestigungen Oberösterreichs und war Schauplatz einer Schlacht zwischen den Heeren von Herzog Heinrich XIII. von Bayern und König Ottokar II. von Böhmen.
1233 brach Herzog Otto II. von Bayern in das Herrschaftsgebiet der Babenberger ein, denen er nach der Besetzung der Stadt Wels unterlag.
Der Stadtplatz entstand im 13. Jahrhundert und das Ledertor, der Vorläufer des Ledererturms, wurde 1326 erwähnt. Die Habsburger vergrößerten die Stadt auf das Doppelte.
Am 13. Juni 1295 wurde erstmals ein Siegel von Wels verwendet.
Im 14. Jahrhundert erfolgte die Ausweitung des Marktrechts, der Bau von Schutzeinrichtungen gegen Überflutungen, die Befreiung von der Getränkesteuer, die Verleihung des Pfändungs- und des Stapelrechts, und die Stadt musste nur an den Landesfürsten Steuern bezahlen.
Charakteristisch für das 14. und 15. Jahrhundert war das Aufkommen der ersten wohlhabenden Bürgerfamilien, die sich ihre – zum Teil bis heute erhaltenen – Häuser im Bereich des Stadtplatzes und der Traungasse bauten und die Ausbildung der Handwerkszünfte, die sogenannten „Zechen“. Ihre Häuser standen und stehen vor allem in der heutigen Schmidt- und Bäckergasse. Ebenso hatten einige Adelsfamilien, Pfarren und Klöster Häuser in Besitz, für die sie den Status als (steuerbefreite) Freihäuser erwirken wollten.

#### Kaiser Maximilian I.
Kaiser Maximilian I. hielt sich sehr oft in Wels auf, viel öfter als andere Kaiser. Ein Grund dafür war sicher sein Jagdschloss in der Welser Heide. Unter ihm wurde 1514 das Rathaus und die Burg Wels ausgebaut und er erließ einige Privilegien für die Stadt. Die Stadt erhielt von ihm 1519 das Recht, in rotem Wachs zu siegeln.
Ende 1518 machte der Kaiser zum letzten Mal in Wels Halt. Eine Erkrankung ließ ihn nicht mehr gesunden, sodass er Anfang 1519 mit den Worten „Ich bin für diese Reise mit Gottes Gnade ganz gerüstet“ in der Burg verstarb. Kaiser Maximilian I. wurde in Wiener Neustadt beigesetzt.

### Reformation

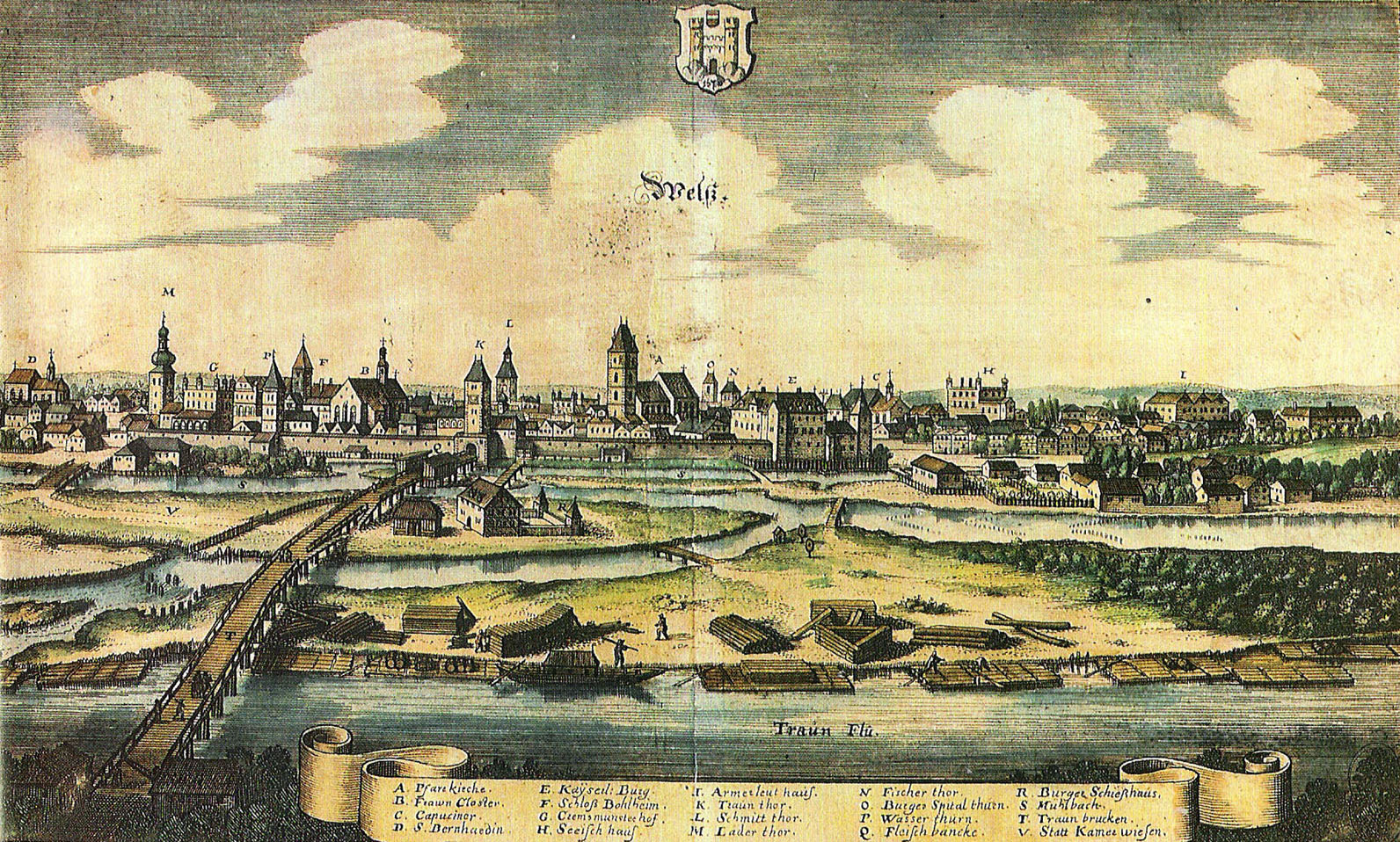
Eine von Matthäus Merian 1649 angefertigte Druckgrafik von der frühneuzeitlichen Stadt

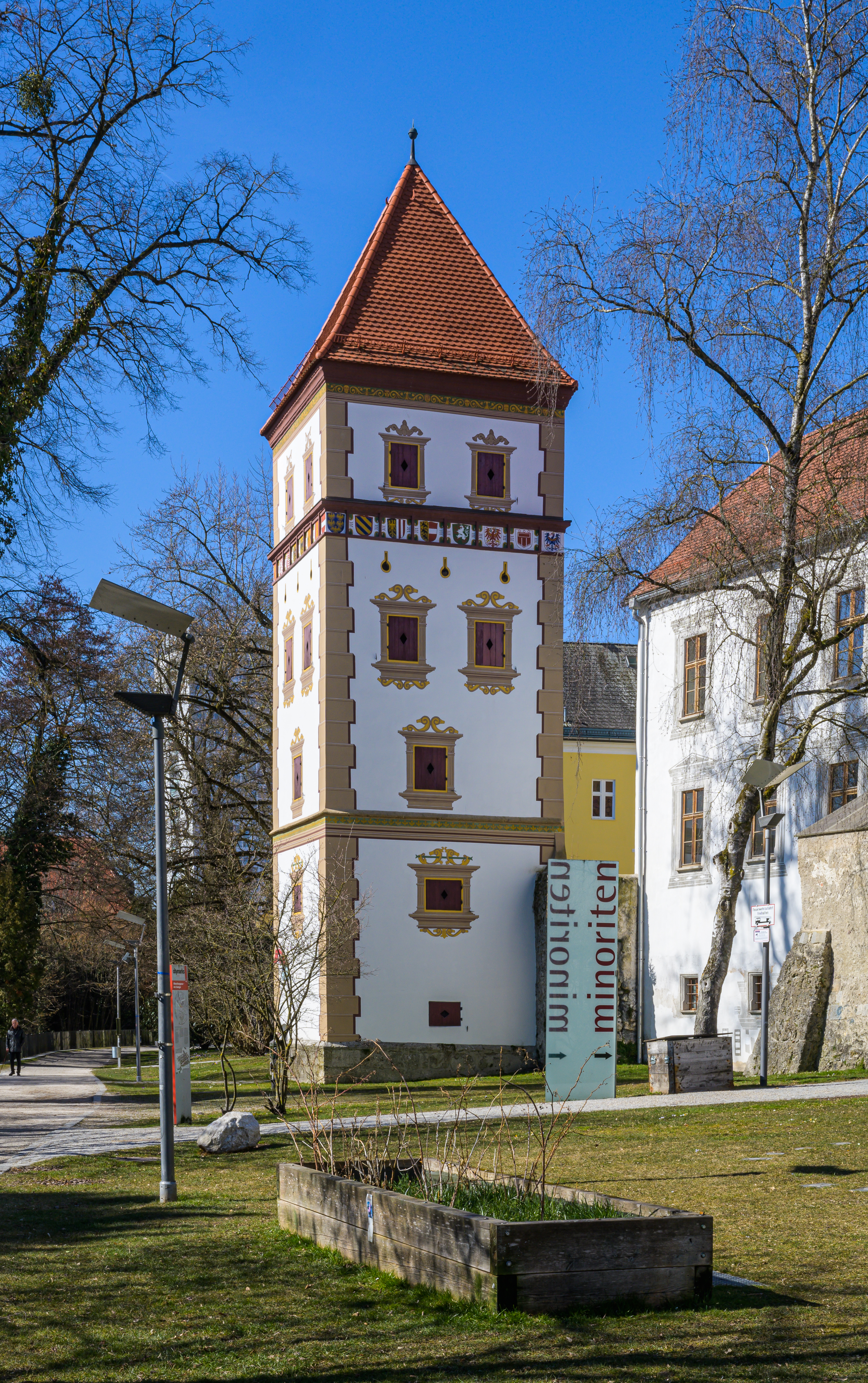
Der Wasserturm am Zwinger

Im 16. Jahrhundert erfuhr Wels durch seine Stellung als Umschlagplatz für landwirtschaftliche Güter aus der Umgebung und aus dem Fernhandel eine wirtschaftliche Blütezeit. Erhaltene Bauwerke aus dieser Zeit sind der 1579 erbaute Wasserturm, der aus dem Mühlbach hoch geschöpftes Wasser speicherte, das über ein Rohrsystem in der Stadt verteilt wurde, und der Ledererturm, der 1619 erneuert wurde.
Die Reformationsbewegung war vor allem von Welser Adeligen und Studenten getragen. Seit Mitte des 16. Jahrhunderts lebten in Wels vor allem protestantische Bürger. Der Theologe Konrad Cordatus, ein Bekannter Martin Luthers, stammte aus der Umgebung von Wels. Nach ihm ist ein Veranstaltungssaal neben der evangelischen Kirche benannt. Die von Kaiser Ferdinand II. angeordnete Rekatholisierung wurde sehr streng durchgeführt und hatte eine starke Auswanderungswelle vor allem der führenden Familien zur Folge.
Wels blieb, bis auf das Jahr 1626, größtenteils von Bauernaufständen und den Bestrebungen der Gegenreformation verschont. Als die aufständischen Bauern unter Stefan Fadinger in Wels Halt machten, wurde die Stadt ein Opfer der Flammen, ein Schaden, von dem sich Wels nur schwer erholte.
In der zweiten Hälfte des 16. Jahrhunderts wurden etwa 200 Häuser neu erbaut, und die Wirtschaft sowie Kunstgewerbe und Handwerke begannen zu florieren. Wichtig wurde zu dieser Zeit die Eisenverarbeitung, der Großhandel und das Geldgeschäft.
Zur bestehenden politischen Verwaltung der Stadt kamen ab 1569 der Bürgermeister und das Stadtrichteramt, die jährlich gewählt wurden. Der Stadtrichter hatte ab diesem Zeitpunkt nur mehr juristische Aufgaben.

### Barock
Nach dem Dreißigjährigen Krieg, während dessen einige Male Truppen in Wels einquartiert wurden, waren die Stadtkassen leer. Die Pest, Hochwässer und ein Erdbeben im Jahre 1690 richteten große Schäden an. Die Bevölkerung von Wels belief sich zu der Zeit auf ungefähr 4000 Einwohner, die in rund 550 Häusern lebten.
Die wirtschaftliche Ordnung der Stadt veränderte sich: das Eisenhandwerk und die Weber verloren an Bedeutung, nur die Zahl der Brauereien stieg auf fünf an. Der landesgrößte Getreidemarkt und einige Vertreter des Kunsthandwerkes überstanden die Rezession. Trotzdem entstanden im 18. Jahrhundert viele neue Denkmäler, einige alte Bauwerke wurden unter der Federführung von Wolfgang Grinzenberger und Johann Michael Prunner renoviert oder umgebaut. Der ehemalige Semmelturm am Kaiser-Josef-Platz (1733), das Rathaus (1739) und das Minoritenkloster (1745) wurden erbaut oder entscheidend verändert.
Im 17. Jahrhundert wurde dem Stadtwappen das Fallgitter hinzugefügt.

### Kaiser Josef II.

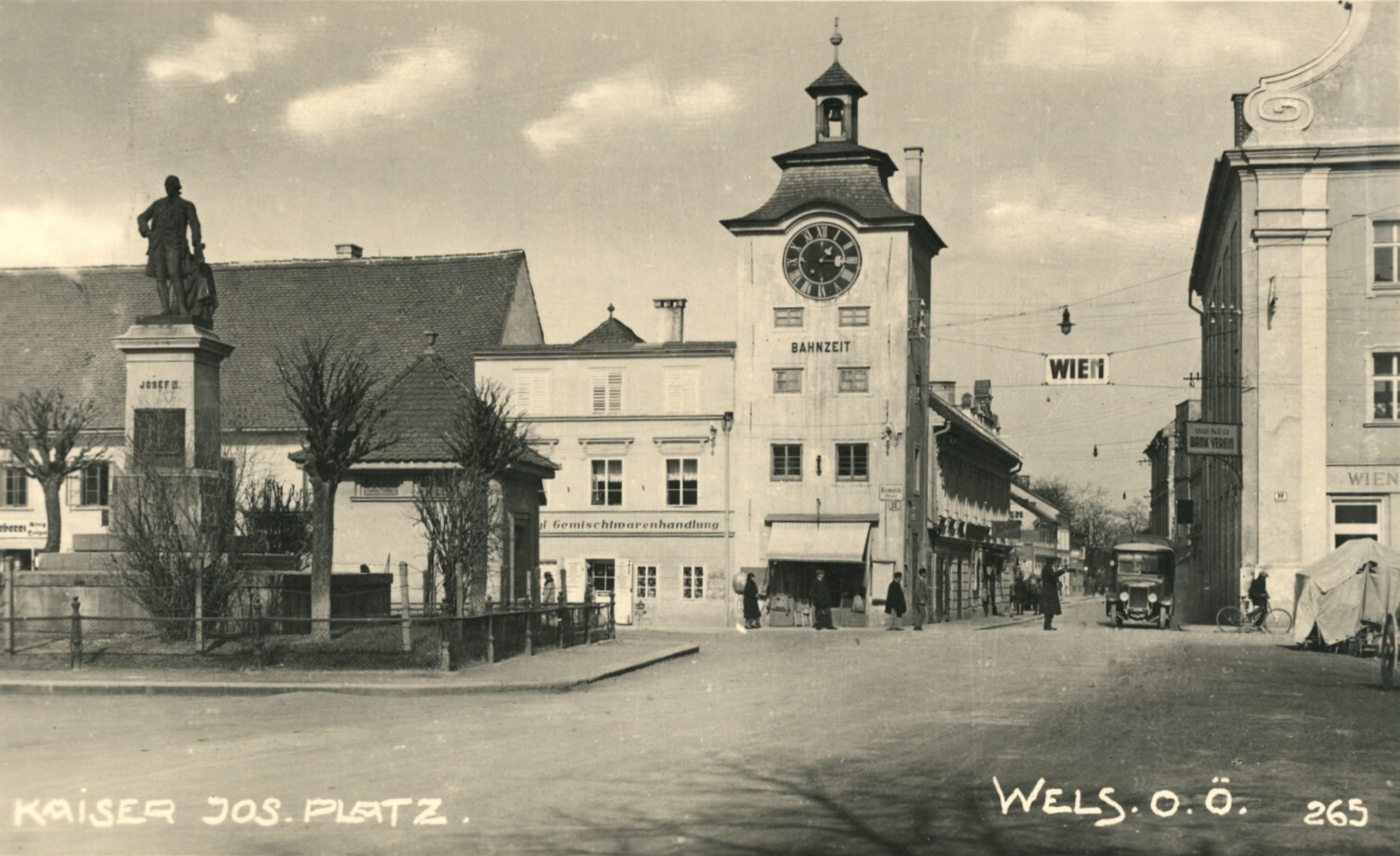
Kaiser-Josef-Platz mit Semmelturm, 1939

Die Reformen von Kaiser Josef II. (er regierte von 1765 bis 1790)
hatten auch in Wels Auswirkungen. Einige Kapellen wurden abgerissen oder geschlossen; 1784 wurde das Minoritenkloster geschlossen. 1781 wurde die evangelische Gemeinde gegründet und die ersten Versammlungen fanden statt. 1785 wurden die Vorstadtpfarre gegründet und der Stadtgraben trockengelegt.
Auf dem Kaiser-Josef-Platz steht ein Denkmal für Kaiser Josef II. Das Standbild erinnert an die Aufhebung der Erbuntertänigkeit.
Die Habsburgermonarchie Österreich wurde 1800 im Zweiten Koalitionskrieg vom revolutionären Frankreich besiegt und musste am 9. Februar 1801 den Frieden von Lunéville abschließen. Wels war Hauptquartier einiger österreichischer Regimenter; es wurde von französischen Truppen besetzt und geplündert. Die Inflation legte Fabriken lahm, und die Getreidepreise fielen wegen zu guter Ernten.

### Biedermeier und Vormärz

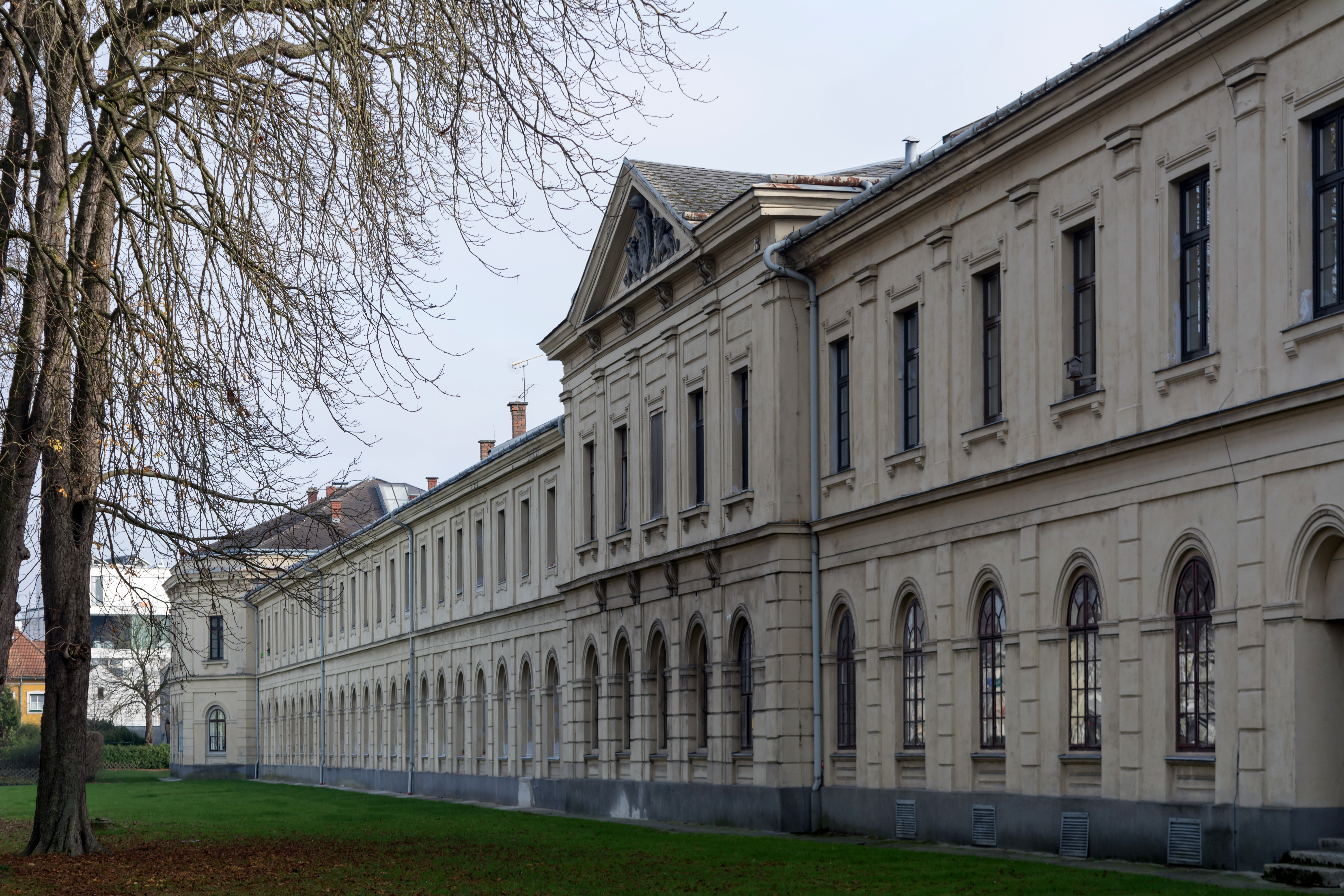
Die ehemalige Dragonerkaserne

Die hohe Politik im 19. Jahrhundert war vom Metternichschen System geprägt, auch Wels wurde keinen großen Reformen unterzogen. Die Stadt wuchs gemächlich und war unter anderem Stützpunkt des k. u. k. Husarenregiments 12, bekam neue Ämter und ab 1823 eine einheitliche Stadtbeleuchtung.
1829 erfolgte die Gründung des Welser Theatervereins, der in der ehemaligen Spitalskirche vier-, später fünfmal in der Woche spielte. Erst 1883 übernahm das Linzer Landestheater den Spielplan für die Welser Bühne.
Für die wirtschaftliche Entwicklung bedeutend war 1835 die Eröffnung der Pferdeeisenbahn Budweis–Linz–Gmunden, die erst 1860 von der Eisenbahn abgelöst wurde. Die Wirtschaft war geprägt durch die beginnende Industrialisierung. In der zweiten Hälfte des 19. Jahrhunderts entstanden eine Nagel- und eine Hutfabrik sowie einige Maschinenfabriken und die Welser Kunstmühle Fritsch.
Nach der Märzrevolution 1848 kam es zur Gründung zahlreicher Zeitungen, darunter das erste Wochenblatt „Der Welser Landbote“, das von Michael Haas herausgegeben wurde. Sein Sohn Johann Nepomuk Haas (1820–1897) leitete später das seit 1855 erscheinende Wochenblatt „Welser Anzeiger“, das bis 1939 zu den wichtigsten Zeitungen Oberösterreichs zählte. Heute beherbergt sein ehemaliges Geschäft eine Buchhandlung am Welser Stadtplatz.
Bedeutend war der Bau der Dragonerkaserne, die so groß war wie die Altstadt zu der damaligen Zeit. 1858 wurde sie fertiggestellt und sogleich vom Husarenregiment Nr. 6 bezogen. Bis zum Ende des Ersten Weltkrieges waren Dragonerregimenter, zuletzt das Vierte, in Wels stationiert.
In diese Zeit fällt auch die Eröffnung der „k.k. privilegierten Kaiserin-Elisabeth-Bahn“ (Westbahn) im Jahre 1860. Damit erhielt Wels Anschluss an das österreichische Eisenbahnnetz, so dass sich Wien, Linz und Salzburg binnen Stunden erreichen ließen.

### Fin de siècle

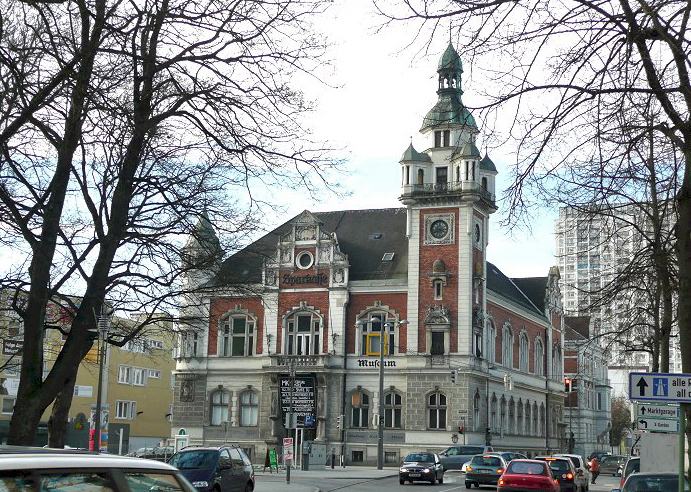
Medien Kultur Haus (Altes Sparkassengebäude)

Die Jahrhundertwende zum 20. Jahrhundert war von reger Bautätigkeit geprägt, Gebäude wie die Sparkasse an der Ringstraße und das Krankenhaus wurden errichtet, sowie Fabriken, darunter die Nahrungsmittelfabrik Knorr, die Hanf- und Drahtseilerzeugung Teufelberger, die Landmaschinenfabrik Reform-Werke, die Rahmenfabrik Nöttling und das Elektrizitätswerk gegründet.
1904 wurde das Stadtmuseum im Sparkassengebäude am Ring eröffnet.

### Erster Weltkrieg und Zwischenkriegszeit
Der Erste Weltkrieg riss ein tiefes Loch ins Stadtbudget. Die Stadt musste sich um die Verwundeten kümmern, die Grundversorgung der Zivilbevölkerung sichern, durfte aber auch wirtschaftliche Belange nicht vergessen. Die Inflation beherrschte die Nachkriegswirtschaft, bis sie 1924 für einige Jahre verlangsamt werden konnte.
Die steigende Anzahl an Bürgern führte zur Gründung der Welser Heimstättengenossenschaft im Jahr 1911 und zu großen Bauvorhaben auf dem Wohnungssektor seitens des Magistrates. 1921 wurde die Müllereifachschule gegründet und 1923 die Landesfrauenklinik.
Nach dem Krieg ging es wieder bergauf, die Stadt wuchs sehr schnell und neue Industriefirmen wurden gegründet, wie beispielsweise die Farbenfabrik Tigerwerk. Trotzdem dominierten Ende der 1920er Jahre hohe Arbeitslosigkeit und finanzielle Krisen die Stadt.
Bekannt wurde die Stadt in dieser Zeit durch die erste industrielle Anwendung der Kompostierung nach einem Verfahren, das von dem Forscherehepaar Annie Francé-Harrar und Raoul Heinrich Francé entwickelt worden war. Am 28. Dezember 1920 wurde die „Welser Naturdüngerfabrik“ gegründet, die bis 1939 betrieben wurde.

### Zeit des Nationalsozialismus
Die Vorbereitungen zur Machtübernahme der Nationalsozialisten wurden unmittelbar vor dem Anschluss Österreichs am 12. März 1938 im Café Markut in der Ringstraße getroffen. Das Militär wurde der NS-Ortsführung unterstellt und die Dienststellen der Polizei von der SS und der SA übernommen.
Während des Zweiten Weltkrieges wurden die Ortschaften Lichtenegg, Pernau und Puchberg eingemeindet. In dieser Zeit entstand auch der Stadtteil Vogelweide, und 1939 wurde der Flughafen als Heimatstandort für die III. Gruppe des Kampfgeschwaders 76 ausgebaut. In der Nachbargemeinde Gunskirchen befand sich das KZ-Außenlager Gunskirchen, ein Nebenlager des KZ Mauthausen. Ernst August von Hannover aus dem Geschlecht der Welfen erwarb 1938 eine Maschinenfabrik, die Traktoren herstellte, und ihre Firma Flugzeug- und Metallbauwerke Wels (FMW) arbeitete für die deutsche Luftwaffe; es wurden etwa 45 % Zwangsarbeiter beschäftigt.
In Wels befanden sich mehrere große Lager für Kriegsgefangene und ausländische Zwangsarbeiter: Auf dem „Reichsnährstandsgelände“ (Messegelände) war in einer Ausstellungshalle das „Rennbahn“-Lager für französische Kriegsgefangene untergebracht, in der Wiesenstraße ein Lager für männliche ausländische Zivilarbeiter, an der Römerstraße das „Wispl“-Lager für Ostarbeiterinnen, an der Wallerer Straße das „Oberhaid“-Lager für sowjetische Kriegsgefangene sowie im „Herminenhof“ ein Lager für italienische Militärinternierte. Tausende Menschen mussten in unzähligen Betrieben und Arbeitskommandos Zwangsarbeit leisten.
Wels war während der Zeit des Nationalsozialismus ein wichtiger Standort der deutschen Wehrmacht: Einerseits waren zahlreiche Truppenteile des Feld- und des Ersatzheeres und der Luftwaffe hier stationiert, andererseits wurden auch umfangreiche militärische Einrichtungen errichtet. Neben Schulen und verschiedenen anderen größeren öffentlichen Gebäuden wie dem Herminenhof und der „Deutschen Turnhalle“ (heutige ÖTB-Turnhalle) wurden auch private Immobilien – teilweise unter Zwang – zur Einquartierung von Soldaten requiriert. Die Wehrmacht errichtete mehrere Kasernen-Barackenlager (in Lichtenegg und Neustadt), Wohngebäude für Soldaten, ein Bau-Lager für Kriegsgefangene in Pernau, Reserve-Lazarette (neben dem Luftwaffenlazarett in der Neustadt gab es Lazarette im Allgemeinen Krankenhaus sowie in den Räumen des heutigen Realgymnasiums Dr.-Schauerstraße und des Gymnasiums/ der Mittelschule in der Vogelweiderstraße) und verschiedene militärische Dienststellen (Heeresverpflegungsamt, Heereszeugamt, Heimatkraftfahrpark, Heeresbauamt, Heeresstandortverwaltung). Der bereits vor der NS-Zeit bestehende Militärflughafen wurde als Fliegerhorst Wels umfangreich ausgebaut. Eine Flugzeugführerschule bildete mehr als 1000 Soldaten aus. 5000 Welser dienten in der deutschen Wehrmacht, rund 700 verloren dabei ihr Leben.

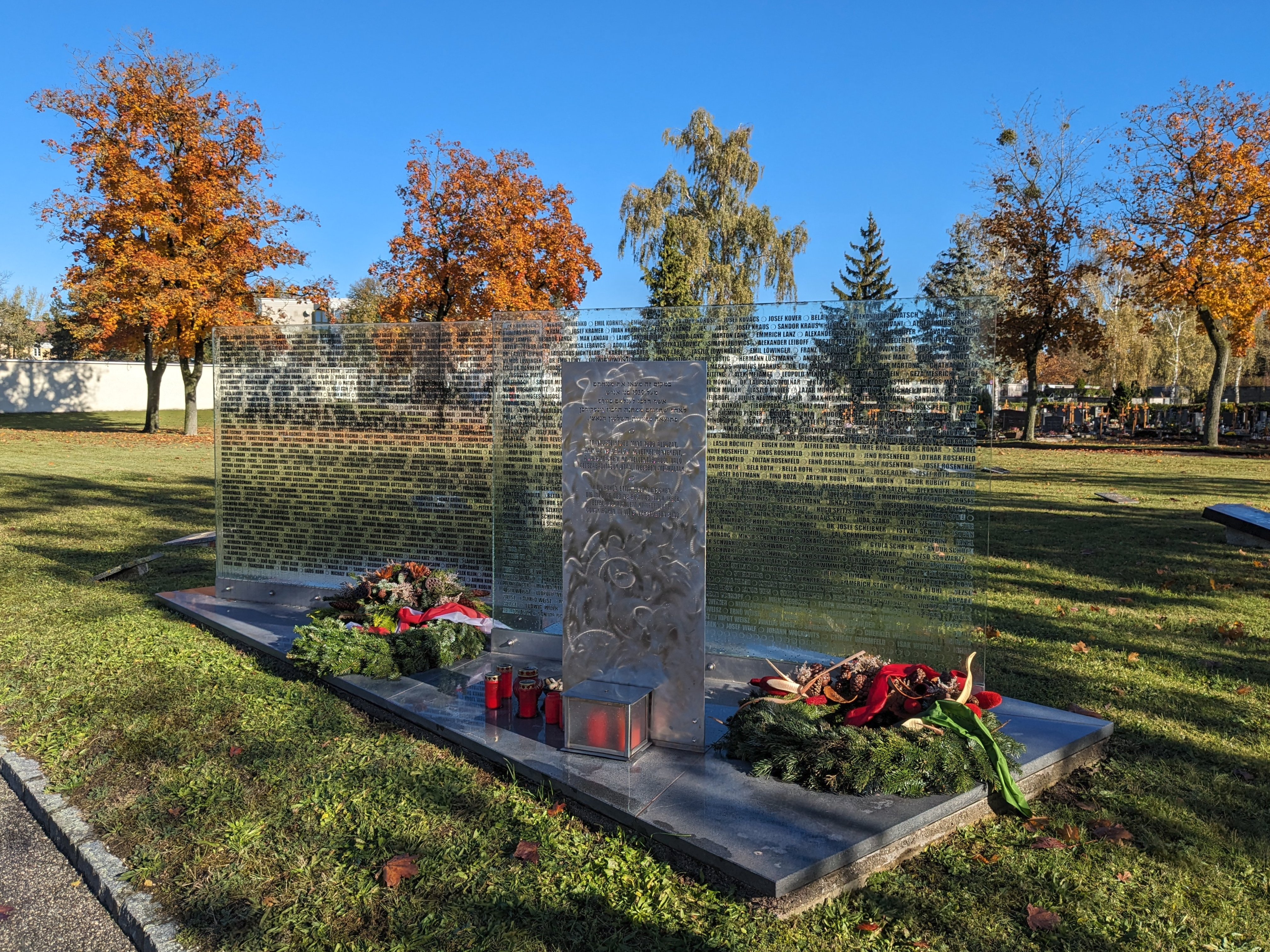
Mahnmal im jüdischen Bereich des Stadtfriedhofs Wels

Nach der Befreiung des KZ Gunskirchen durch US-amerikanische Truppen am 5. Mai 1945 wurden zahlreiche überlebende ungarische Juden in Lazarette gebracht, auch nach Wels. Bis Ende August 1945 starben in der Stadt 1032 Befreite an den Folgen der Lagerhaft. Die Toten wurden am nordwestlichen Ende des Welser Stadtfriedhofs bestattet. Ein 1947 errichtetes Mahnmal und ein 2001 errichtetes Denkmal mit der Inschrift „Hier ruhen etwa 1030 Menschen, die infolge des NS-Regimes nach ihrer Befreiung aus dem KZ-Nebenlager Gunskirchen in Wels verstorben sind“, erinnern an diese Opfer.
Mindestens 131 Menschen mit Bezug zur Stadt Wels oder den Gemeinden des heutigen Bezirks Wels-Land wurden definitiv oder (im Falle „dezentraler“ Tötungen) möglicherweise Opfer der NS-Krankenmorde in der Tötungsanstalt Hartheim, der Heil- und Pflegeanstalt Niedernhart sowie der Anstalt „Am Spiegelgrund“. Zumindest 13 aus Wels stammende Menschen jüdischer Herkunft wurden Opfer des Holocaust.
In den Jahren 1944 und 1945 starben mehr als 500 Menschen bei insgesamt elf alliierten Fliegerbomben-Angriffen. Beinahe 300 Wohngebäude wurden dabei zerstört, hunderte weitere beschädigt. Rund ein Fünftel des Wohnraums wurde damit vernichtet. Im Mai 1945 wurde die Stadt von der US-Armee befreit.
Umgang mit der NS-Zeit nach 1945
Seit Ende der 1990er Jahre bemühten sich die österreichische Partei Die Grünen und die Kommunistische Partei Österreichs um die Umbenennung von Straßen und Plätzen mit Namen von Persönlichkeiten mit Bezug zum Nationalsozialismus. Beispiele dafür sind die Wagner-Jauregg-Straße, benannt nach dem in Wels geborenen Nobelpreisträger Julius Wagner-Jauregg, die Ginzkeystraße, benannt nach Franz Karl Ginzkey, einem Autor und Mitglied der NSDAP und die Waggerlstraße, benannt nach Karl Heinrich Waggerl, einem Schriftsteller und ebenfalls Mitglied der NSDAP. Eine jahrelang kritisierte, 1964 in der „Sigmar“-Kapelle angebrachte Gedenktafel für die SS-Kameradschaft IV wurde 1995 von unbekannten Tätern entfernt. Der jahrzehntelang umstrittene Name der Turnhalle des Welser Turnvereines „Moritz-Etzold-Halle“ wurde 1997 auf „Turnhalle Wels“ geändert. Moritz Etzold war NSDAP-Kreisschulungsleiter gewesen. Im selben Jahr wurde auch die 1955 nach dem Verfasser des „Hakenkreuz-Liedes“ benannte Ottokar-Kernstock-Straße umbenannt. Der damalige Bürgermeister Karl Bregartner hatte zuvor zum Ausdruck gebracht, er habe kein Problem mit dem Namen Kernstock.
Im Jahr 2008 wurden in Wels sechs Stolpersteine in Erinnerung an Opfer des Nationalsozialismus – es handelt sich um drei Personen jüdischer Herkunft und drei Widerstandskämpfer – verlegt.

### Nachkriegszeit
Wels gehörte nach dem Kriegsende 1945 zur Amerikanischen Besatzungszone in Österreich.
Bis 1948 war die Lebensmittelversorgung prekär, die Industrie war am Boden und der Viehbestand stark reduziert. Die Eisenbahn war zerstört, die Wirtschaft brauchte zehn Jahre, um sich einigermaßen zu erholen. Neue Unternehmen wurden in dieser schweren Zeit gegründet, wie 1945 die Pumpenfabrik Vogel oder 1947 die Stahlwarenfirma Rübig.
Der zunehmende Individualverkehr und die hohe Schülerzahl waren wichtige Probleme der folgenden Zeit. Sie konnten mit dem Aus- und Neubau von Straßen und Bahnanlagen, dem Bau der Handelsakademie (1952) und der Höheren Technischen Lehranstalt (1962) großenteils gelöst werden. Alle heutigen Kindergärten wurden zu der Zeit gegründet; die Wohnungsgenossenschaften investierten massiv in neuen Wohnraum.
Die Grundsteine für die meisten heutigen öffentlichen Einrichtungen wurden in den 1960er und 1970er Jahren gelegt; die Stadtbücherei, die Volkshochschule und die Musikschule wurden damals eröffnet.
Der Höhepunkt der guten wirtschaftlichen und gesellschaftspolitischen Entwicklung war im Jahr 1964 die Verleihung eines eigenen Statutes für die Stadt. Wels wurde nach jahrzehntelangen Bestrebungen zu einem eigenen (Stadt-)Bezirk erhoben. Im Zuge dessen wurden das Wappen und die Stadtfarben Grün und Rot offiziell in die Gemeindestatuten aufgenommen. In der offiziellen Beschreibung des Stadtwappens heißt es:

„In Blau auf grünem, gewelltem Schildfuß ein silberner, zweitürmiger, gezinnter Torbau, das durchbrochene Rundbogentor mit hochgezogenem, goldenem Fallgitter, die Türme mit je drei schwarz geöffneten Fenstern, eines über zwei gestellt. Über dem Gebäude schwebt der österreichische rot-weiß-rote Bindenschild.“

Das Wappen symbolisiert die Burg Wels oder die ehemalige Befestigung der Stadt im Mittelalter mit dem Fluss Traun davor.
1966 wurde das Schloss Eisenfeld abgerissen.
Die 1970er Jahre brachten neben der Gründung des Stadtteils Noitzmühle und vieler sozialer Einrichtungen, wie der Lebenshilfe und Beratungsstellen für Drogen- und Alkoholabhängige, auch zwei Ölpreiskrisen und ökonomische Schwierigkeiten (Stagflation). Einige große Unternehmen (z. B. Reisner & Wolff und die Papierfabrik Welsermühl) gingen konkurs.

## Bevölkerung

### Bevölkerungsentwicklung
17 % der Wohnbevölkerung sind unter 15 Jahre, 63 % sind 15 bis 59 Jahre alt und somit 20 % 60 Jahre oder älter (Volkszählung 2001).

### Demografie
Der Ausländeranteil beträgt etwa 29,0 % (laut Statistik Austria). Etwa 32,8 % der Bevölkerung sind nicht in Österreich geboren (Angabe Statistik Austria). Die wichtigsten Herkunftsländer sind – in absteigender Reihenfolge nach der Staatsbürgerschaft der Bewohner geordnet – Bosnien-Herzegowina, Türkei, Kroatien und die ehemalige Bundesrepublik Jugoslawien („Serbien-Montenegro“).

### Religion
Etwa 63 % der Stadtbevölkerung gehörten 2001 der römisch-katholischen Kirche an. 14 % waren konfessionslos, etwa 10 % waren Muslime und 7 % evangelisch. Es gibt kleine orthodoxe und sonstige Religionsgemeinschaften.

## Politik

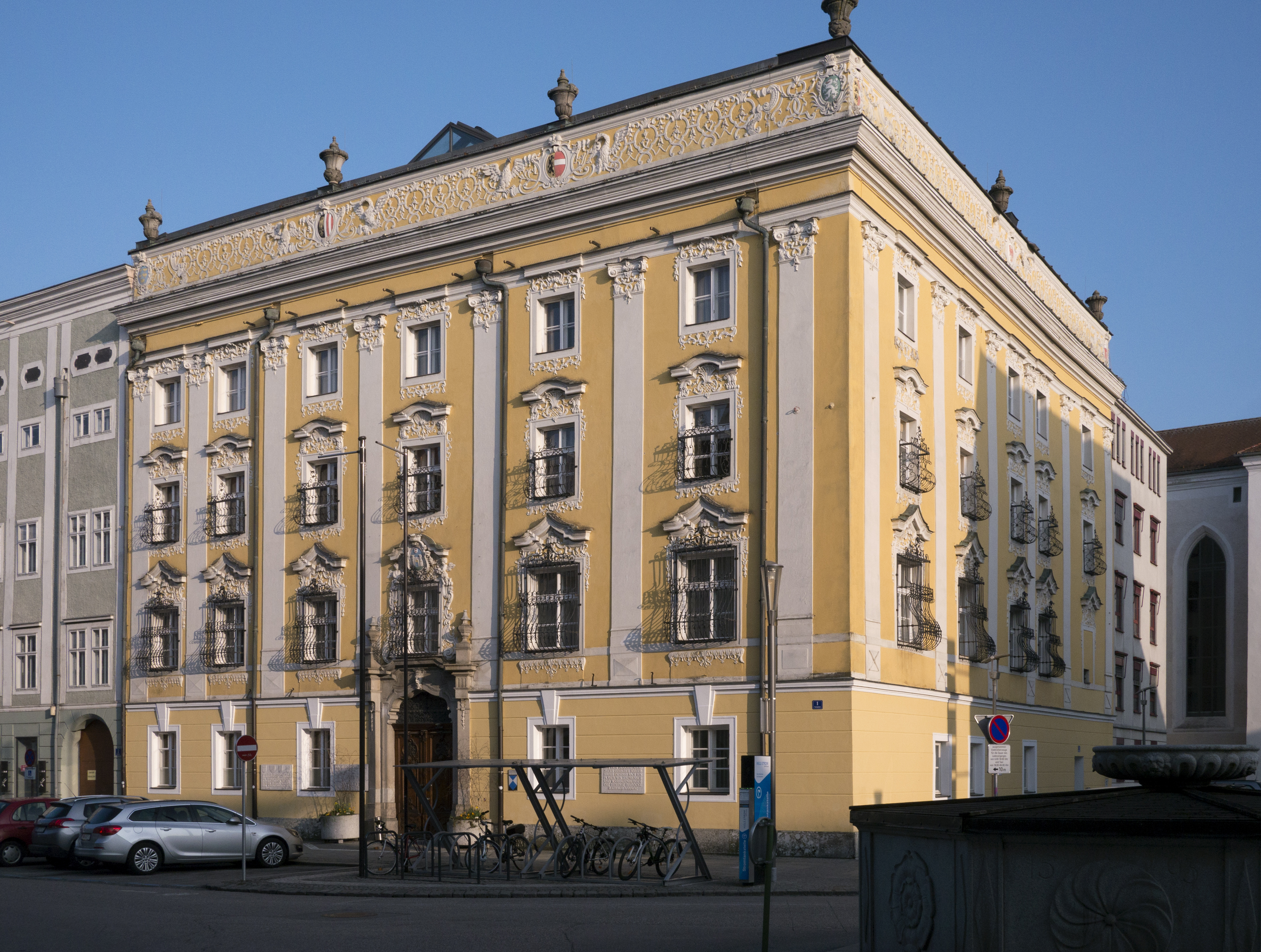
Das Rathausgebäude ist Sitz des Magistrats der Stadt Wels, im Vordergrund der Stadtbrunnen

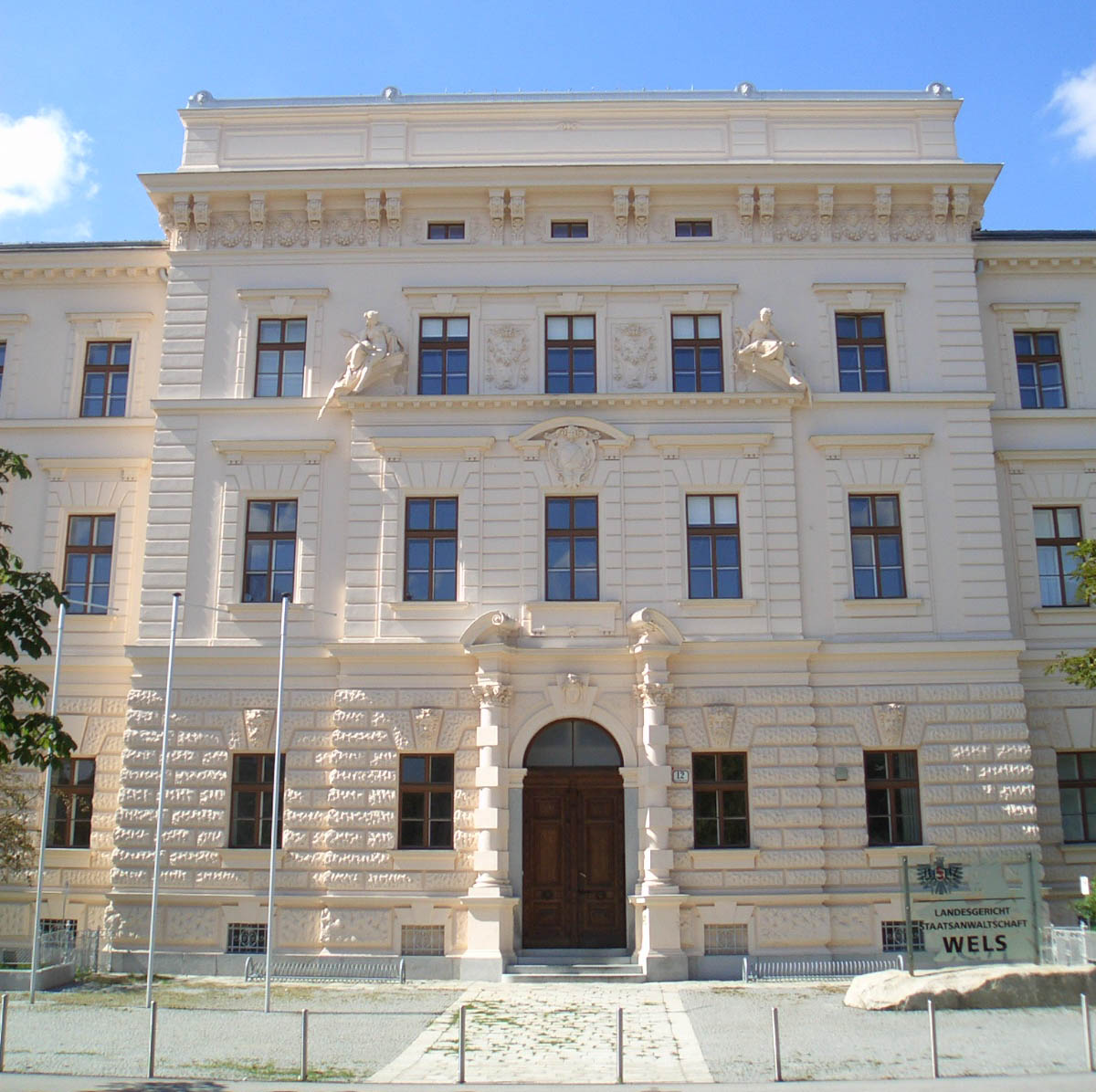
Landesgerichtsgebäude

Die Stadt wird vom Stadtsenat (der Stadtregierung) und dem Gemeinderat verwaltet. Der Gemeinderat besteht aus 36 Mitgliedern. Nach der Gemeinderatswahl 2021 hat die FPÖ 17, die SPÖ 9, ÖVP sowie die Grünen haben vier Sitze, NEOS und MFG einen.
Mit der Stichwahl am 11. Oktober 2015, die zeitgleich in 44 oberösterreichischen Gemeinden stattfand, wurde Andreas Rabl, der Kandidat der FPÖ, mit 62,97 % gegen Hermann Wimmer (SPÖ) zum Bürgermeister gewählt. Es ist das erste Mal, dass die FPÖ den Bürgermeister in einer Statutarstadt in OÖ stellt.
Wels ist Sitz eines Bezirks- und eines Landesgerichts. Das zuständige Oberlandesgericht befindet sich in Linz. 1996 erfolgte der Neubau des Bezirksgerichtes, das sich gegenüber dem Landesgerichtssitz befindet. Die beiden Gerichte sind heute durch einen unterirdischen Gang miteinander verbunden. 2005 erfolgte nach zweijähriger Renovierung die Neueröffnung des um 1900 errichteten früheren k. u. k. Kreisgerichtes und heutigen Landesgerichtes.

### Bürgermeister
Auslassungszeichen stehen für Zeiten jeweils weiterer, hier nicht angeführter Bürgermeister.
- … 1861–1879 und … 1883–1887: Franz Gross
- 1887–1914: Johann Schauer …
- 1919–1924: Karl Richter
- 1924–1934: Karl Aubert Salzmann …
- 1938–1939 Leopold Sturma …
- 5. Mai – 8. Mai 1945: Karl Gusenleitner
- 8. Mai – 20. August 1945 Franz Breitwieser …
- 1946–1949: Franz Xaver Grüttner
- 1949–1963: Oskar Koss
- 1963–1982: Leopold Spitzer
- 1982–1999: Karl Bregartner
- 1999–2015: Peter Koits
- 2015–0000: Andreas Rabl

### E-Government
Auf der Plattform wels.at können Behördenwege mit Hilfe von Online-Verfahren erledigt werden. Die Bürger können durch das E-Government-Angebot der Stadt rund um die Uhr kommunizieren, wobei das jeweilige Anliegen automatisch zur zuständigen Stelle übermittelt wird. Die verwendete Formularlösung AFORMSOLUTION stammt von dem Unternehmen aforms.

## Städtepartnerschaften
- Die erste Städtepartnerschaft wurde am 14. April 1973 mit Straubing geschlossen. Der Vertrag wurde von den damaligen Bürgermeistern von Straubing (Ludwig Scherl) und Wels (Leopold Spitzer) unterzeichnet und sollte laut Urkunde:

„[…] dauernde freundschaftliche Verbindungen […] unterhalten, auf allen Gebieten von gemeinsamem Interesse zusammenarbeiten, den Austausch unter den Bürgern, vor allem unter der Jugend fördern.“

Bei den jährlich stattfindenden Fußballturnieren in Straubing nehmen oft Jugendmannschaften aus Wels und Umgebung teil.
- Die zweite Partnerschaft wurde am 9. Mai 1988 mit Chichigalpa in Nicaragua eingegangen, die von den Bürgermeistern Carlos Manuel Garcia Castillo und Karl Bregartner unterzeichnet wurden. Viele Hilfsprojekte und -organisationen aus Wels setzen sich insbesondere für diese Region in Mittelamerika ein.
- Am 10. September 2005 wurde die Städtepartnerschaft von Wels mit Tábor in Tschechien besiegelt. Verantwortlich dafür zeichneten Bürgermeister Frantisek Dedic aus Tabor und Bürgermeister Peter Koits.[43]
- Seit 2014 ist Wels mit dem rumänischen Bistrița partnerschaftlich verbunden. Mit dieser Städtepartnerschaft soll der Evakuierung Bistrițas im Jahre 1944 gedacht und der europäische Gedanke unterstrichen werden.[44]

## Wirtschaft
Wels hat etwa 40.000 Beschäftigte in über 4000 Unternehmen, wobei 22.600 Menschen regelmäßig aus der Umgebung nach Wels und 8.600 Menschen aus Wels in die umliegenden Gemeinden pendeln.
Über 60 % der Beschäftigten sind im Dienstleistungssektor tätig. Die meisten Unternehmen in diesem Sektor operieren im Handel, der Rest verteilt sich auf Soziales, den öffentlichen Dienst sowie das Finanz- und Transportwesen. Das zweite wirtschaftliche Standbein ist das produzierende und verarbeitende Gewerbe. Das Industriegebiet von Wels befindet sich in der Pernau. Es gibt dort Firmen der chemischen Industrie, Möbelerzeuger, Maschinenbauer und diverse Großhändler.
Die umsatzstärksten Unternehmen mit Firmensitz im Stadtgebiet sind in absteigender Reihenfolge XXXLutz, Intersport Austria, Doppler Mineralöle, 3e und Felbermayr.
Weitere bekannte Welser Unternehmen sind unter anderem die Firma Trodat, ein Hersteller von Stempeln- und Lasergravurmaschinen, TGW Logistics Group, ein Hersteller von Fördertechnik und automatischen Lagersystemen, Rübig, ein Hersteller von Anlagen für die Härtung von Werkstoffen, Teufelberger, ein Hersteller von Seilen aus verschiedenen Materialien, die Reform-Werke, Resch & Frisch, eine Großbäckerei, Klipp, eine Kette von Friseursalons, Richter Pharma, ein pharmazeutisches Unternehmen und Tiger Coatings, ein Hersteller von Lacken und Farben sowie ein Spezialist für Pulverbeschichtung von Materialien.
Die Landwirtschaft hat in den letzten Jahrzehnten an Bedeutung abgenommen. Heute existieren nur mehr 80 landwirtschaftliche Betriebe innerhalb der Bezirksgrenzen, die über 2000 ha Land bewirtschaften und 4000 Rinder und Schweine halten.

### Messe Wels

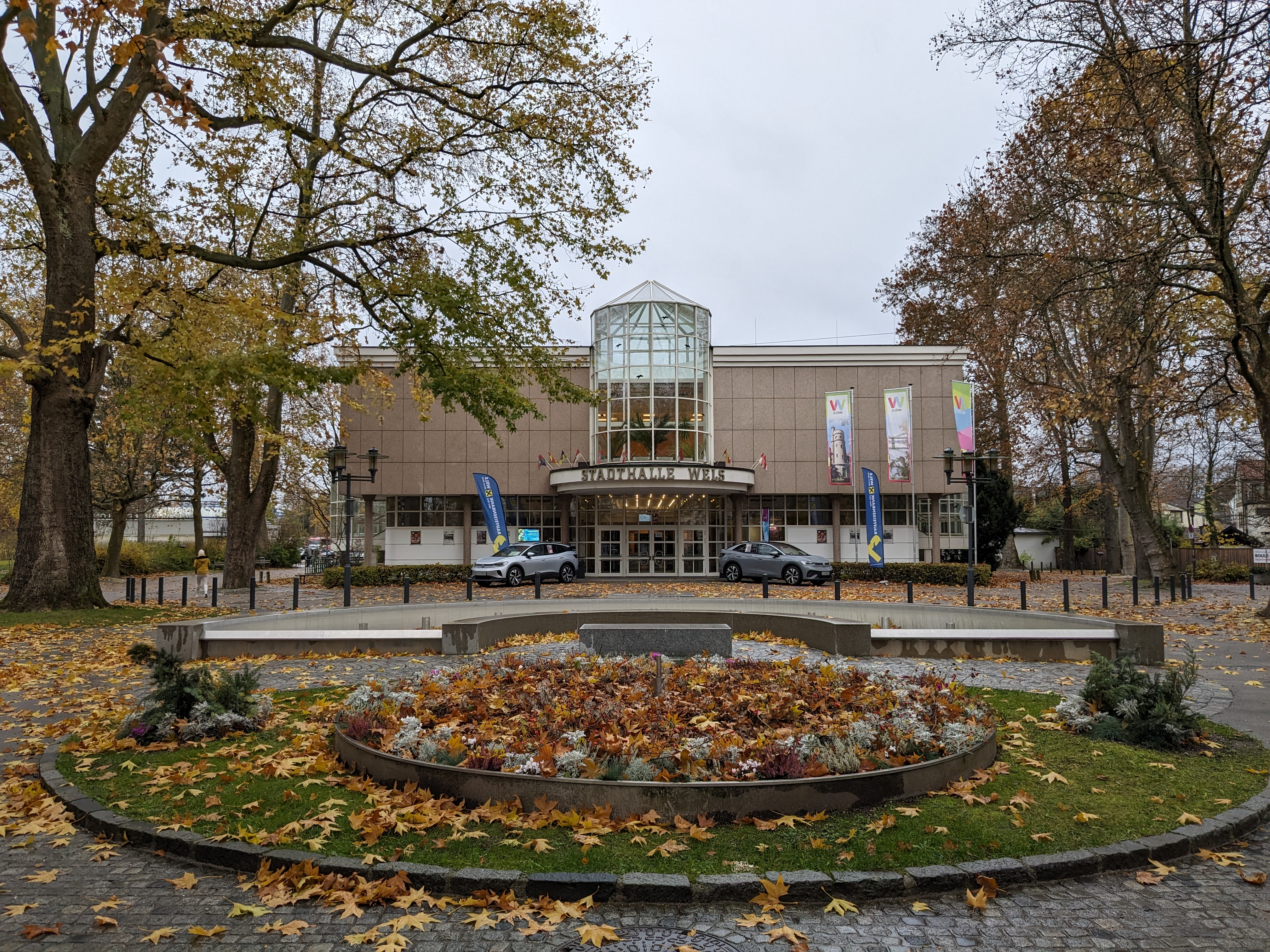
Stadthalle, Messeeingang

Die Ursprünge der Messe Wels reichen bis in das 14. Jahrhundert zurück. Damals gab es neben dem Wochenmarkt, der zweimal wöchentlich stattfand, auch zwei Jahr- und Pferdemärkte. Der Schwerpunkt dieser Märkte lag im Handel mit landwirtschaftlichen Gütern. Erhalten hat sich davon noch der traditionelle Glanglmarkt (ein Kleinvieh-Markt), der einmal im Jahr immer am Samstag nach Mariä Lichtmess abgehalten wird.
Der Ort des Frühjahrsmarktes im 19. Jahrhundert war die Innenstadt und die Freiung beim Schloss Polheim. Am 6. September 1878 fand das erste Welser Volksfest statt, der Jahrmarkt im Herbst verlor an Bedeutung, auch auf Grund der Konkurrenz aus Linz und Ried. Das Volksfest fand auf Teilen des heutigen Ausstellungsareals statt, das ungefähr 29.000 m² umfasste. An drei Tagen kamen 56.000 Menschen. Zu dem Zeitpunkt stand schon die Volksfesthalle, anstelle derer später die Stadthalle erbaut wurde, und der Volksgarten wurde auf dem Messegelände angelegt.
1880 fand das nächste Volksfest statt, das schon mit elektrischem Licht (Kohlelichtbogen) versehen war. Die sogenannte „Probebeleuchtung“ (heute der Abend vor dem 1. Messetag) wurde zu diesem Zwecke eingeführt und besteht bis heute. Die Welser Industrie und Gewerbebetriebe, sowie Aussteller aus ganz Österreich boten hier ihre, vor allem, landwirtschaftlichen Waren an. Das Volksfest brachte einen Rekord von über 86.000 Besuchern. Auf Grund des Ersten Weltkrieges und der erschwerten wirtschaftlichen Lage danach wurde das Volksfest von 1912 bis 1924 ausgesetzt.
Zum 50-jährigen Bestehen kamen 300.000 Menschen, wofür das Ausstellungsgelände auf fünf Hallen mit 106.000 m² ausgeweitet wurde. Das Angebot reichte von Lebensmitteln und Maschinen bis zu Tieren aller Art. Es gab schon in der Zwischenkriegszeit erste Ansätze der Spezialausstellungen, den späteren Fachmessen. Der Zweite Weltkrieg bedingte eine zehnjährige Messepause. Trotz der schwierigen Bedingungen kamen im Jahr 1948 schon wieder 482.000 Menschen.
1952 waren 840.000 Besucher und insgesamt 1100 Aussteller in der Messe. In diesem Jahr wurde das Volksfest in „Österreichische Landwirtschaftsmesse – Welser Volksfest“ umbenannt. Die Größe des Messegeländes betrug 322.000 m². Zwischen 1964 und 1978 wurden 13 neue Hallen errichtet und die Messe in „Internationale Welser Messe“ umbenannt. In diesen Jahren wurde der bis heute bestehende Höhepunkt an Besucherzahlen verzeichnet – über eine Million Besucher.
Um das Freigelände zu erweitern, wurde die Trabrennbahn nach Westen verschoben.
Bis 1964 fanden alle Messen nur in geradzahligen Jahren statt, im Wechselspiel mit dem Rieder Volksfest in ungeraden. Seit 1965 findet in ungeraden Jahren eine Frühjahrsmesse statt. In der sonstigen Zeit finden zahlreiche Fachmessen statt. In der Stadthalle werden Konzerte, Ausstellungen und Bälle abgehalten. Seit 1993 ist die Messe Wels dem Magistrat ausgegliedert und damit ein eigenständiges Unternehmen. Auch 2006/2007 wurden große Hallen neu errichtet.
Neue Aspekte bringt das Thema Energie, hier vor allem erneuerbare Energie, das in der Wirtschaft und in den Messen stärker einbezogen werden soll. Seit vielen Jahren schon durch die Energiesparmesse (im März) thematisiert.
Heute befindet sich Wels mit 4000 Ausstellern und 461.000 Besuchern auf 100 Veranstaltungen pro Jahr hinter Wien auf Rang 3 der Messestandorte in Österreich.
Seit 20 Jahren finden in Wels auch die sogenannten World Sustainable Energy Days statt, eine jährliche Konferenz rund um die Themen Nachhaltigkeit, erneuerbare Energien und Energieeffizienz.
Am 10./11. Februar 2018 wurde das Fachmessetrio Fishing Festival & Bogensportmesse & Bike Festival Austria erstmals mit der dritten Sparte rund um das Fahrrad durchgeführt.

## Infrastruktur

### Verkehr

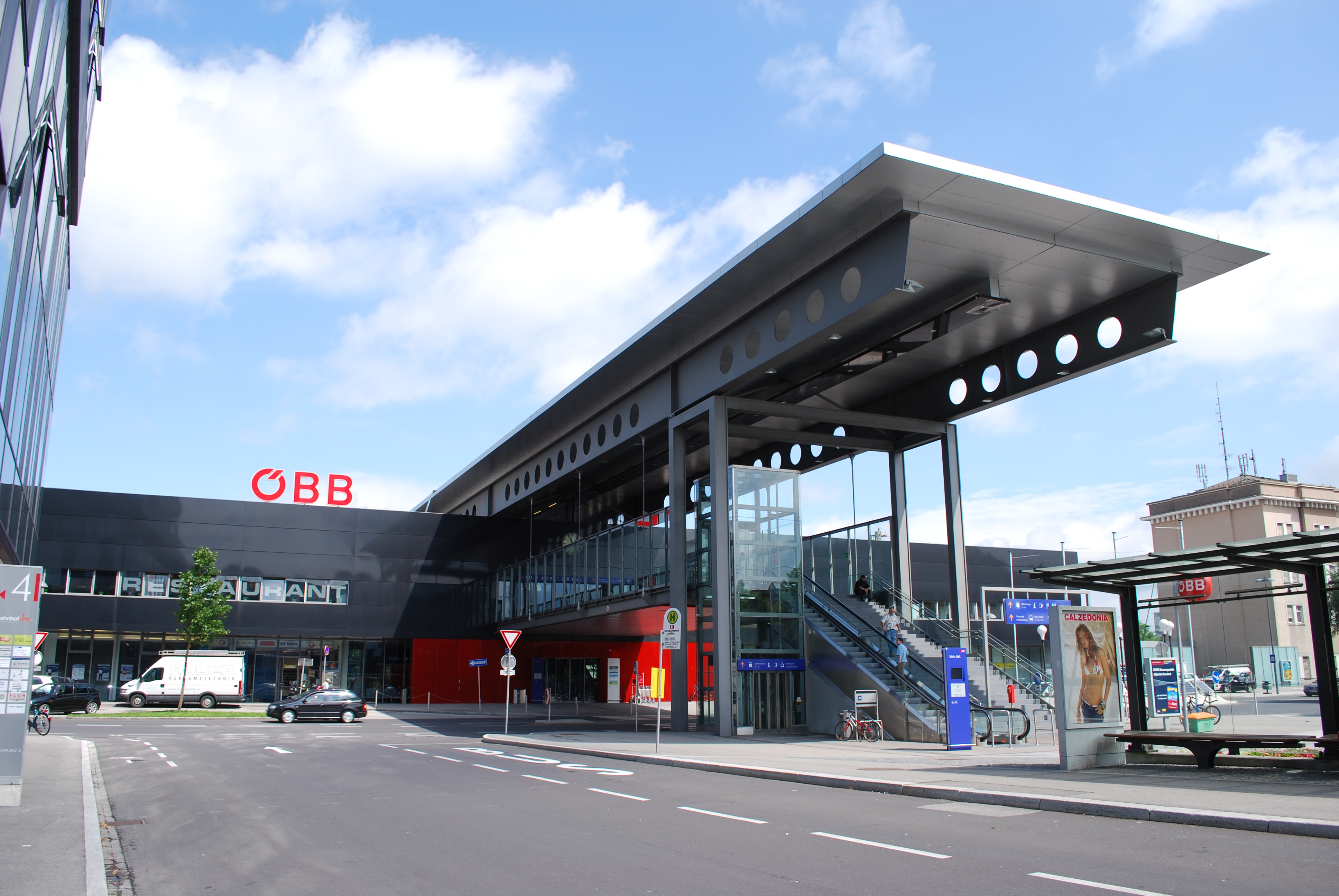
Der Welser Hauptbahnhof

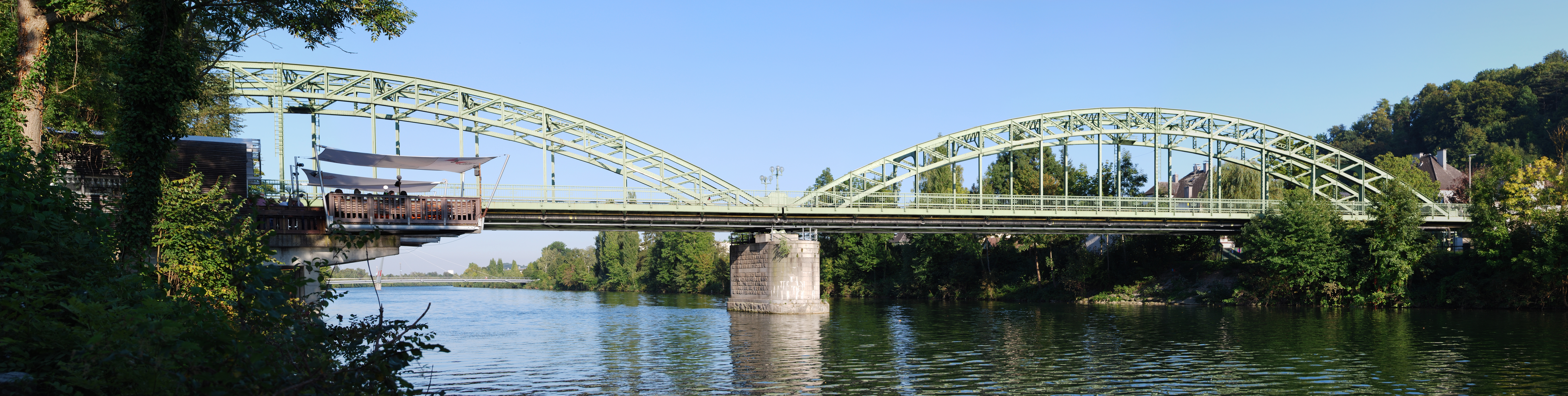
Alte Traunbrücke

Wels liegt knapp 30 km südwestlich von Linz an der Landesstraße B 1, die von Wien in den Westen Österreichs führt. Durch seitliches Versetzen verläuft sie seit Jahrzehnten rund 300 m nördlich des historischen Stadtzentrums. Die Pyhrnpass Straße B 138 geht seit etwa 1978 nicht mehr vom Stadtplatz aus, der um 2000 in einigen Bereichen Fußgängerzone wurde, sondern mündet mittels einer neuen Traunbrücke gut 1 km flussabwärts in die Osttangente.
Die West Autobahn A 1, die Welser Autobahn A 25 und die Innkreis Autobahn A 8 bilden einen Autobahnring um Wels. Das letzte Teilstück dieses Ringes, der als Welser Westspange bezeichnete Abschnitt der A 8 zwischen dem Knoten Voralpenkreuz bei Sattledt und der Anschlussstelle Wels West, wurde im Jahr 2003 eröffnet.
Erst nach jahrzehntelangen Diskussionen wurde dieser 11 Kilometer lange Abschnitt genehmigt und im Jahr 2000 schließlich mit dem Bau begonnen. Im August 2003 erfolgte die Freigabe für den Straßenverkehr. Aufgrund ökologischer Bedenken führt die Trasse unter dem Stadtteil Noitzmühle hindurch, eine Tunnelbrücke quert die Traun, erst in Steinhaus wird die Trasse wieder oberirdisch geführt.
Der Linienverkehr der Stadt wird durch das private Welser Busunternehmen Sabtours Reisebüro und Autobusbetrieb Gesellschaft m.b.H betrieben. 31 Linienbusse werden eingesetzt. Jährlich werden über 5 Millionen Fahrgäste befördert.
Die Traun, von Südwest nach Nordost fließend, grenzt die selbständig gebliebene kleine Gemeinde Thalheim von Wels ab. Im Bereich des linken Ausleitungskraftwerks Breitenbach (um 2015) und des rechten Ausleitungskraftwerks Traunleiten (1899; Generalumbau, Inbetriebnahme 2020. Betreiber beider KrW: Wels Strom/EWW Gruppe) besteht auch für Fußgänger keine Überquerungsmöglichkeit des Hauptarms der Traun, der hier ein Wehr aufweist. Links ist hier der Mühlbach schon ausgeleitet, der die gesamte Stadt durchzieht und samt Nebenästen häufig überbrückt ist. Kurz nach dem Kraftwerk überquert die Tunnelbrücke der Autobahn A8 (Westspange Wels) die Traun. Es folgen der Angerlehnersteg zwischen Schwimmbad Welldorado und Museum Angerlehner, die eiserne Brücke der Almtalbahn (quert das Messegelände) samt oberwasserseitigem Fußweg, die „alte Traunbrücke“ mit einem Pfeiler in Flussmitte, genieteten Eisenbögen und dem Pegel, der gekurvte Trodat-Steg für Rad&Fuß, die Doppelbrücke für die 2 × 2 Spuren der Westtangente (B 138).
Die nach SW führende Westbahn hat folgende Querungsmöglichkeiten:
- A 25 (Nordspange), Brücke
- Freilingerstraße, Brücke, beide in Marchtrenk
- Schloßstraße, Unterführung (UF)
- (Pühlhoferweg–Wielandgasse, seit Jahrzehnten aufgelassene Bahnübersetzung)
- B 137 Ost-Tangente, UF
- Bahnhof Überweg mit Treppen und Liften mit Anschluss an die Bahnsteige, 2003/2005 errichtet (zu den Bahnsteigen gelangte man früher über eine Unterführung, die bis zuletzt keinen Zugang zum nördlichen Stadtteil Neustadt hatte)
- Neustädter Unterführung, Eferdingerstraße, bahnhofsnah, beidseits der Fahrbahn mit weniger tief abgesenkten Einrichtungsrad- und Gehwegen, gleisnah 4 Treppen, errichtet 1959, UF
- Vogelweider Unterführung, 1952, 2013 saniert., UF
- Porzellangasse, Fuß-(Radweg?), UF
- Primelstraße, UF
- A 8 Autobahn Westspange, exit 11, UF
- westlich SCW Shopping Center West, UF (Gunskirchen?)

Der bis Herbst 2005 umgebaute Hauptbahnhof von Wels ist ein bedeutender Knoten im österreichischen Schienenverkehr. Hier zweigt von der Westbahn Wien–Linz–Salzburg der nach seinem Endpunkt benannte Passauer Ast nach Nordwesten ab. Nach Süden führt seit 1893 überdies die eingleisige und nicht elektrifizierte Almtalbahn nach Grünau. An letztgenannter Verbindung bestehen die Stationen Wels Lokalbahn und Wels Messe.
Bedeutend für den Güterverkehr ist das Terminal Wels, wo täglich bis zu 1000 LKW und ebenso viele Güterwagen abgefertigt werden. Daneben werden jährlich über 200.000 LKW auf die sogenannte Rollende Landstraße verladen. Der Verschiebebahnhof wurde zur Zeit des Nationalsozialismus errichtet, um große Mengen kriegswichtiger Rüstungsgüter umschlagen zu können. Der Bau eines zweiten Verschiebebahnhofs kam kriegsbedingt nicht über die Planungen hinaus.

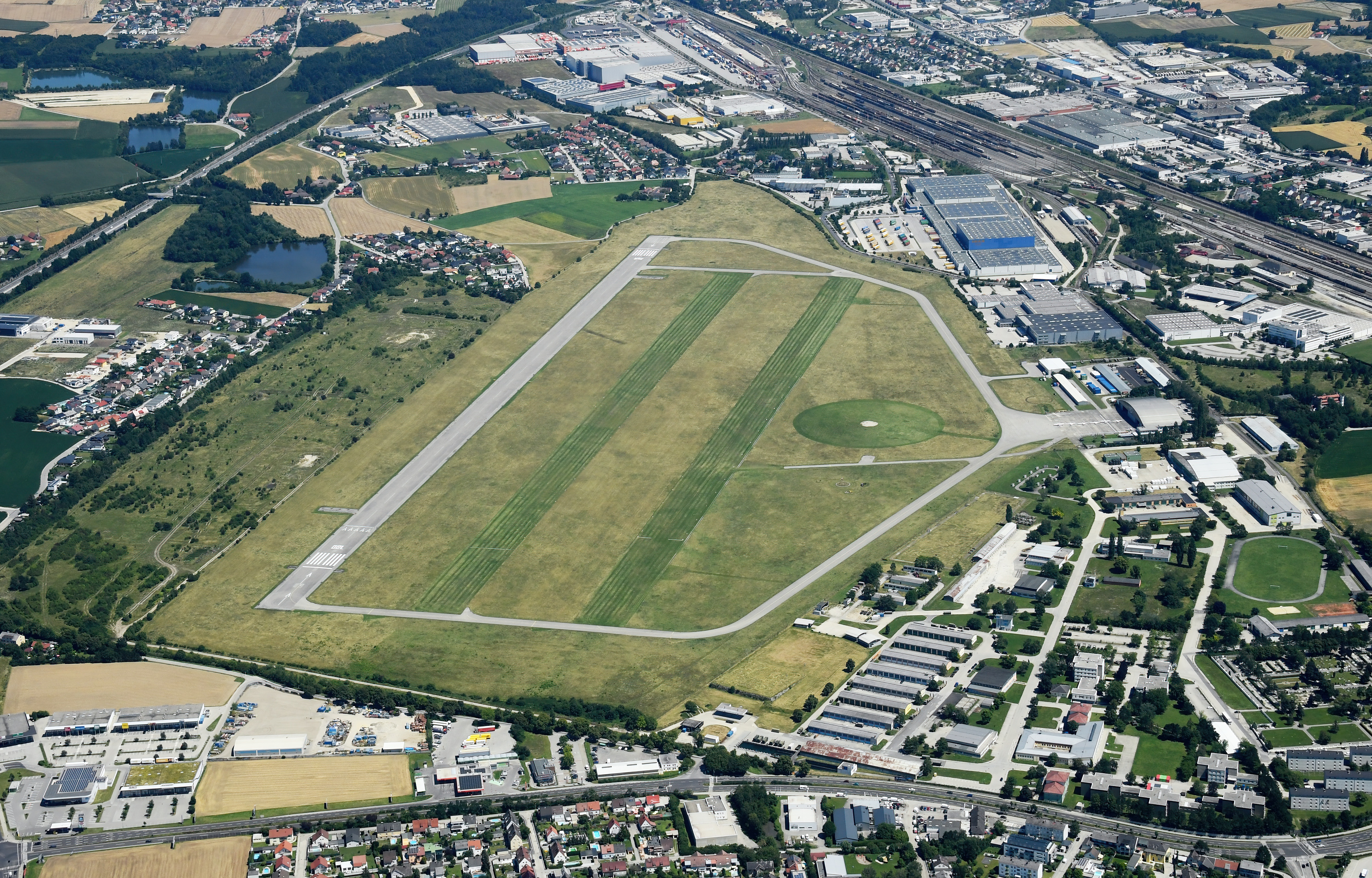
Flugplatz Wels

Die Stadt besitzt mit dem Flugplatz Wels den seit 1972 mit 100 ha Fläche größten öffentlichen Zivilflughafen Europas (ICAO-Code LOLW). Dort befindet sich der Welser Fliegerclub Weisse Möwe mit einer eigenen Flugschule sowie Möglichkeiten für Segel-, Modellflug und Fallschirmsprünge.
Der an der B1 existierende bundesstraßenbegleitende Radweg Richtung Linz aus etwa 1960 wurde ab 1970 zugunsten einer Fahrbahnverbreiterung in einem Großteil der Strecke bis Marchtrenk eliminiert. Alternative Radrouten weisen Umwege auf. Um 2000 wurde eine Radroute linksufrig entlang der Traun entwickelt, dieser Traunradweg R4 ist bedeutsamer für Radwandern als für Alltagsverkehr.

### Städtische Betriebe
Das Elektrizitätswerk Wels (EWWAG), kurz eww Gruppe bzw. Wels Strom, ist verantwortlich für die Versorgung der Stadt mit Strom, aber auch mit Wasser und Kanalisation. Ein Drittel aller Haushalte bezieht Fernwärme von der eww Gruppe. Weitere Geschäftsfelder sind die Versorgung mit Erdgas, die Umsetzung von Lichtanlagen und Beleuchtungen, wie beispielsweise die Weihnachtsbeleuchtung einer Stadt oder die Realisierung von Solaranlagen. Weiters ist die eww Gruppe mit der Sparte eww ITandTEL im Telekommunikationsmarkt für Geschäftskunden vertreten.
Für die Müllbeseitigung ist die Welser Abfallverwertung, kurz WAV, zuständig. Sie besitzt eine thermische Abfallverwertung, wo neben der Müllverbrennung Strom und Fernwärme gewonnen und damit 60.000 Haushalte versorgt werden. Seit 1995 steht die WAV im Dienste der Abfallverminderung, damals noch mit 100.000 t Kapazität, bis 2003 der Ausbau auf eine jährliche Kapazität von 300.000 t Abfall erfolgte.

### Feuerwehr
Die erste Feuerwehr in Wels wurde 1863 als Turnerfeuerwehr gegründet. Die Anforderungen überstiegen jedoch schnell die Möglichkeiten des Turnvereins und so wurde sie von der am 15. Oktober 1867 gegründeten Freiwilligen Feuerwehr der Stadt Wels abgelöst.
Bis Anfang der 1980er Jahre war die Hauptfeuerwache im ehemaligen Minoritenkloster mit der Ausfahrt über einen Vorplatz bei Rathaus und Brunnen auf den Stadtplatz, zwar zentral, doch durch verwinkelte Abfahrten geprägt.
Heute zählt die Freiwillige Feuerwehr Wels zu den größten Freiwilligen Feuerwehren Österreichs. Neben der Hauptfeuerwache in der Hamerlingstraße sind Feuerwehrhäuser in den Stadtteilen Pernau, Puchberg und Wimpassing eingerichtet. Zusätzlich existieren zwei Betriebsfeuerwehren im Stadtgebiet.

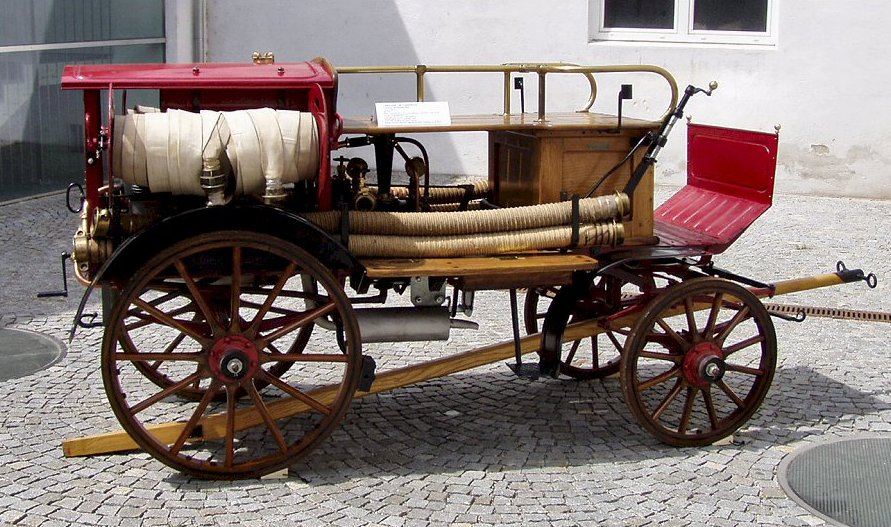
Löschfahrzeug: Vierrädrige Motorspritze Linz II a, Baujahr: 1923
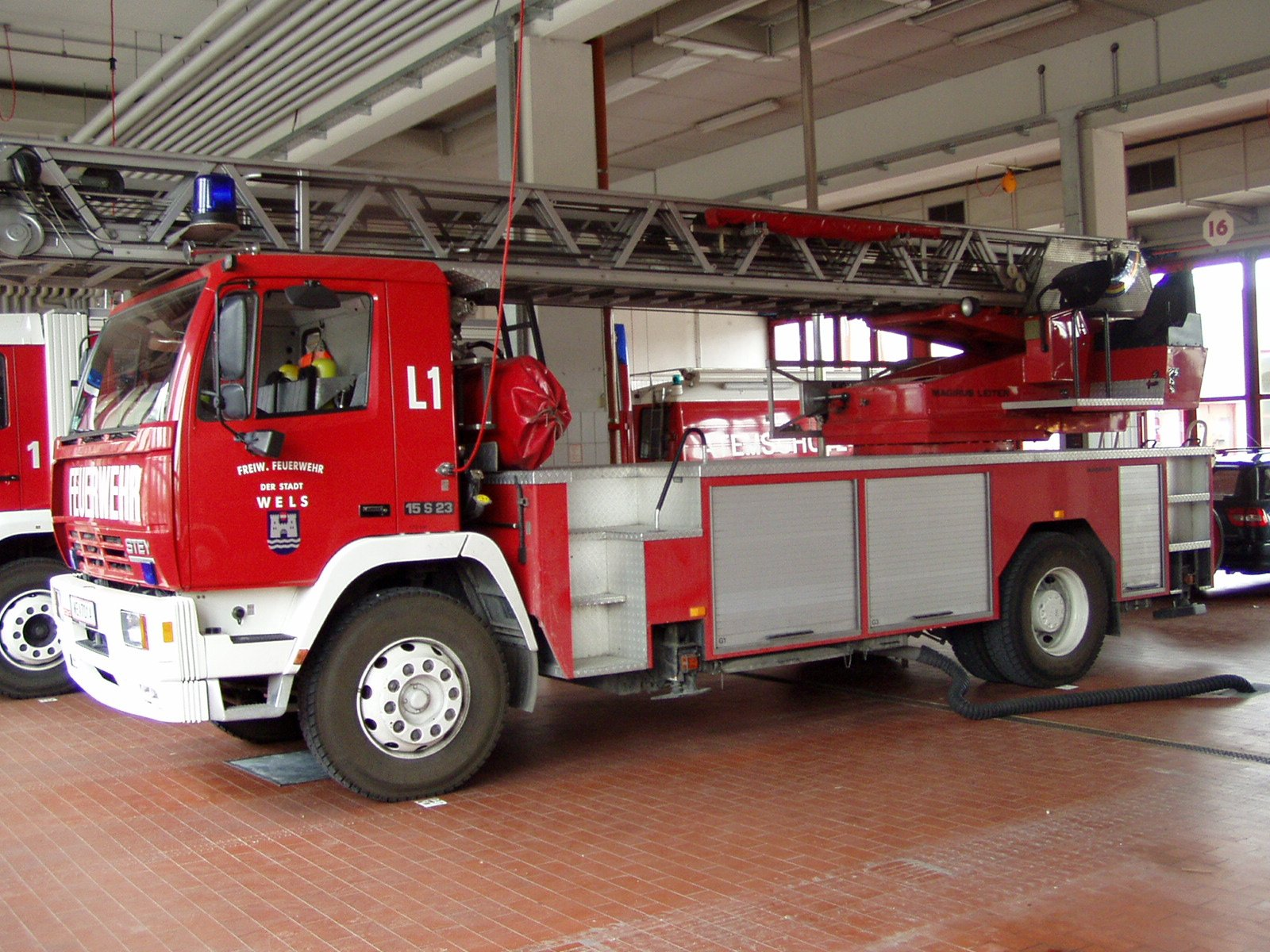
SNF Steyr (Drehleiter „Leiter 1“)

### Gesundheitswesen

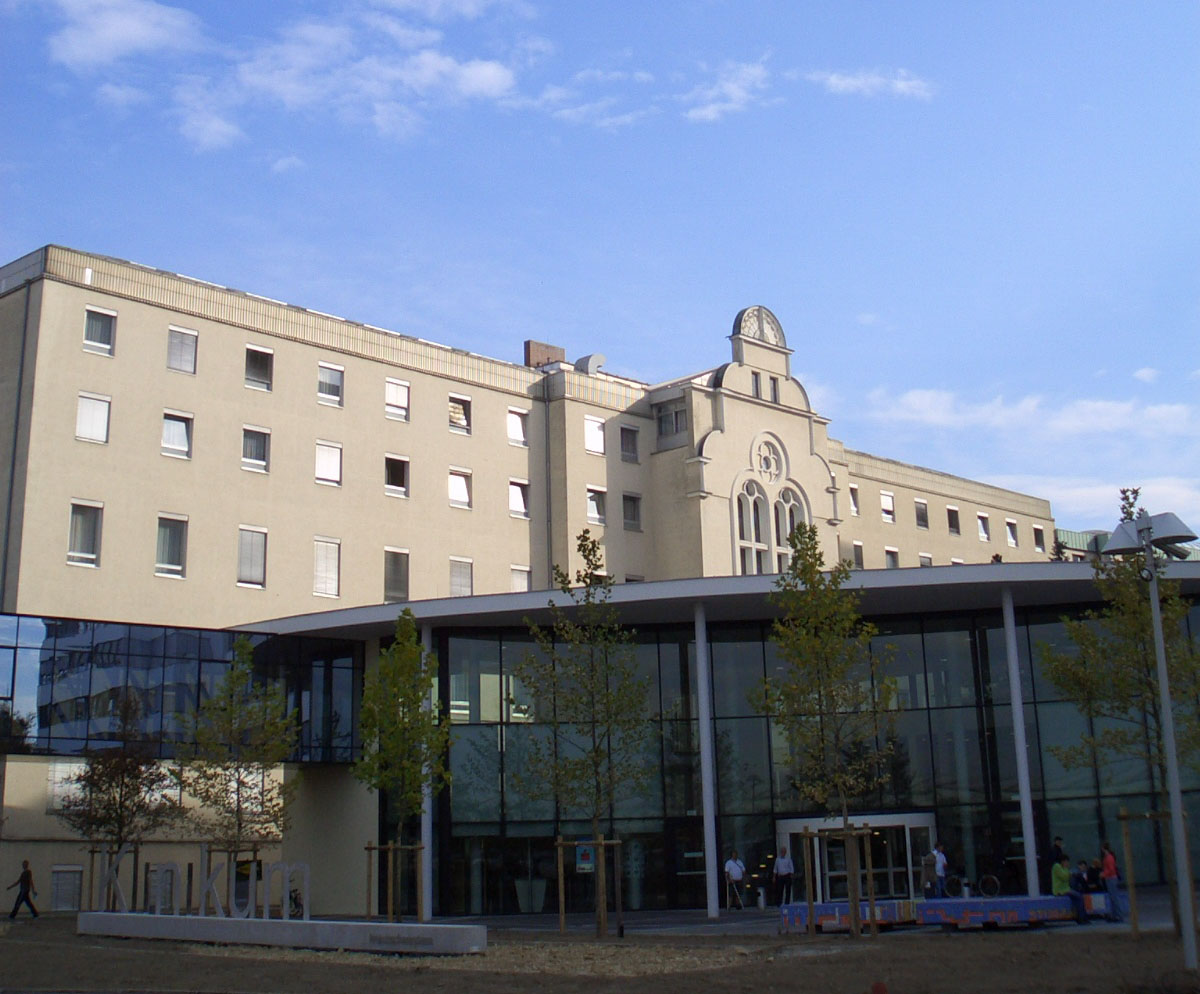
Eingangsbereich zum Klinikum Wels-Grieskirchen

Die Stadt besitzt mit dem Klinikum Wels-Grieskirchen das größte Ordenskrankenhaus Österreichs. Die Einrichtung ist nun seit der oberösterreichischen Spitalsreform 2007 Eigentum des Ordens der Barmherzigen Schwestern vom Heiligen Kreuz und des Ordens der Franziskanerinnen von Vöcklabruck, die beschlossen haben, die beiden Krankenhäuser in Wels und Grieskirchen ab 2008 als einheitliche Krankenanstalt zu führen. Ebenso kam es zur Eingliederung der Psychiatrischen Klinik Wels, in der sowohl stationäre Hilfe als auch eine ambulante Versorgung verfügbar ist. Hinzu kommt noch die Klinik St. Stephan (in Wels), die mit etwa 60 Belegärzten einen Teil des medizinischen Spektrums abdeckt.
Das ergibt eine systemisierte Bettenanzahl von 1349 und damit die größte Krankenanstalt in Oberösterreich und Platz fünf im österreichischen Vergleich. Es arbeiten rund 3500 Angestellte, davon etwa 470 Ärzte, verteilt auf 25 Abteilungen und 12 Instituten an 4 Standorten, wo pro Jahr schätzungsweise 80.000 Patienten stationär versorgt und ca. 30.000 Operationen durchgeführt werden.

### Polizei
Als Sicherheitsbehörde für die Stadt fungiert die Landespolizeidirektion (LPD) Oberösterreich, vertreten durch ihre Außenstelle, das Polizeikommissariat Wels. Der LPD unterstellt als Dienststelle des Wachkörpers für das Stadtgebiet ist das Stadtpolizeikommando Wels. Im Frühjahr 2019 soll der Unterricht im neuen Bildungszentrum der Sicherheitsakademie im Gebäude der ehemaligen Psychiatrischen Klinik aufgenommen werden.

### Bundesheer

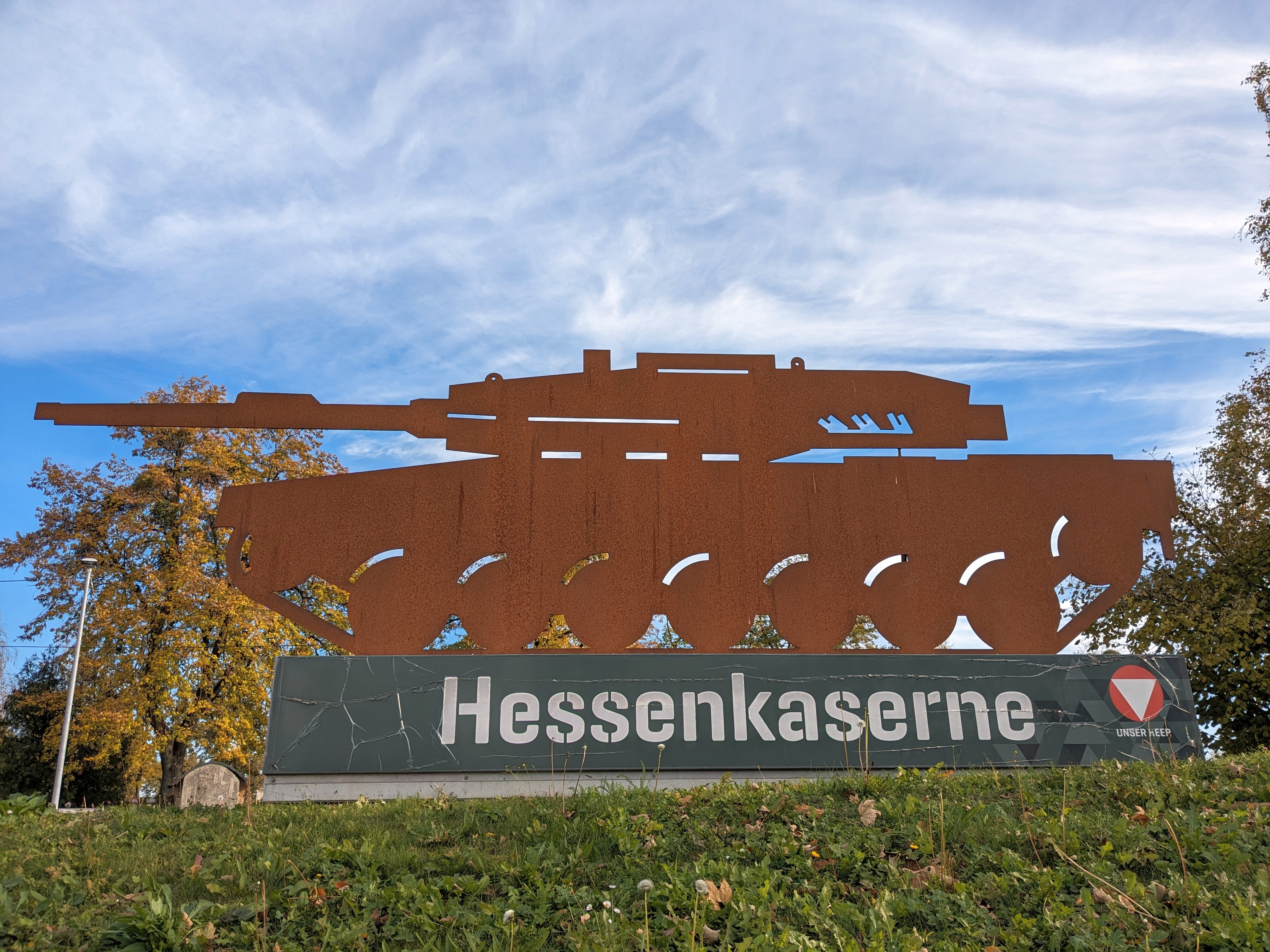
Wahrzeichen der Hessenkaserne an der Osttangente

Die Garnison Wels besteht aus etwa 60 Gebäuden und rund 600 Soldaten und Zivilbediensteten. In der Hessenkaserne ist das Panzerbataillon 14 stationiert, das letzte verbliebene Panzerbataillon des Bundesheeres. Das Heereslogistikzentrum (HLogZ) Wels ist das technisch-logistische Systemzentrum für den Kampfpanzer Leopard 2A4 und den Bergepanzer M88 mit Prüfständen, Ausbildungs- und Simulatorzentrum. Zudem hat die Garnison Wels die größte und modernste Lehrwerkstätte des Bundesheeres und dessen einziges Farben- und Lacklager.
Das Militärische Servicezentrum 7 (MSZ 7) in Wels sorgt für die Instandhaltung und den Neubau militärischer Immobilien in großen Teilen Oberösterreichs.

### Medien
Einmal im Monat gibt der Magistrat das Amtsblatt der Stadt Wels heraus, in dem offizielle Verlautbarungen des Stadtsenats und deren Mitglieder, Veranstaltungen, Ausschreibungen, Adressen, Geburten oder Todesfälle veröffentlicht werden. Sonst gibt es nur Wels-spezifische Lokalteile in diversen oberösterreichischen Printmedien.
Der private Fernsehkanal WT1, gegründet 1996, gilt er als einer der ersten regionalen Privatsender in Österreich. Mittlerweile ist WT1 der Partnersender des Linzer Stadtfernsehsender LT1, die gemeinsam das Programm gestalten.

### Bildung

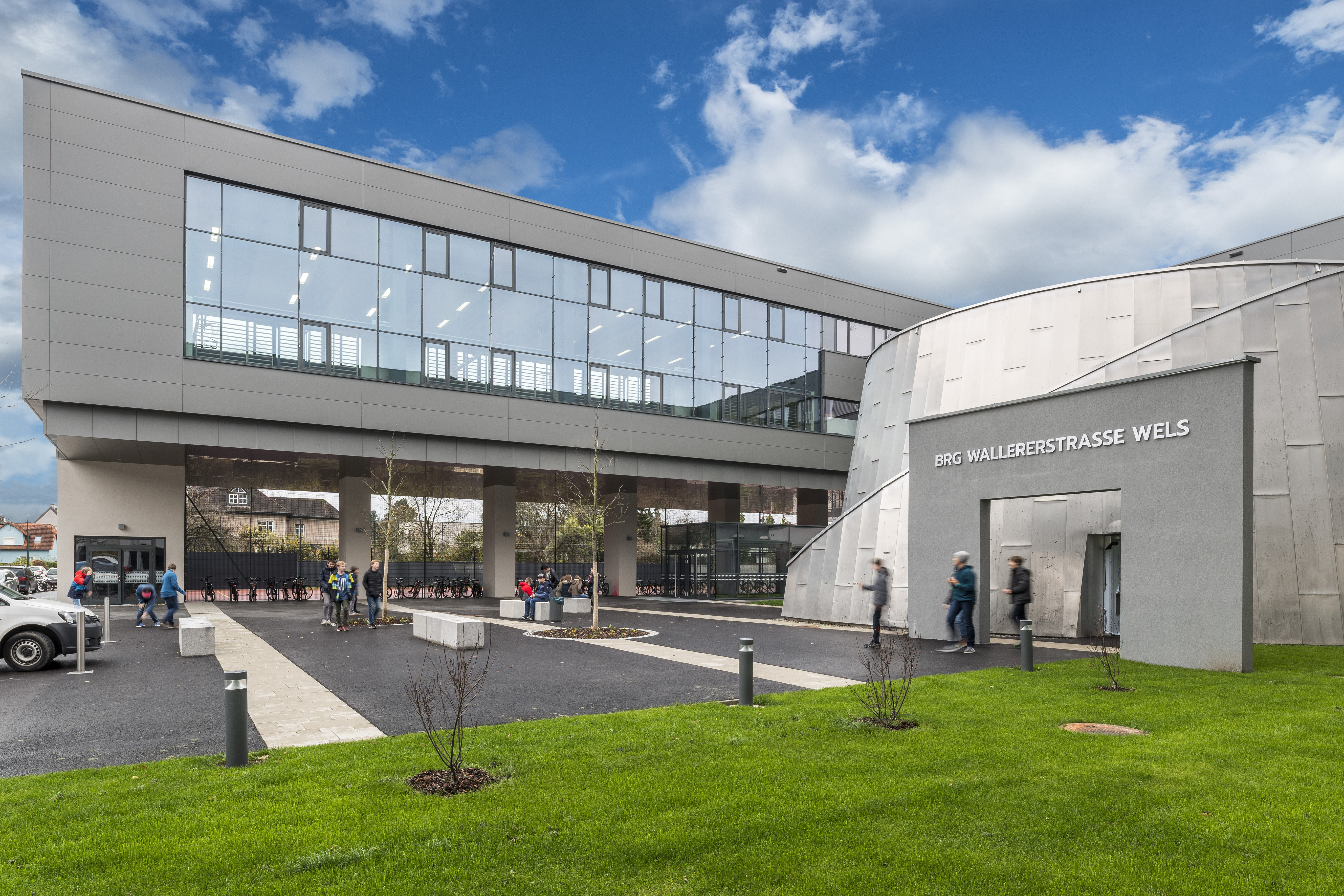
Bundesrealgymnasium in der Wallererstraße

In Wels gibt es 24 Kindergärten, 12 Volksschulen und neun Mittelschulen mit verschiedenen Schwerpunkten, wie z. B. Informatik, Sprachen, Sport sowie Musik.
Wels besitzt eine private Mittelschule und ein privates wirtschaftskundliches Realgymnasium sowie Oberstufenrealgymnasium die vom Verein für Franziskanische Bildung betrieben werden. Schüler mit sonderpädagogischem Förderbedarf werden in Integrationsklassen in den Volks- und Hauptschulen, im „Integrativen Schulzentrum Wels-Stadt Dr.-Schärf-Schule“ bzw. in der „Jakob-Muth-Schule“ unterrichtet.
Drei Gymnasien, mit Schwerpunkten in Naturwissenschaften, Sprachen und Sport, mit Unter- und Oberstufenunterricht sowie eine Polytechnische Schule befinden sich in der Stadt.
Im Bereich der Berufsbildenden Höheren Schulen hat Wels eine Höhere Lehranstalt für wirtschaftliche Berufe, eine Handelsakademie, zwei Höhere Technische Lehranstalten, die HTL Wels mit den Schwerpunkten Chemie, Elektrotechnik, Maschinenbau, Mechatronik und Informationstechnologie und die HTL für Lebensmitteltechnologie Wels, welche die einzige Schule mit dieser Ausbildung in Österreich ist.
Eine Fachhochschule gibt es erst seit 1994, damals mit nur einem Studienzweig. Als Teil der FH Oberösterreich stellt sie die Fakultät für Technik und Umweltwissenschaften dar. Bis 2004 stieg die Anzahl der Studiengänge auf sechs an. Durch den Neubau im Jahr 2005 ist die gesamte Fachhochschule in einem Gebäude untergebracht und nicht wie bis dorthin auf zehn Außenstellen aufgeteilt. 2025 studierten an der FH Wels 1800 Studenten in 18 Bachelor- und 15 Master-Studiengängen.

## Kultur und Sehenswürdigkeiten

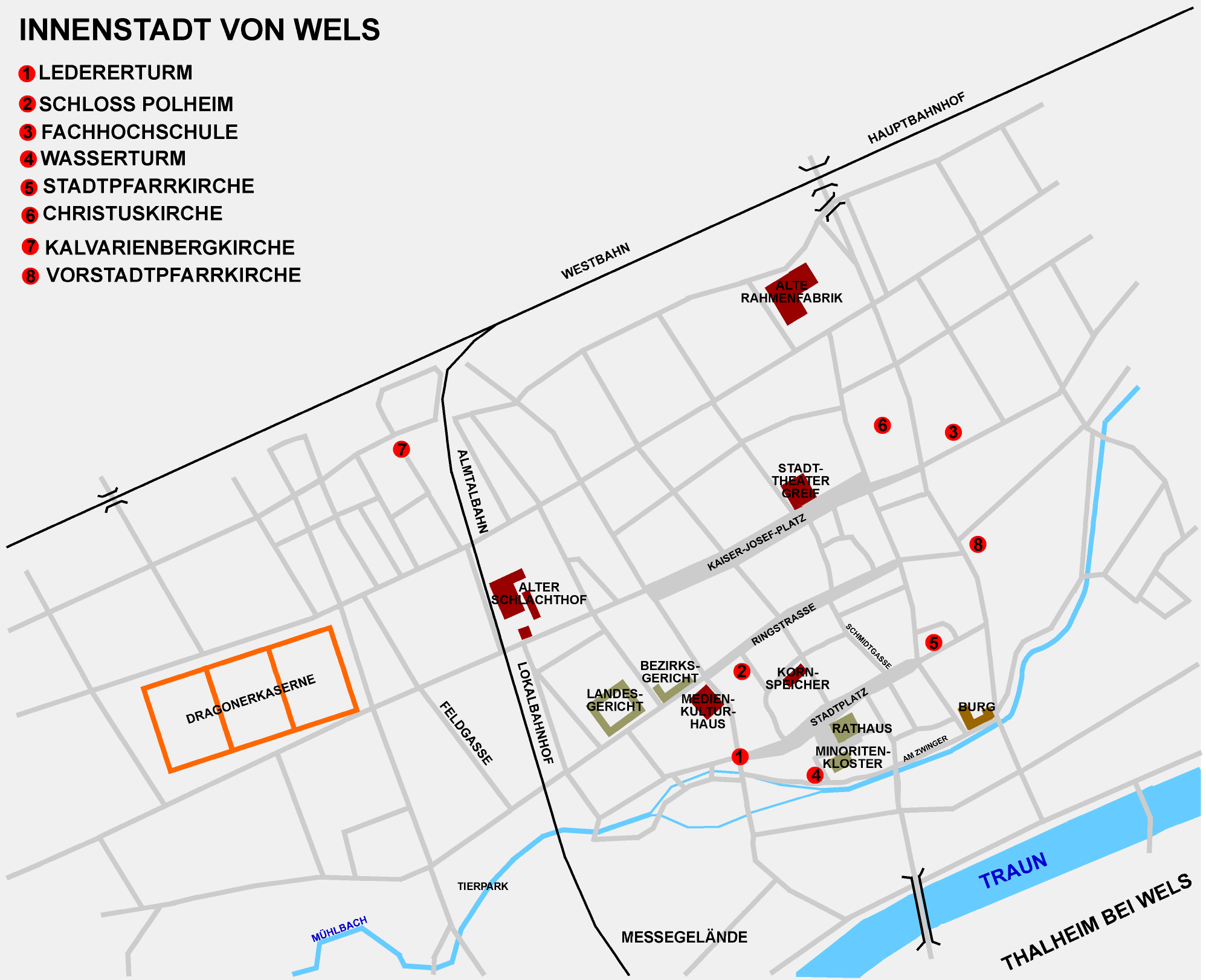
Karte der Innenstadt mit Sehenswürdigkeiten

Der Großteil des städtischen Tourismus ist bedingt durch die Welser Messe. Jährlich verzeichnet der Tourismusverband bis zu 150.000 Nächtigungen und weitere 90.000 Menschen, die nach Wels kommen. Die Stadt Wels ist Mitglied im Verband Kleine historische Städte. Von hier ging auch die Initiative für diesen Verein aus.
In den Jahren 1983 und 2000 war Wels Schauplatz der oberösterreichischen Landesausstellung zu den Themen 1000 Jahre Oberösterreich und Zeit – Mythos, Phantom, Realität.

### Architektur
Viele der historischen Bauten sind heute nicht mehr erhalten und der Modernisierung oder Bränden zum Opfer gefallen, so zum Beispiel die mittelalterliche Stadtmauer, die heute nur mehr teilweise erhalten ist, oder die Stadttore. Beim Bau der Ringstraße war das Schmidttor im Weg und wurde deshalb 1875 abgerissen. Das Fischertor wurde nach einem Brand 1870 nicht wieder aufgebaut, und das Trauntor wurde schon 1842 abgerissen. Das gleiche Schicksal ereilte den Semmelturm, der 1959 abgerissen wurde. Heute ist nur mehr das Wahrzeichen von Wels, der Ledererturm, übrig.

#### Schlösser und Häuser

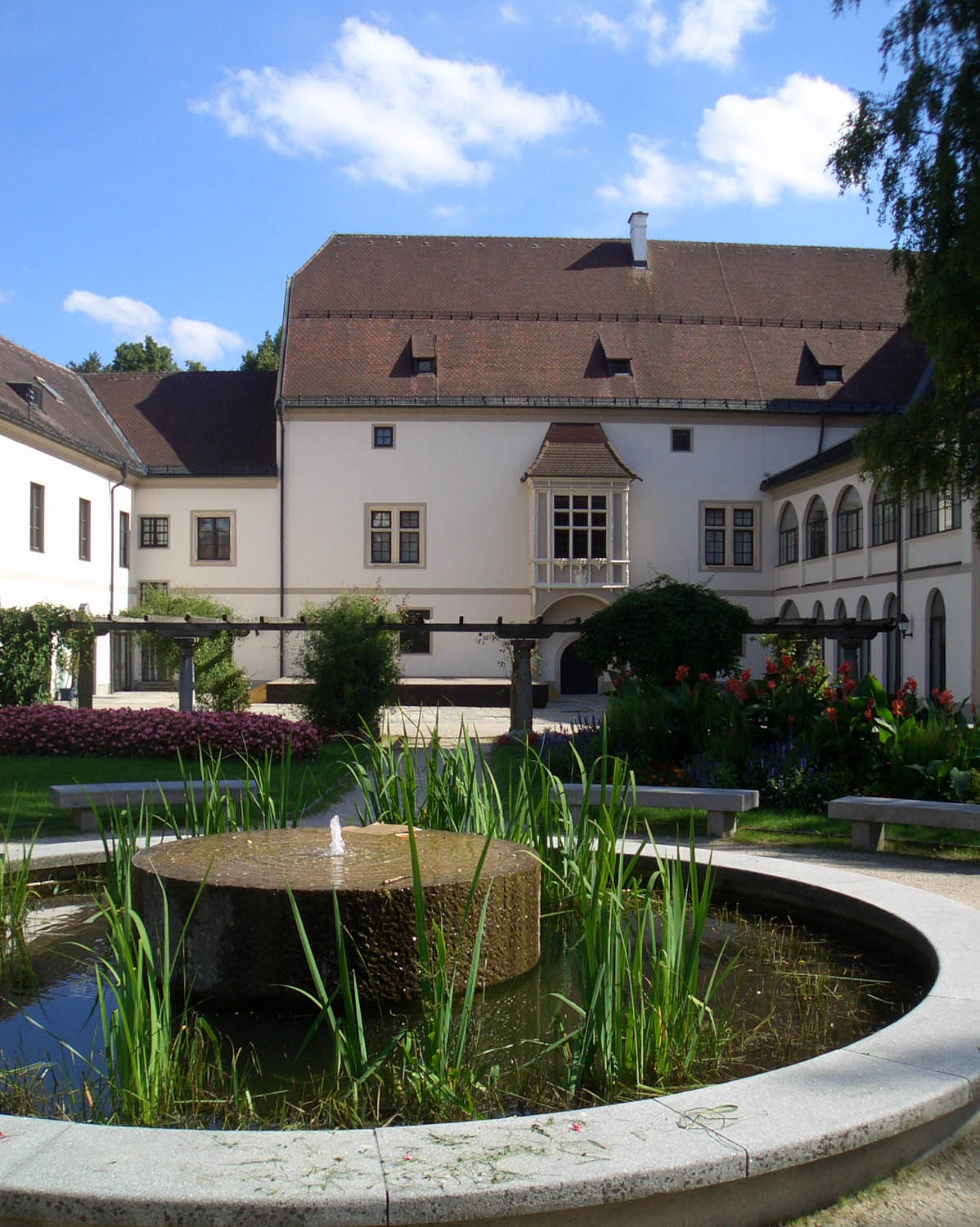
Der Erker der Burg gehört vermutlich zum Sterbezimmer Kaiser Maximilians I.

Viele Gebäude auf dem Stadtplatz stammen aus dem 13. Jahrhundert. Besonders hervorzuheben sind die Dutzenden Arkadenhöfe aus dem 16. und 17. Jahrhundert, die teilweise öffentlich zugänglich sind.
- Burg Wels: Die Ursprünge der Burg liegen im Dunkeln. Ihr heutiges Aussehen hat sie unter Kaiser Maximilian I. erhalten. Nach einer Margarinefabrik war ab 1954 das Stadtmuseum in der Burg, wo bis heute Teile seiner Ausstellungen stattfinden.
- Haus der Salome Alt: Das wappengeschmückte Eckhaus mit prächtiger Fassade, das sich gegenüber der Stadtpfarrkirche befindet, gelangte 1150 in den Besitz Hans Hoffmanns, des adeligen Vorstehers der Burg Wels, es wird daher Hoffmannsches Freihaus genannt. 1464 wird es erstmals urkundlich erwähnt. 1611 zog Salome Alt ein und wohnte bis zu ihrem Tod 1633 dort. Dieses Haus zählt zu den schönsten Bauwerken in Wels.
- Herminenhof: Im 16. Jahrhundert wurde der Adelssitz Alttrauneck gegründet. 1725 wurde darauf ein zweistöckiges Herrenhaus mit einer schönen Außenfassade errichtet. Anfang des 20. Jahrhunderts wurden Teile des heute als Herminenhof bekannten Gebietes abgerissen. Es ist seit dem 27. Februar 2010 als Dreiklanghof kulturell ein neues Zentrum und beherbergt die Stadtbücherei, das Stadtarchiv und die Musikschule.
- Ledererturm (auch Lederertor genannt): Der Turm überragt das Lederertor, das 1326 erstmals erwähnt wurde und den Stadtplatz im Westen begrenzt. Der Name stammt vom Viertel der Lederer, das dort an die Innenstadt grenzte. Sein heutiges Aussehen erhielt der Ledererturm zwischen 1616 und 1619. Das Zwiebeldach fiel den Flammen zum Opfer und wurde 1771 durch die heutige Dachkonstruktion ersetzt. Auch er sollte, wie die anderen Stadttürme, auf Grund von Verkehrsproblemen abgerissen werden. Der Fußgängerdurchgang neben dem Tor besteht erst seit 1928. Heute ist der Ledererturm wieder eingeschränkt begehbar.
- Der Kremsmünstererhof mit Rokokofassade (1777) mit reichem Stuck an den Fensterumrahmungen und reich verzierten Portalen, im Innenhof Säulenarkaden der Renaissance (Ende 16. Jahrhundert), heute Hotel, befindet sich am westlichen Ende des Stadtplatzes.
- Minoritenkloster: Der Bettelorden der Minoriten in Wels wurde vermutlich um 1280 gegründet. Dieser errichtete sogleich ein Gotteshaus und ein Schutzhaus für die Stadtbevölkerung. Die Minoriten lebten vor allem von Almosen. Sie erwarben 1410 in Salzburg ein Bürgerhaus als Stützpunkt. Der Orden wurde von ortsansässigen Adeligen und später von den Habsburgern unterstützt. Gegen Ende des 15. Jahrhunderts kam die Barbarakapelle an den Mauern des Minoritenklosters hinzu. Das Kloster wurde zwischenzeitlich als kaiserliches Hofspital genutzt. Ab 1784 gehörte es der Stadt Wels, die es für das Militär, die Feuerwehr oder für Wohnungen nutzte, bis es für die Oberösterreichische Landesausstellung im Jahr 2000 renoviert wurde.
- Schloss Polheim: Sein Name geht auf das Adelsgeschlecht der Polheimer zurück. Albero von Polheim war nicht nur einflussreicher Machthaber in Wels, er errichtete wahrscheinlich auch das Schloss Polheim, das 1237 erstmals urkundlich erwähnt wurde. 1695 kam es in den Besitz der Stadt Wels. Da die Geldschulden der Welser Linie der Polheimer zu hoch waren, mussten sie das heruntergekommene Schloss verkaufen. Das Schloss wurde von einer Brauerei und später von der Hauptschule genutzt. Die Stadt plante im 19. Jahrhundert, dort ein Gefängnis einzurichten. Heute gehören nur mehr Teile des Schlosses der Stadt Wels, wo die Landesmusikschule untergebracht war (→2010 Übersiedlung in den Dreiklanghof siehe oben). Ein weiterer für Wels wichtiger Polheimer war Ludwig von Polheim. Er errichtete Mitte des 16. Jahrhunderts das Wasserschloss Lichtenegg, das 1642 wieder verkauft werden musste.
- Palais Tilly: Das frühere Freihaus wurde nach dem Kauf von Ferdinand Lorenz Graf Tilly 1720 von Johann Michael Prunner entscheidend umgebaut. Heute hat dort die Bezirkshauptmannschaft Wels-Land ihren Sitz. Der Gartenpavillon im Hof aus dem Jahr 1730 ist ebenfalls Johann Michael Prunner zugeschrieben.

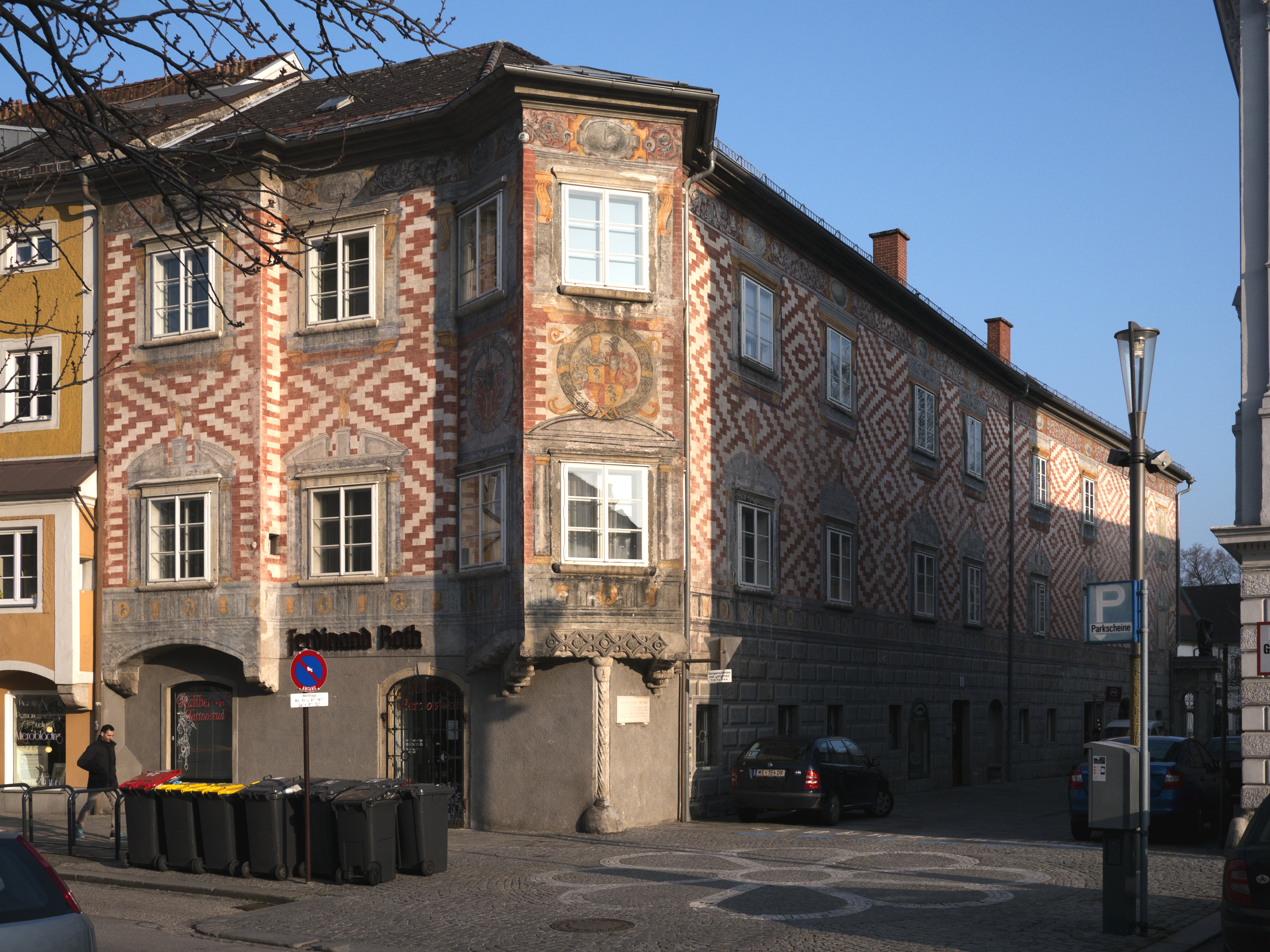
Haus der Salome Alt
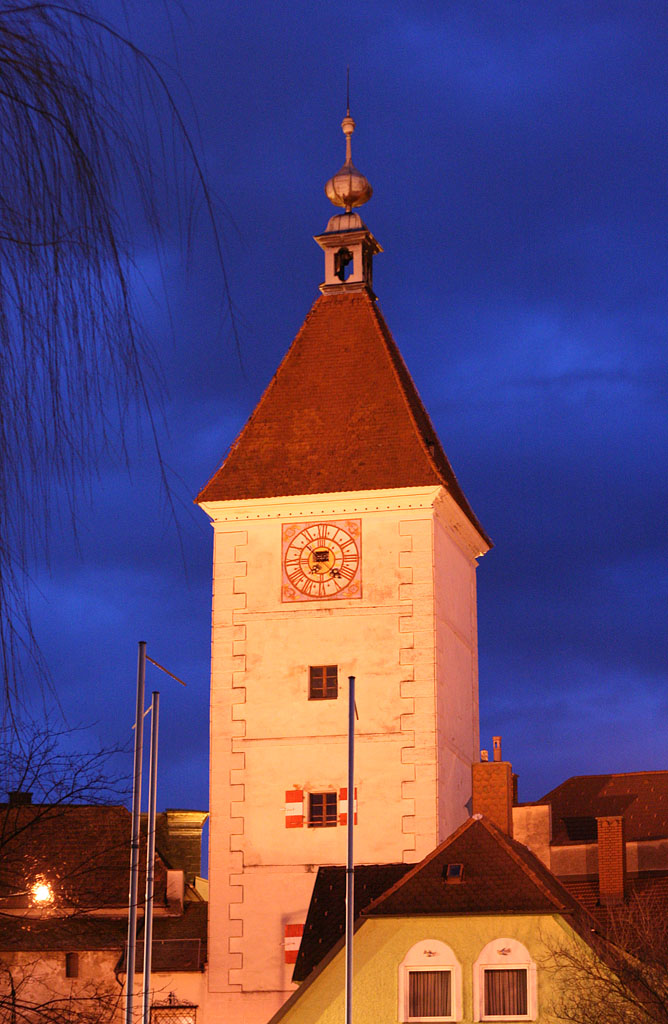
Ledererturm
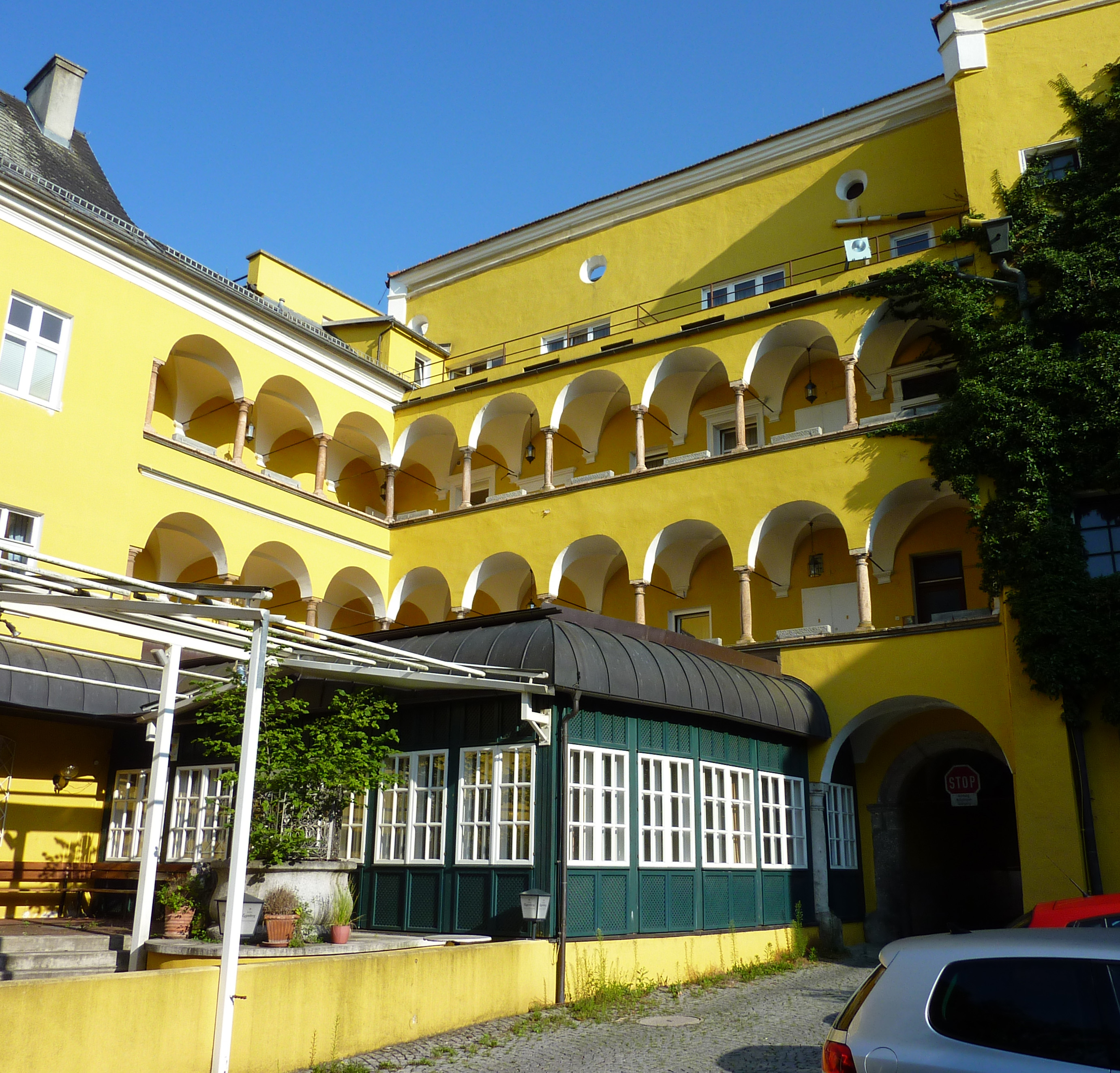
Kremsmünstererhof (Innenhof)

#### Sakralbauten
- Stadtpfarrkirche Wels: Die Stadtpfarrkirche wurde im Jahr 888 – damals noch eine hölzerne Kapelle – erstmals urkundlich erwähnt. Im 14. Jahrhundert wurden die Glasfenster neu gestaltet und es erfolgte der Umbau zu einer gotischen Kirche. Die Kirche erhielt innerhalb von 19 Jahren vier Ablassbriefe, in denen Gebete und finanzielle Beiträge verzeichnet waren, die einen Ablass von Sünden versprechen würden. Es kommen in der Kirche romanische Elemente vor und Sarkophage der Welser Adelsfamilie Polheim haben dort ihren Platz gefunden.
- Filialkirche in der Vorstadt: Die Vorstadtpfarrkirche liegt zwar heute im Stadtgebiet, im Gründungsjahr 1785 befand sie sich noch etwas außerhalb der damaligen Stadt. Die Kirche wurde, nachdem das seit 1631 bestehende Kapuzinerkloster geschlossen wurde, erbaut. Heute gehört sie zur Stadtpfarre und ist eine Marienkirche.
- Evangelische Christuskirche: Die einzige evangelische Kirche in Wels wurde 1849–1852 in neugotischem Stil erbaut. Die Kirche war die erste evangelische Kirche in Österreich, die 1860 einen Turm mit Geläute erhielt.
- Herz-Jesu-Kirche: In der Neustadt befindet sich die Pfarre Herz-Jesu mit der gleichnamigen Kirche. Sie wurde 1911 nach sechsjähriger Bauzeit nach den Plänen des Dombaumeisters Matthäus Schlager fertiggestellt. Seit 1922 wird die Pfarre vom Orden der Steyler Missionare geleitet.
- Kalvarienbergkirche: Die Kalvarienbergkirche wurde wahrscheinlich von Wolfgang Grinzenberger um 1715 erbaut und hat deshalb einen der Vorstadtpfarrkirche ähnlichen Baustil. In ihr finden heute keine regelmäßigen Gottesdienste mehr statt.
- Kirche zum Heiligen Franziskus: Die jüngste Pfarre befindet sich in Laahen. Die Errichtungsurkunde der Kirche St. Franziskus ist auf das Jahr 1996 datiert, die Pfarre nahm erst 1997 ihren Seelsorgebetrieb auf. Platzmangel machte bereits 2004 einen Neubau nötig.[53]
- Pfarrkirche Wels-Pernau: Im Stadtteil Pernau, im Osten von Wels, befindet sich die Pfarre St. Josef. Sie ist dem Heiligen Josef, dem Arbeiter, geweiht. Die Pfarre ist die Nachfolgepfarre der Welser Vorstadtpfarre. Die Pfarranlage wurde von den Architekten Franz Riepl und Othmar Sackmauer unter dem letzten Vorstadtpfarrer Alois Raster erbaut. Die Grundsteinlegung erfolgte im Jahr 1965. Der Grund, auf dem die Kirche steht, gehörte einst dem Adalbero von Würzburg, dem Stifter des Klosters Lambach.
- Stadtfriedhof: Der Friedhof für alle Konfessionen wurde 1886 errichtet.

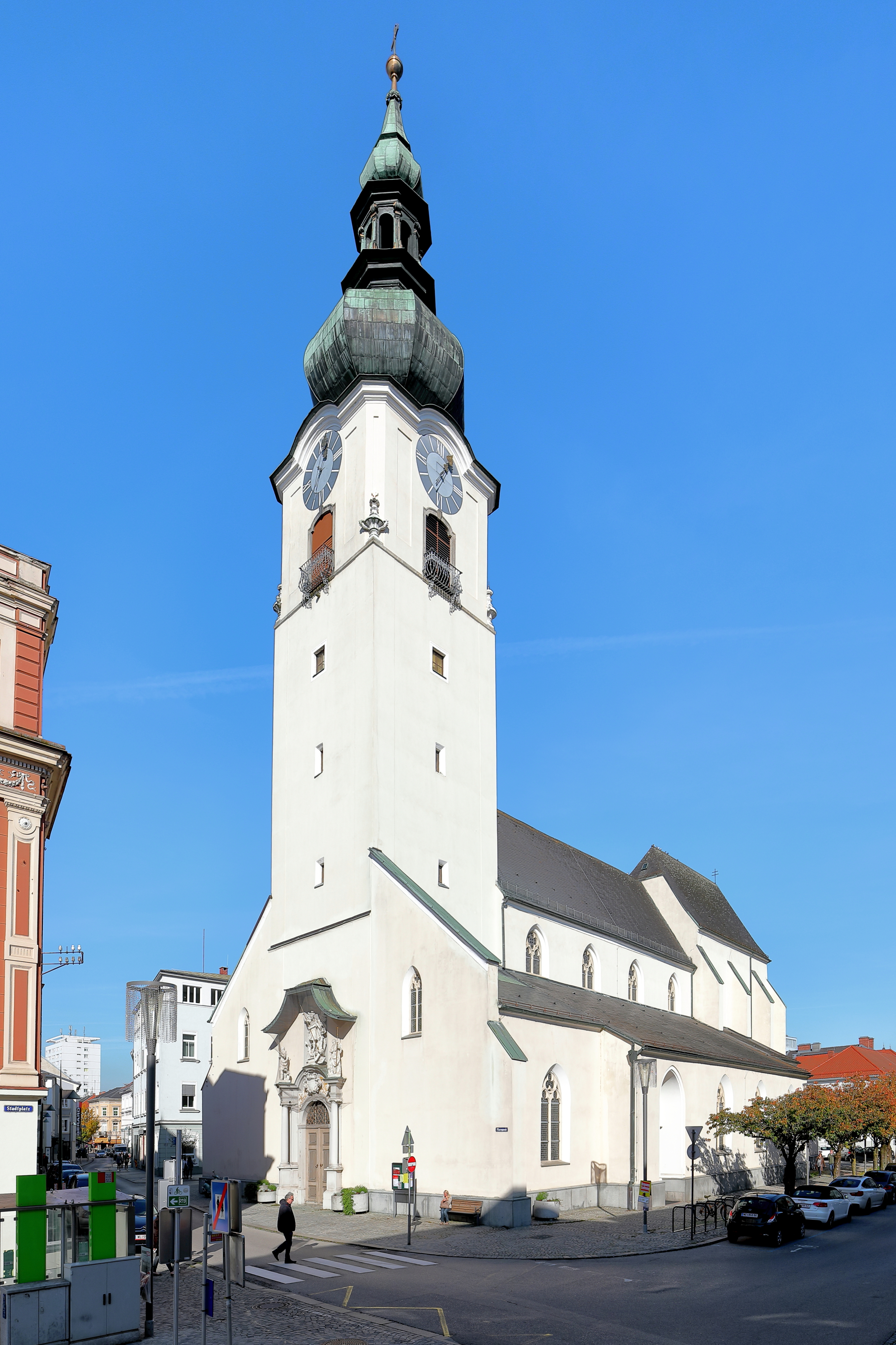
Die Stadtpfarrkirche ist das älteste religiöse Bauwerk der Stadt
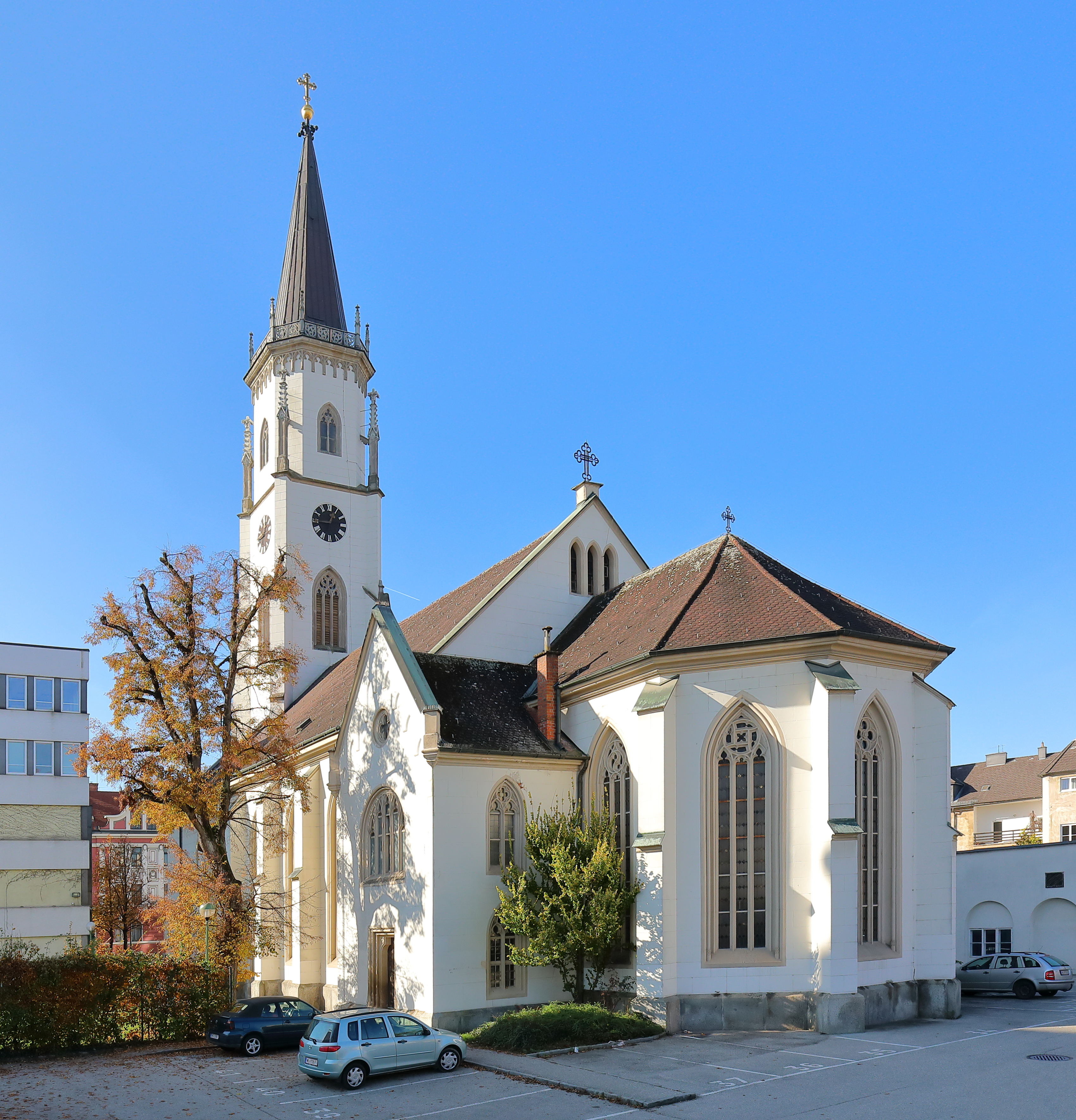
Evangelische Christuskirche
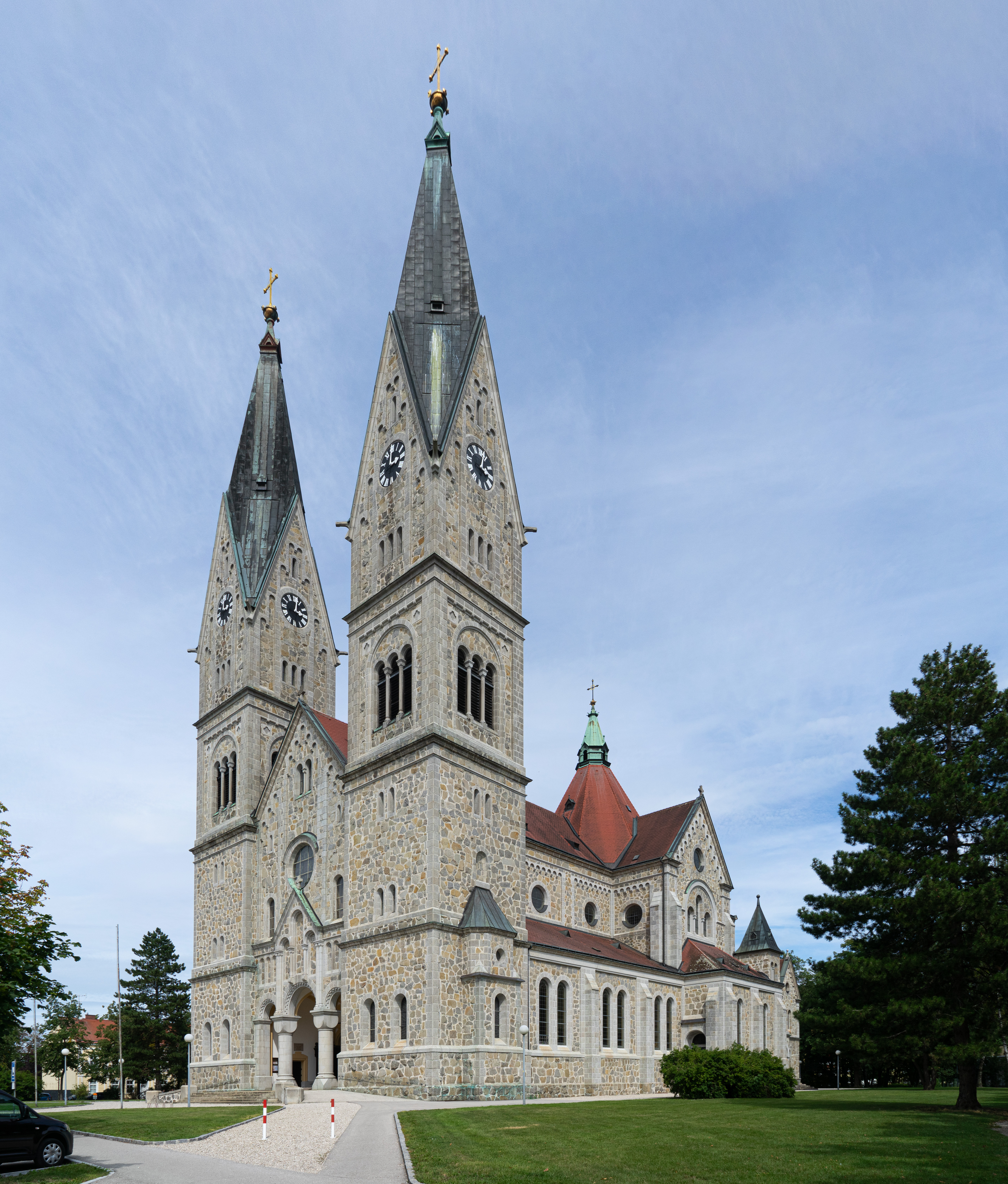
Herz-Jesu-Kirche
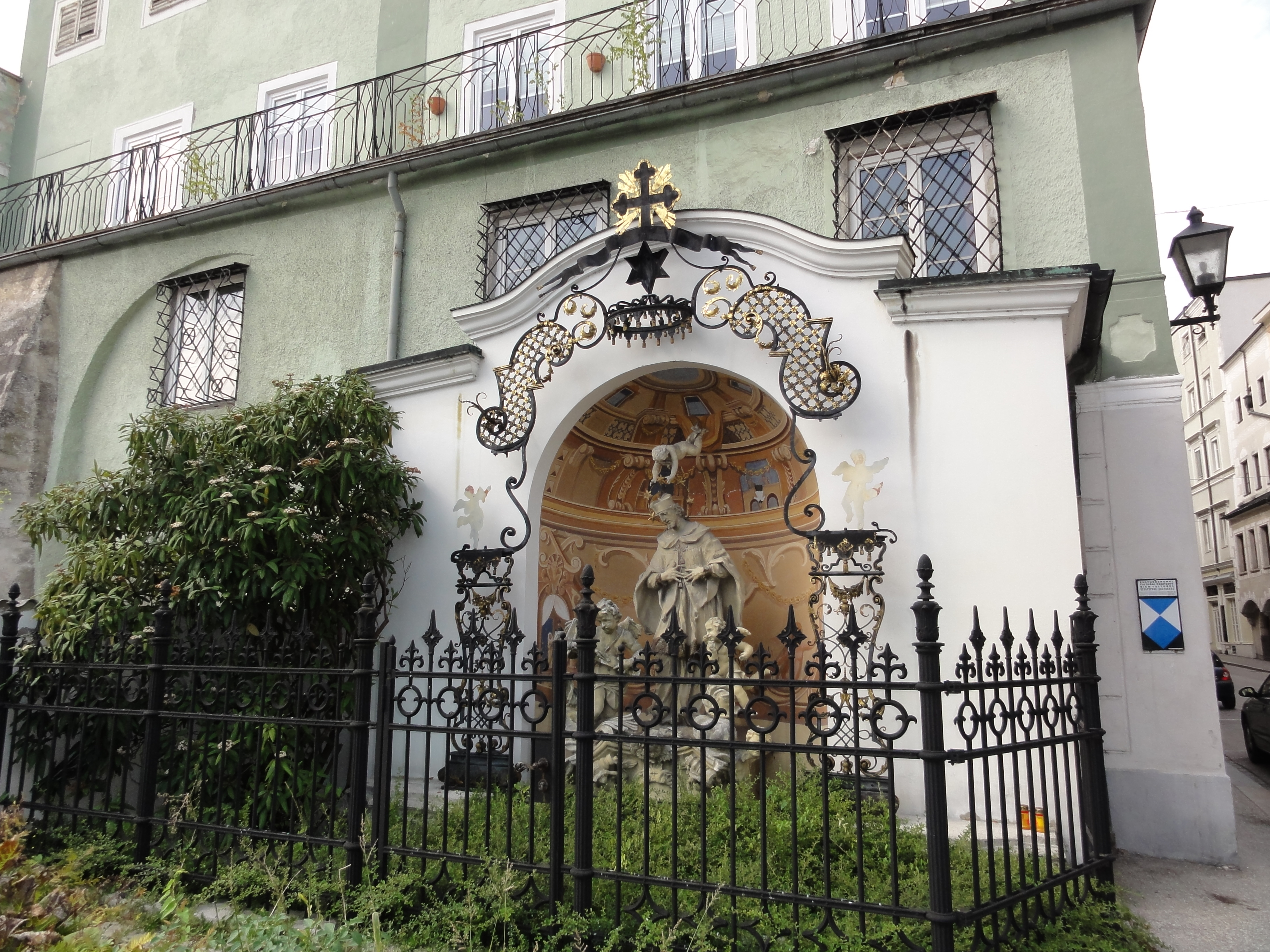
Die Flösserkapelle wurde 1732 erbaut und stellt den Brückenheiligen Johann Nepomuk dar.
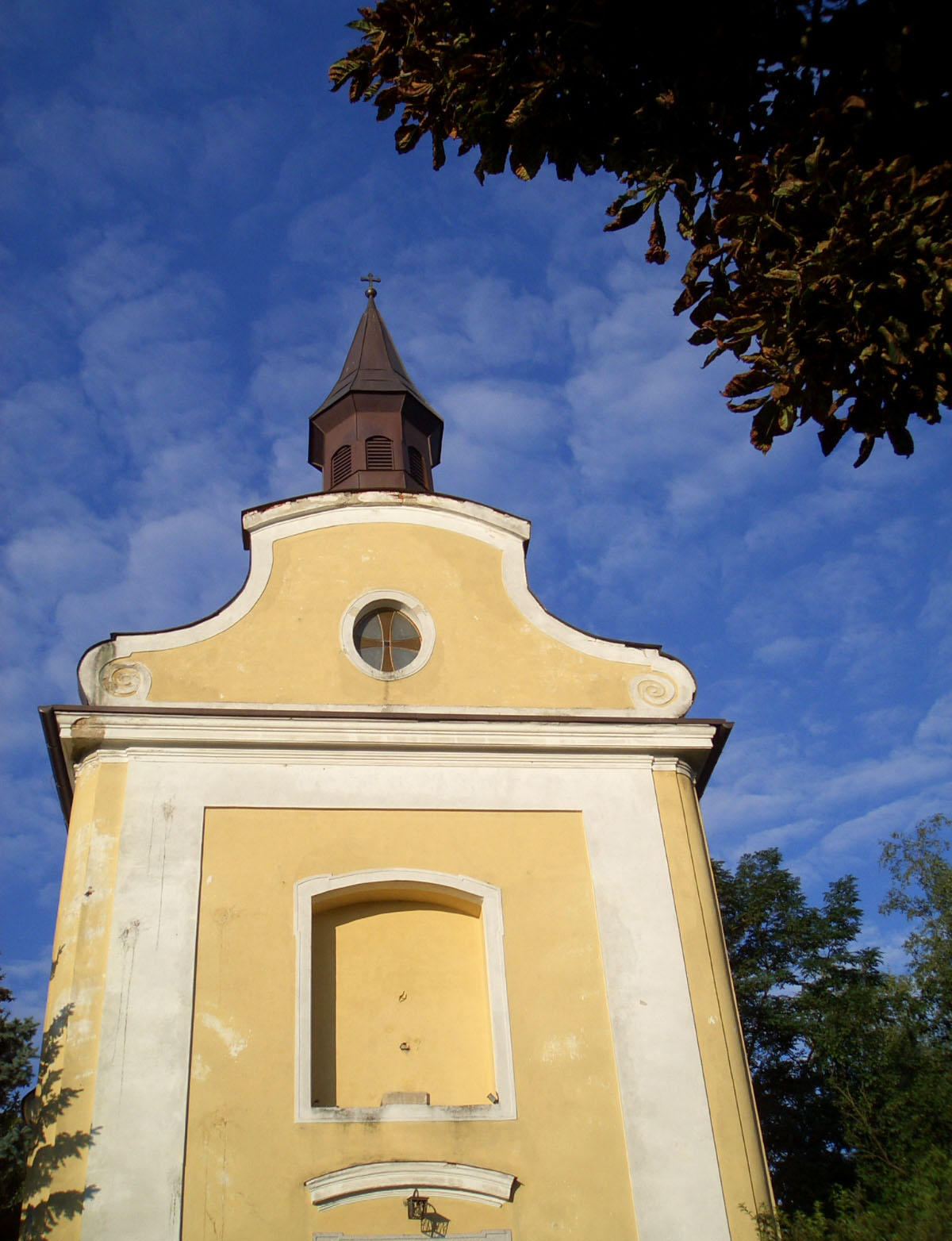
Die Kalvarienbergkirche hat ihren Namen von dem kleinen Hügel, auf dem sie erbaut wurde.
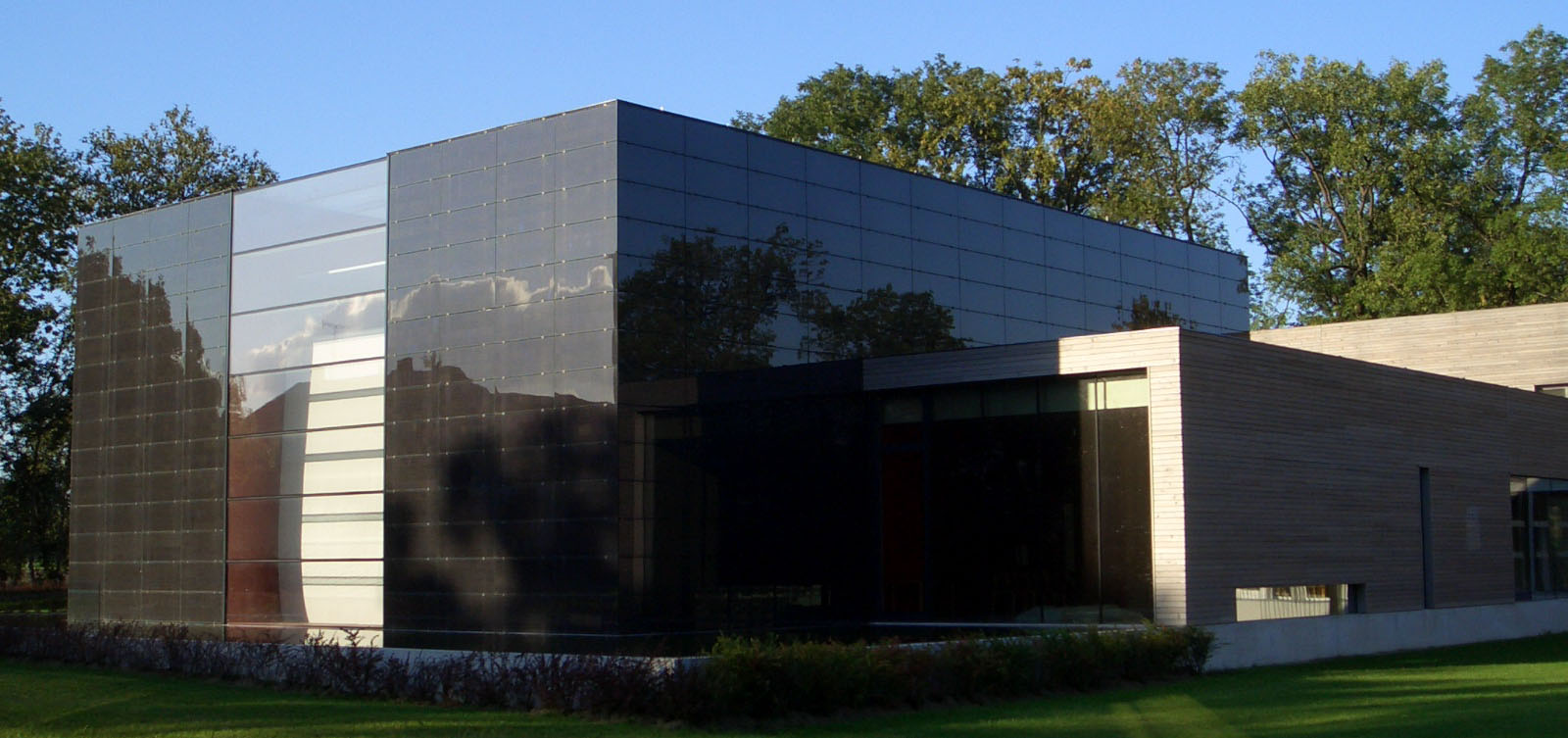
Die Pfarre St. Franziskus in Laahen ist die jüngste in Wels.

#### Standdenkmale und Skulpturen

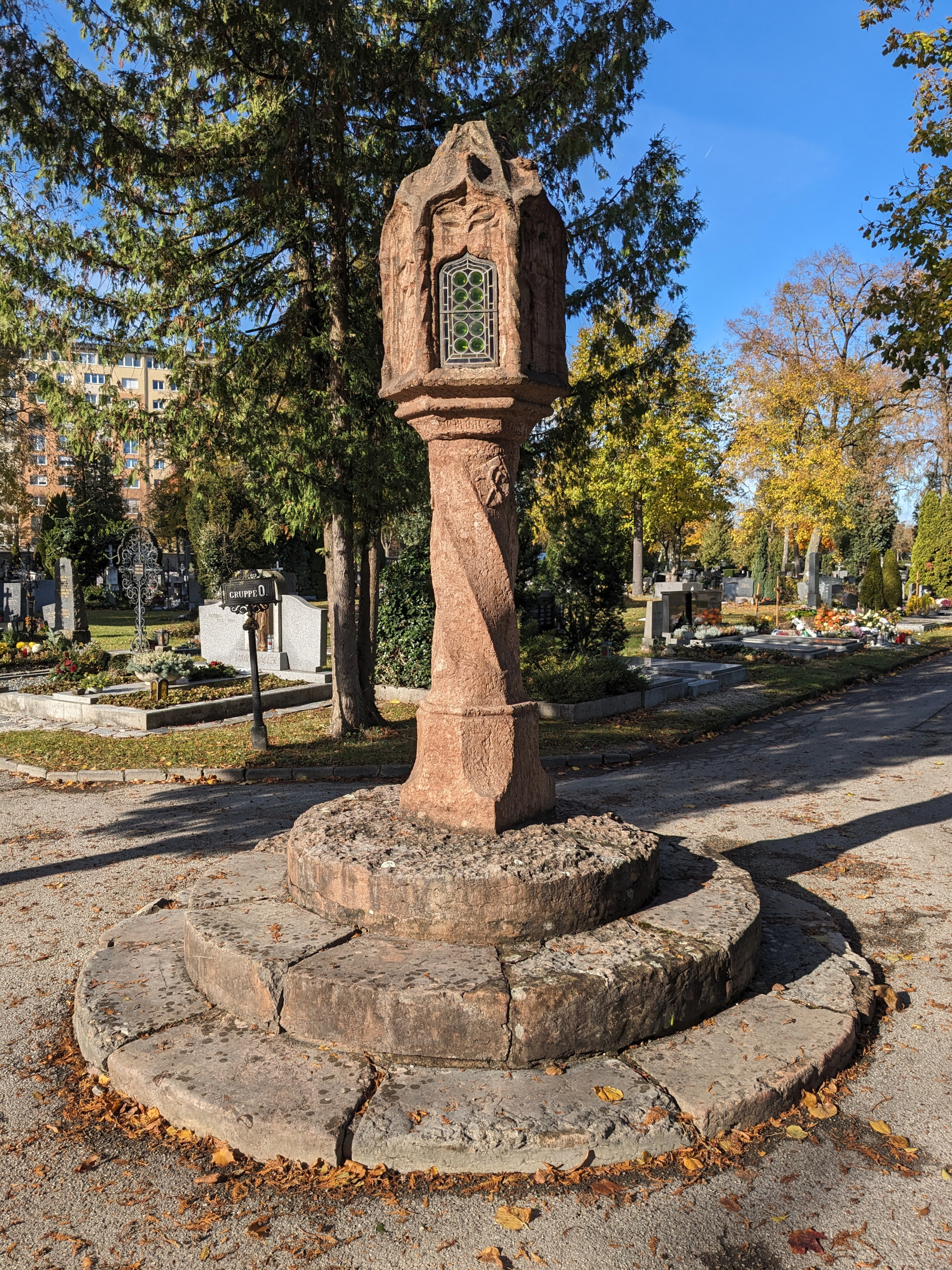
Lichtsäule der Fischer, Flößer und Schiffsbaumeister

- Lichtsäule der Fischer, Flößer und Schiffsbaumeister: Die spätgotische Totenleuchte wurde 1511 errichtet und ist das älteste Kleindenkmal der Stadt. Sie befindet sich am Stadtfriedhof Wels und steht mit dem Friedhofsgelände unter Denkmalschutz.
- Welser Metzen: Der Welser Metzen wurde um 1552 oder 1553 erbaut und diente als Getreidehohlmaß. Seit 1595 fasst der Metzen rund 75 Liter. Heute steht eine Nachbildung an der Ecke Schmidtgasse/Stadtplatz, das Original im Stadtmuseum.
- Stadtbrunnen: Ende des 16. Jahrhunderts wurde der Stadtbrunnen erbaut; er wurde 1891 entfernt und 1942 wurde eine Nachbildung vor dem Magistratsgebäude aufgestellt. Die steinernen Außenpaneele zeigen stilisierte Lutherrosen, ein Zeugnis des Protestantismus in Wels.
- Mariensäule: Die Säule wurde um 1660 auf dem Minoritenplatz errichtet. Nach einer Renovierung um 1745 steht sie seit 1840 neben der Vorstadtpfarrkirche auf der Ringstraße.

### Museen

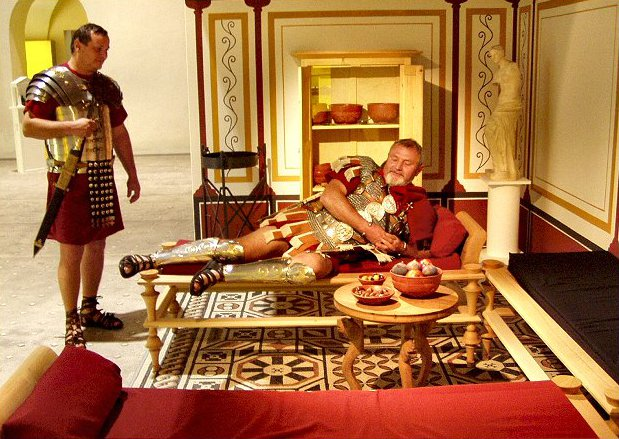
Römisches Speisezimmer im ehemaligen Minoritenkloster

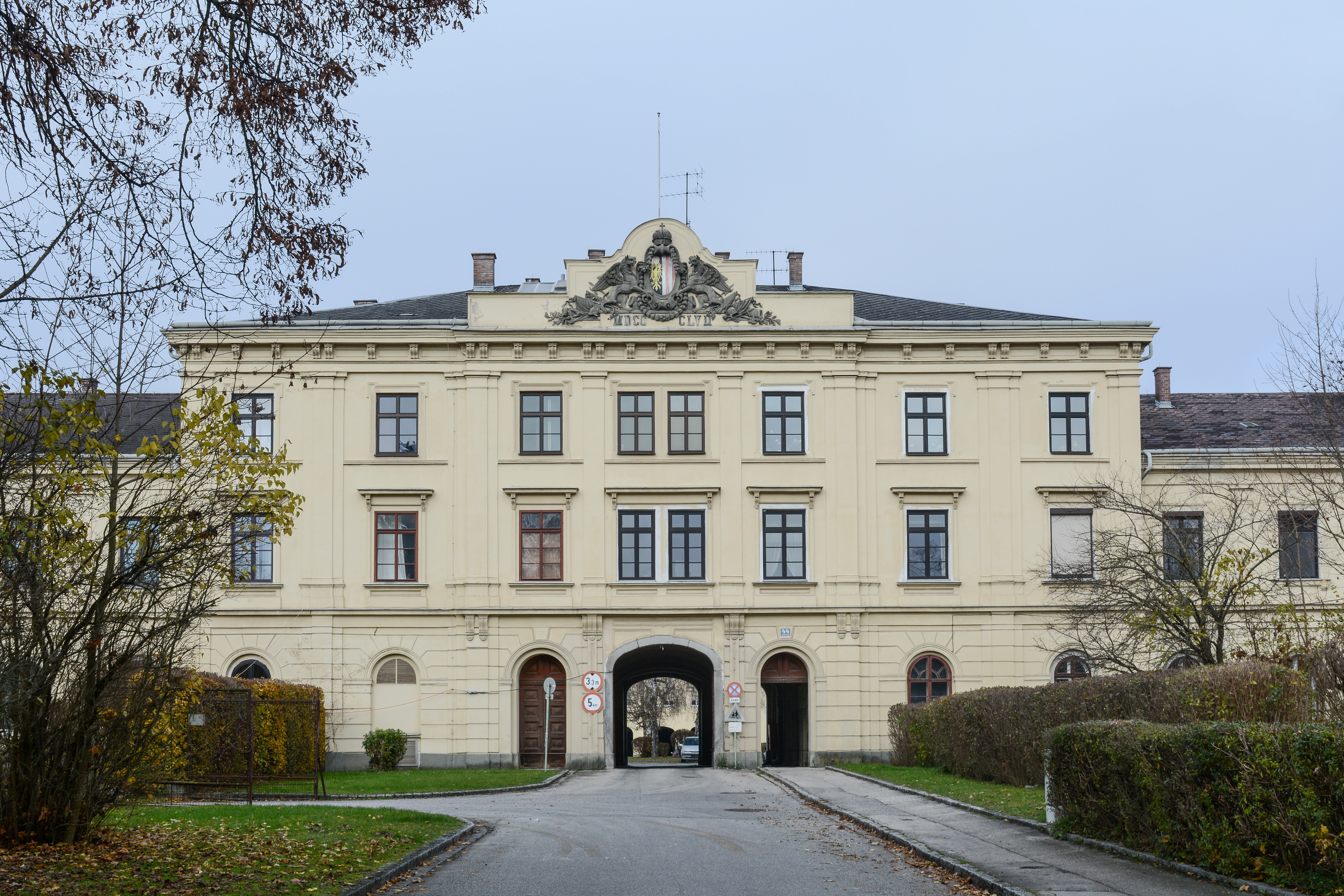
Südeingang zu einem der drei Innenhöfe der Dragonerkaserne

- Das Stadtmuseum Wels ist aufgeteilt in die Standorte Burg Wels und ehemaliges Minoritenkloster. Während sich in den Minoriten die archäologische Sammlung mit der Dauerausstellung über die Urgeschichte, die Römerzeit und die Frühgeschichte der Stadt befindet, wird in der Burg die Geschichte ab dem Mittelalter bis zur Neuzeit dokumentiert. Daneben gibt es die „Sammlung Landwirtschaftsgeschichte“ sowie das „Österreichische Gebäckmuseum“ und das „Museum der Heimatvertriebenen“, die ebenso zum Stadtmuseum gehören. Die Burg Wels beheimatet seit Herbst 2024 ebenfalls das Kaiserpanorama, das zuvor im Medien Kultur Haus untergebracht war[54]; es ist das einzige in Österreich noch erhaltene stereoskopische Rundpanorama.[55]
- Welios, ein Science Center zum Thema Energie mit Erlebnischarakter, wurde im April 2011 eröffnet.
- Im privaten Dragonermuseum ist die Geschichte des k. u. k. Dragoner-Regiments Nr. 4 aufgearbeitet, das während seines Bestehens in Wels stationiert war. Das Museum war in der Dragonerkaserne, worin neben Kleinbetrieben und einigen Vereinen vor allem Wohnungen sind. Es steht jetzt in Lambach.

Ehemalige Museen:
- Von 2000 bis 2015 präsentierte das Lebensspuren-Museum eine Sammlung von ca. 700 Siegel- und Stempelobjekte aus allen Kontinenten der Erde, vom 5000 Jahre alten Rollsiegel aus Mesopotamien, Textilabdruckgeräten aus Ghana, Objekten zum Auftragen von rituellen Zeichen am Körper aus Indien und Südamerika bis zu modernen selbstfärbenden Stempelgeräten für den beruflichen und privaten Alltag. Dieses kulturhistorische Spezialmuseum ging auf eine Idee von KR Walter Just, dem Gründer des internationalen Trodat-Konzerns, zurück.[56]
- Von 1986 bis 2008 zeigte das Puppenweltmuseum über 150 Puppen und Exponate über das Leben von Käthe Kruse. Das private Museum war das oberösterreichische Museum des Monats September 2007. Es wurde von Franz und Reingard Ecker betrieben und war das einzige Museum seiner Art in Österreich.[57]

### Kulturzentren

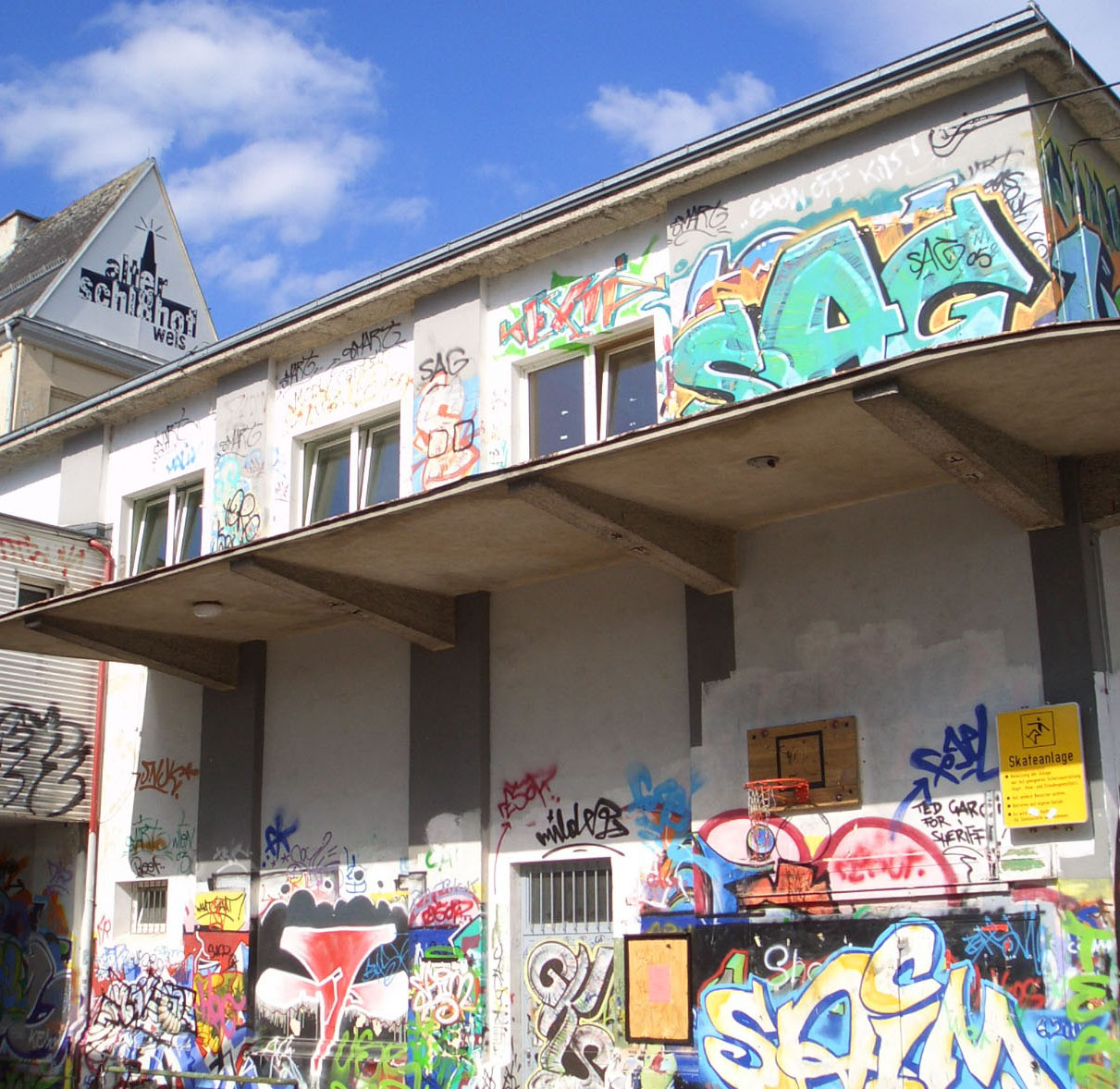
Alter Schlachthof

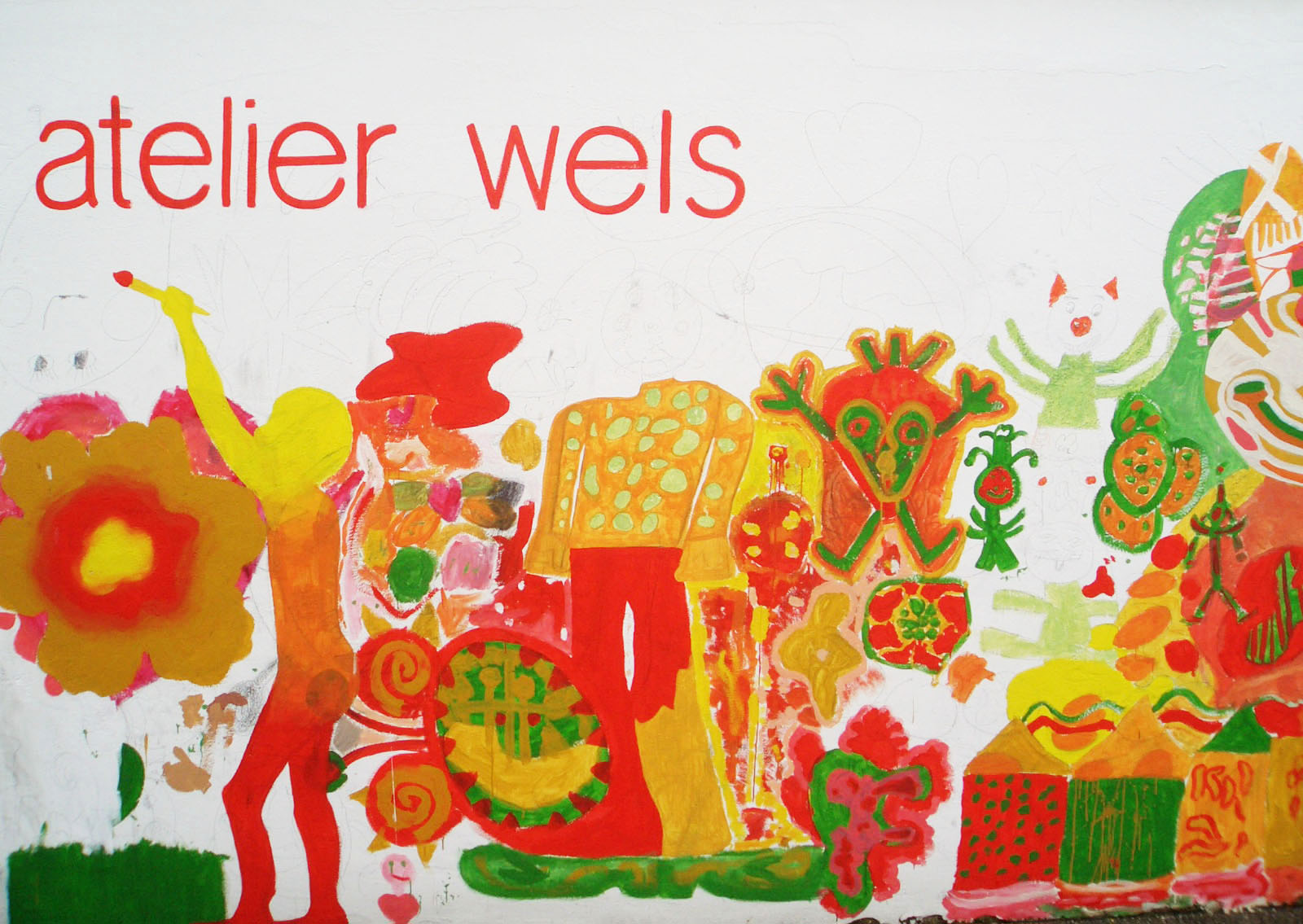
Wandbild in der Rahmenfabrik Nöfa

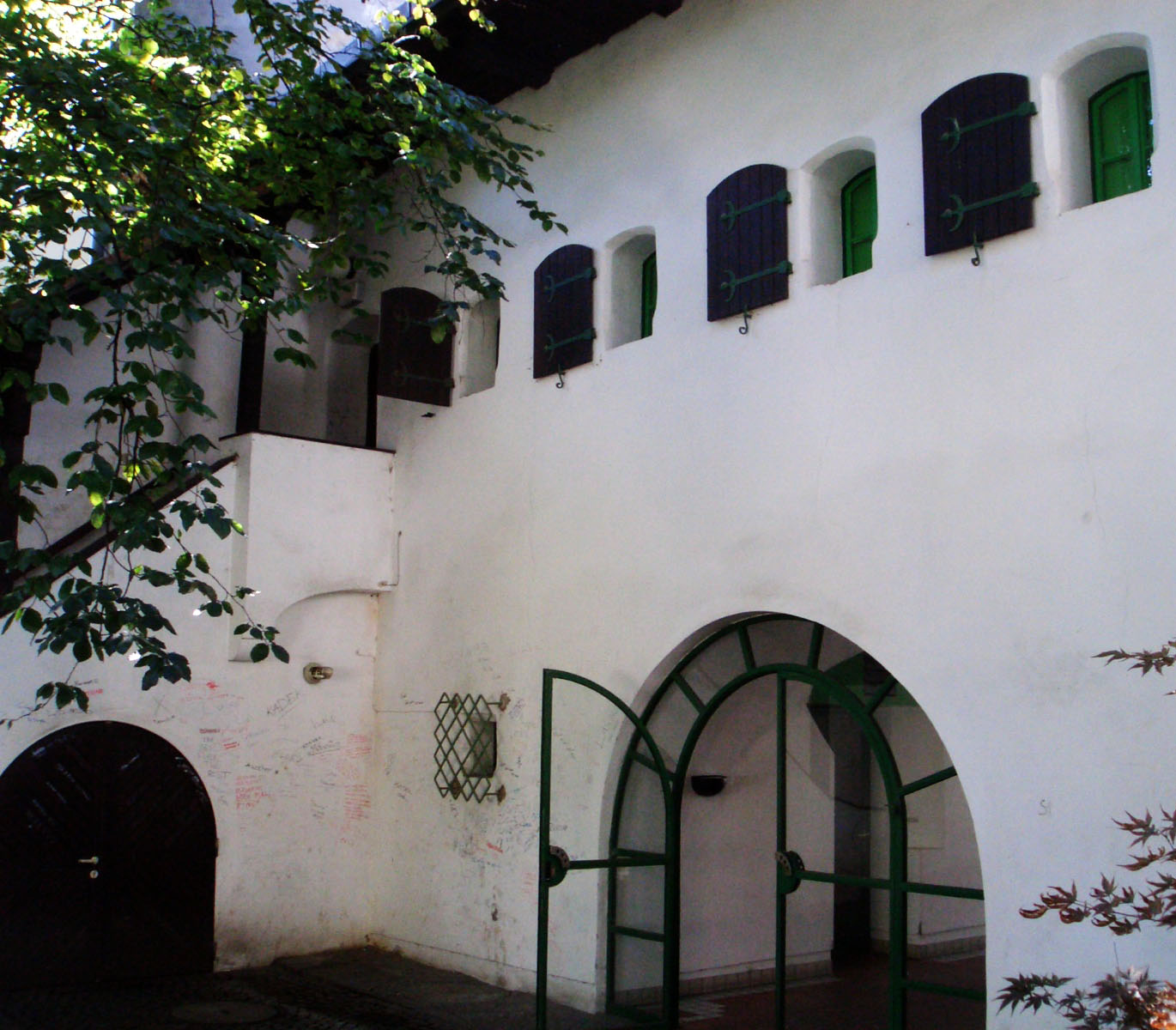
Rückseite des Kornspeichers

Wels verfügt über einige Organisationen, die kulturelle Aktivitäten veranstalten oder ein Forum für Kulturschaffende und -interessierte bieten.
Im Alten Schlachthof haben verschiedene Kulturvereine ihren Sitz, unter anderem das Städtepartnerschaftsprojekt Wels-Chichigalpa, vier Jugendzentren, der Kulturverein Waschaecht, Motorikpark, eine Skaterhalle und der FreiRaumWels. Die dort ebenfalls untergebrachte Jugendherberge wurde 2016 geschlossen. Das Kulturzentrum im Schlachthof besteht seit 1985 und legt seinen Schwerpunkt auf eine soziale und experimentelle Kunst und Kultur und unterstützt Projekte zur Förderung von Langzeitarbeitslosen und arbeitslosen Jugendlichen. Es werden Proberäume für Musikgruppen zur Verfügung gestellt, wo über 100 Musiker ihre Kunst ausüben. Im Alten Schlachthof gibt es Theater, Kabarett und Musik, wobei von Elektronik bis Jazz keine Grenzen gesetzt sind.
Die Galerie Nöfa in der alten Rahmenfabrik nahm 1923 ihre kulturelle Tätigkeit auf. Hier wird vor allem Malerei und visuelle Kunst vermittelt. Dort gibt es unter anderem das Atelier Wels, das Jugendkreativzentrum, ein Fotoatelier sowie „Buch.Zeit“, die als Veranstalter der Lesetopia als Service- und Beratungsstelle für Schulbibliotheken dient.
Die Galerie der Stadt Wels ist eine Galerie für zeitgenössische Kunst, die von der Stadt Wels betrieben wird. Seit Herbst 2024 ist sie im Schießerhoftrakt der Welser Minoriten untergebracht.
Die Galerie Forum Wels der 1951 gegründeten Künstlergilde Wels zeigt Ausstellungen.
Das Medien Kultur Haus (MKH) beherbergt mehrere kulturelle Einrichtungen:
- Der Verein Medien Kultur Haus (MKH) bietet ein breites Programm mit einem Schwerpunkt auf der Jugendmedienvermittlung, insbesondere im filmischen Bereich. Darüber hinaus finden regelmäßig kulturelle Veranstaltungen wie Poetry Slams, PowerPoint Karaoke und Nachwuchscomedy-Formate statt. Ab November 2024 agiert das MKH unter dem neuen Namen MKH-Studios mit einem überarbeiteten Konzept.[60]
- Das „Media Space – Verein zur Förderung von Medienkultur“ fungiert als Veranstalter der „YOUKI – Internationales Jugend Medien Festival“.
- Das Programmkino Wels ist seit Oktober 2012 ebenfalls im Medien Kultur Haus untergebracht.[61]
- Das „Lesekompetenzzentrum OÖ.“ ist Trägerin der Leseinitiative OÖ, arbeitet als Informationszentrum und Ideenwerkstatt zum Thema Lesen und war früher ebenfalls im MKH untergebracht.

### Theater
Das Stadttheater Greif gibt es seit 1904. In ihm finden 630 Personen Platz. Heute wird das Stadttheater für Veranstaltungen, wie Bälle, Kabarett, Ballettaufführungen und Kongresse genutzt.
Seit 1989 findet hier das Richard Wagner Festival statt, das sich 2015 als „Richard Wagner Festival International Productions“ neu formierte.
Im Kornspeicher finden jährlich bis zu 80 Veranstaltungen statt, die von avantgardistischen bis zu Kindertheater, Lesungen und Kabarett reichen.

### Kino
In Wels wurde im Jahr 1900 das erste Kino Oberösterreichs „Kieners Kinematograph“ in Betrieb genommen. 1907, noch vor Eröffnung des ersten Kinos in Linz, wurde es verkauft und 1910 in „Kino Patry“ umbenannt. Bis 2001 gab es noch vier Kinos in Wels. Heute befinden sich eine Starmoviefiliale und ein Programmkino im Stadtgebiet. Nach der Schließung des Kinocenters Zentral 2004 gab es Diskussionen über einen eigenen, neuen Standort für das Programmkino. Dieser Standort wurde im Medien Kultur Haus Wels gefunden. Seit Oktober 2012 werden nun im Programmkino Wels in zwei Sälen (92 und 50 Sitze) an 364 Tagen Filme gespielt. Zwischen 1984 und 1996 war Wels Schauplatz der Österreichischen Filmtage, die zugunsten der Diagonale nicht mehr veranstaltet wurden. Das Programmkino ist die zentrale Spielstätte des YOUKI sowie der „Female tracks“.

### Kultur
Der ESV Fotoclub Bahnbau Wels ist ein Fotoclub, der schon seit Jahrzehnten besteht und zahlreiche Staats- und Landesmeistertitel in allen Sparten der Fotokunst gewonnen hat. 2005 feierte der Club sein 50-jähriges Bestehen mit einer Ausstellung in den Minoriten.

### Nachtwächter
Seit Jahren ist es nun auch in Wels wieder möglich, mittels Nachtwächter-Geschichten, Sagen, überliefertes „Echtes“ und nicht unbedingt „Wahres“ aus den letzten Jahrhunderten der Stadt zu erfahren. Mit einem Rundgang durch die alten Gassen, vorbei an historischen Gebäuden wird die Geschichte lebendig gemacht und ein Einfühlen in die Lebensweisen und Lebensweisheiten ermöglicht.

### Pfadfindergruppe
Die Pfadfindergruppe Wels wurde bereits 1930 gegründet. Ab 1938 wurde die Pfadfinderbewegung unter dem nationalsozialistischen Regime verboten und 1945 in Wels durch Hans Schatzl neugegründet. 1957 wurde das Pfadfinderheim in der Gärtnerstraße erbaut. Seitdem wurde an das Heim mehrmals angebaut und auch ein zweites Heim wurde in der Gunskirchner Au für Wochenendlager und sonstige Outdoorevents erworben. Die Pfadfindergruppe Wels ist dabei Teil der PPÖ und somit auch ein Teil der weltweiten Organisationen WAGGGS und WOSM.

### Freizeit und Erholung

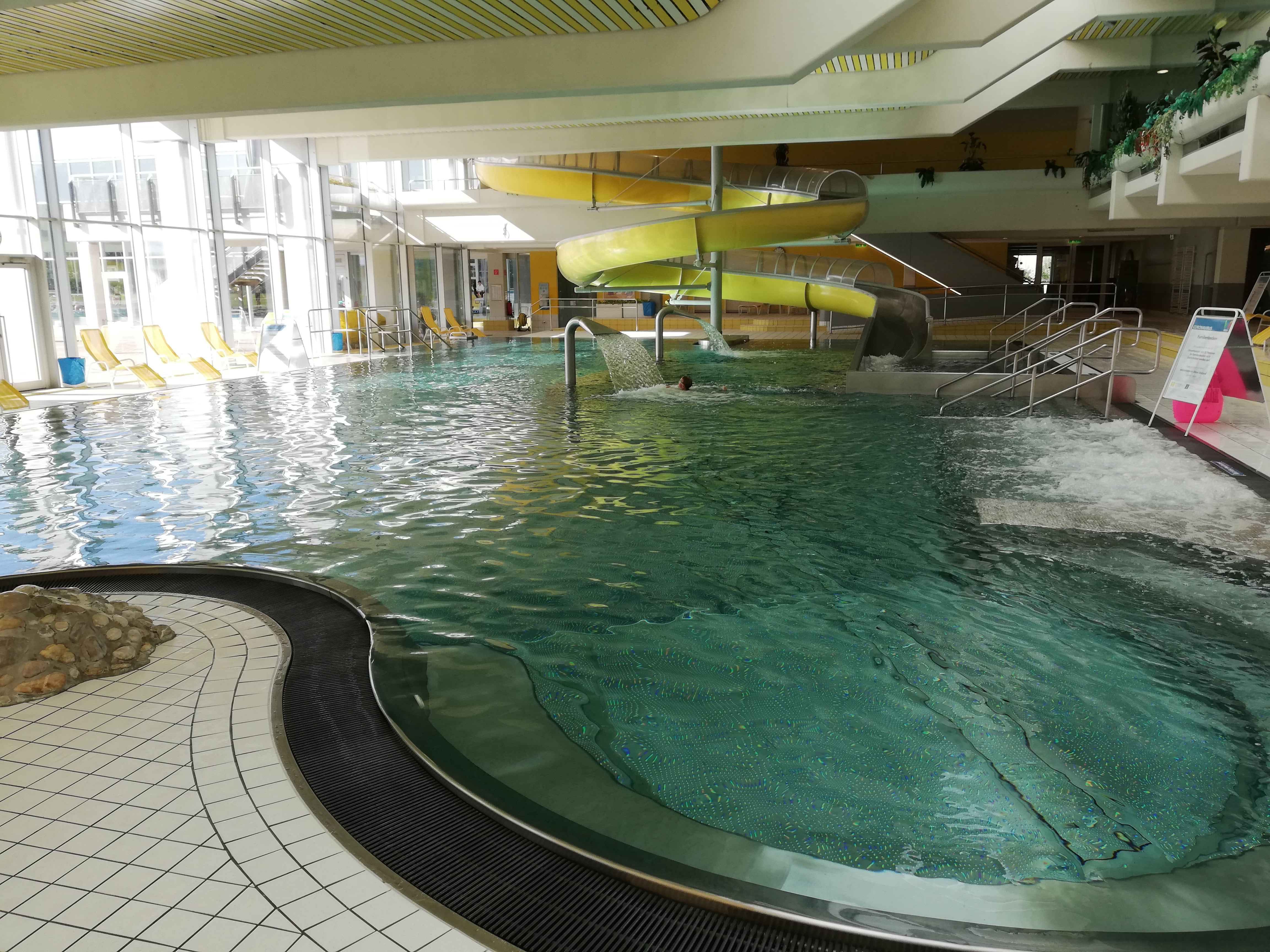
Hallenbad, 2020

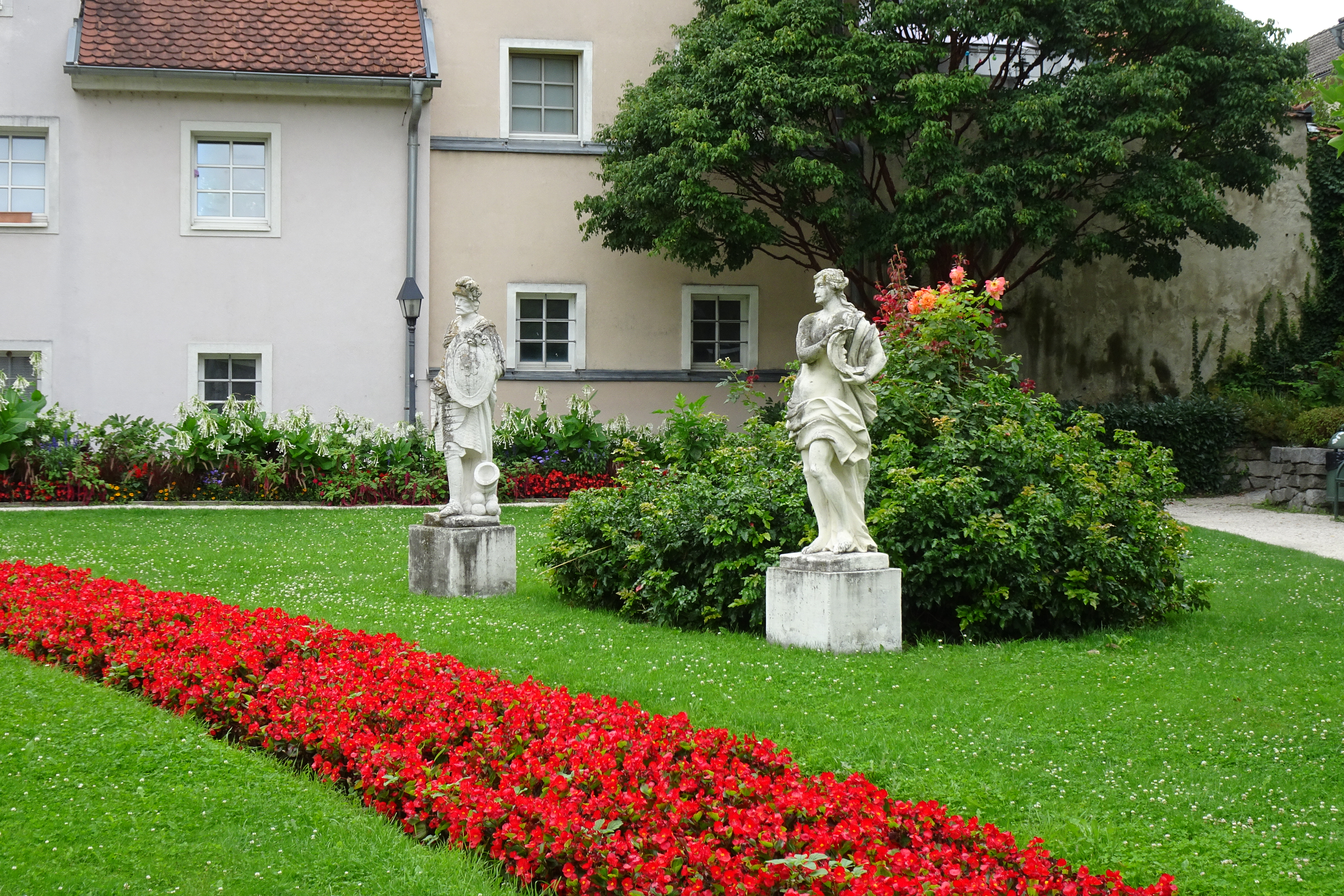
Der Burggarten

Die Freizeitanlage Welldorado bietet mit einem Hallen- und Freibad sowie einer Kunsteishalle zahlreiche sportliche Möglichkeiten.
Das Hallen- und Freibad wurde im Jahr 2001 nach einem Umbau neu eröffnet, wobei vor allem das Hallenbad und der Saunabereich komplett renoviert und vergrößert wurden. Vier Wasserbecken, ein 10 m hoher Sprungturm, mehrere Wasserrutschen sowie eine Minigolf- und Trampolinanlage und Freiraum für Volley- und Fußballspiele sind im Freibad untergebracht. Im Hallenbad sind es ebenso viele Wasserbecken und ein großer Saunabereich. Durch Unterschlagung von Eintrittsgeldern ab 2006 kam es zu einer Schädigung der Stadt in der Höhe von 270.000 Euro, jene 2 Beamten, die es verabsäumt hatten, die Kassiere zu kontrollieren, wurden am 26. Jänner 2015 versetzt.
Der Welser Tiergarten ist der älteste Oberösterreichs, der sich 1930 aus einer Dauereinrichtung für Tiere, die bei der Landwirtschaftsmesse ausgestellt wurden, entwickelte. Im Bereich des Herminenhofs entstand vor allem nach dem Zweiten Weltkrieg ein Vogelhaus, über 650 Tiere aus über 100 Arten wurden angesiedelt. Bei freiem Eintritt kann unter anderem das Affenhaus, Schildkrötenbiotop oder der Ententeich ganzjährig besucht werden. Im eigenen Zuchtbetrieb wird der Bestand bedrohter Arten aufrechterhalten.
Grünflächen im Stadtinneren bieten der Burggarten, der Volksgarten im Bereich der Stadthalle bzw. der Messe Wels sowie zahlreiche weitere magistratseigene Parks und Spielplätze. Die Freizeitanlage Wimpassing, früher eine Schottergrube, ist das größte Naherholungsgebiet der Stadt, kann aber durch die Umleitung des Grünbaches bei Hochwasser zeitweise überschwemmt sein. Der Linetwald an der nordwestlichen Stadtgrenze zu Krenglbach der größte Wald von Wels und wird von einem Wanderweg durchquert.
Der Traunuferweg reicht von der Traunwehr an der südwestlichen Stadtgrenze, bis zum Ende des Industriegebietes und weiter bis nach Linz. Auf dem Weg befindet sich ein Modell des Sonnensystems, das Welser Schüler gestaltet haben. Seit vielen Jahren ist die Traun wieder sauber genug, um darin zu baden.

### Sport
Etwa 100 Sportvereine aus allen Sparten gibt es in Wels, einige davon sehr erfolgreich:
- Der Raiffeisen Flyers Wels spielt seit der Saison 2003/04 in der höchsten Basketball-Spielklasse Österreichs (Bundesliga). 2009 konnte erstmals der Meistertitel in dieser Liga errungen werden. Zuvor wurde in der Saison 2005/2006 der Gewinn des österreichischen Cups und des Vizemeistertitels der österreichischen Basketball-Bundesliga gefeiert.
- Die SPG Felbermayr Wels spielt seit einigen Jahren in der höchsten Herren-Tischtennisliga um den Meistertitel.
- Das Herrenteam des Welser Baseballvereins Jumpin’ Chickens spielt seit vier Jahren in der Baseballbundesliga, der zweithöchsten Liga in Österreich. Das international besetzte Turnier Chicken Trophy wird jährlich im Mauth-Stadion veranstaltet.

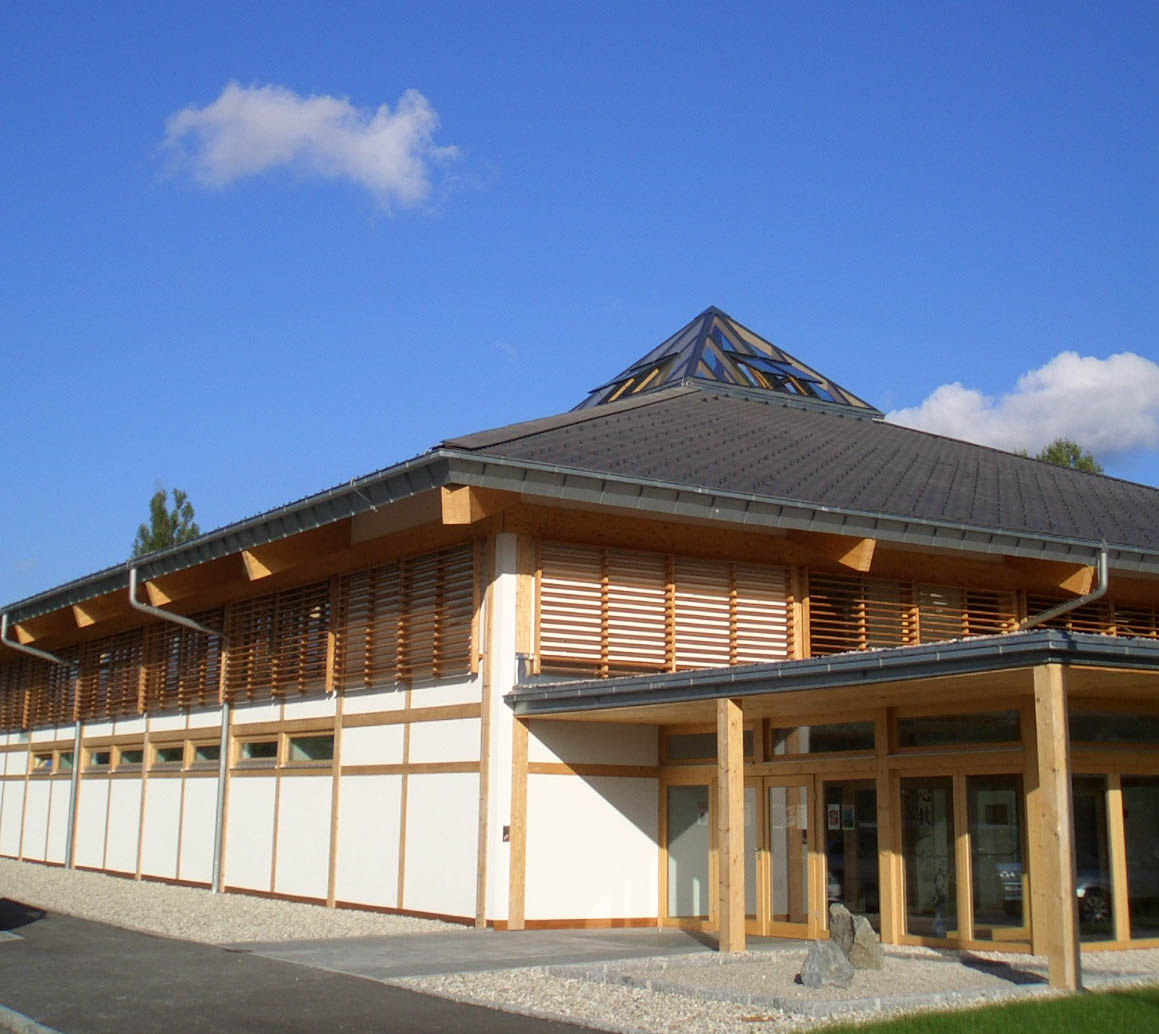
Budokan in der Rosenau

- Mit dem Budokan wurde 2006 ein Zentrum für fernöstliche Kampfkunst und -sport geschaffen. Die Kampfsportszene hat mit Ewald Roth, dem Initiator dieses Projekts und 12-fachem Karatestaatsmeister sowie Welt- und Europameister, Ursula Inzinger, ebenfalls mehrfache Staats-, Europa- und Weltmeisterin in Karate und Sabrina Filzmoser, mehrfache Judo-Staatsmeisterin, Europameisterin, WM-Dritte sowie sechsfache Militärweltmeisterin, eine lebendige Sportszene. Die Herrenmannschaft des Judo-Vereins Multikraft Wels kämpft in der Nationalliga Österreichs.
- Der Fußballverein FC Hertha Wels spielt in der OÖ Liga (Fußball-Landesliga Oberösterreich), der vierthöchsten Spielklasse in Österreich. Der Verein ist aus der Eintracht und der Union Wels, einem ehemaligen Bundesligaverein, entstanden. Der FC Wels beendete die Meisterschaft 2018 der OÖ Liga (Fußball-Landesliga Oberösterreich) als Tabellenvierter. Durch den Verzicht zweier besser platzierter Vereine ist der FC Wels gemeinsam mit dem Tabellenzweiten WSC Hertha Wels zum Aufstieg in die Regionalliga Mitte berechtigt und spielt somit ab Sommer 2018 in der dritthöchsten Spielklasse in Österreich.
- Der Welser Trabrennverein hat seine Trabrennbahn im Süden des Messegeländes. Von April bis Juli finden Rennen statt.
- Der Welser Volleyballverein Sportunion McDonalds Supervolley Wels widmet sich seit Jahren der Nachwuchsarbeit im österreichischen Volleyballsport. Zahlreiche Topspieler, die heute in der mitteleuropäischen Liga MEVZA und in der Indesit Champions League spielen, zeugen von der erfolgreichen Jugendarbeit.
- Die Damenteam des Welser Hockey-Vereins (HC Wels) wurde bereits sechs Mal österreichischer Staatsmeister. In der Halle 2005, 2007 und 2008 und am Feld 2009, 2010 und 2011.
- Der 1980 gegründete EC Wels ist ein Amateur- und Nachwuchs Eishockeyclub.
- Der älteste Sportverein ist der 1862 gegründete Welser Turnverein, mit ca. 2900 Mitgliedern auch einer der größten Vereine. Sektionen: Turnen, Leichtathletik, Tennis, Basketball, Schwimmen und Volleyball. Jährlich hält der Verein den internationalen Welser Halbmarathon und das internationale Speedo-Schwimm-Meeting ab. Das erste Bundesturnfest wurde 1956 in und bei der Turnhalle Wels veranstaltet. Das Frisbee-Team Flugsaurier war bereits Weltmeister im Ultimate Frisbee (Stand 2013). Das Volleyball-Damenteam wurde 2011/12 und 2012/13 Landesmeister und spielte in der Saison 2013/2014 in der 2. österreichischen Bundesliga. Das 2017 gegründete Herrenvolleyballteam spielt nach direkten Aufstiegen ab 2020 in der OÖ Landesliga.
- Mit der in Marchtrenk bis fast zur Almtalbahnbrücke aufgestauten Traun ist ein Rudergebiet vorhanden. Am (linken) Welser Ufer sitzt der Ruderclub Wels mit rund 100 Mitgliedern. Auch Jugendliche trainieren und nehmen an nationalen und internationalen Regatten teil.

### Regelmäßige Veranstaltungen
Im Pavillon im Hof der Bezirkshauptmannschaft Wels-Land werden Konzerte und Ausstellungen zeitgenössischer Künstler abgehalten. Jeden Sommer boten die Arkadenhöfe das Ambiente für den Welser Arkadenhof Kultur Sommer (WAKS), wo bis 2020 Lesungen und klassische Konzerte geboten wurden.
Seit 1990 alle zwei Jahre und seit 1994 jährlich findet das Internationale Figurentheaterfestival Wels statt, das Puppentheater für Kinder und Erwachsene bietet.
Für die jüngeren Schüler bietet der Magistrat jährlich Veranstaltungen in den Sommerferien an. Man kann unter anderem an Tennis-, Tauchkursen oder Ausflügen teilnehmen. Auch die Kinderfreunde bieten jedes Jahr mehrtägige Ausflüge in Oberösterreich an.
Das Open-Air-Kino „Filmfestiwels“ bietet im Sommer neben filmischen auch kulinarische Angebote. Auf dem Platz vor den Minoriten ist eine Leinwand aufgebaut, wo neben bekannten Filmen des Jahres ebenso Filme aus dem Repertoire des Programmkinos gespielt werden.

## Persönlichkeiten

### Geboren in Wels

#### Bis 1900
- Wichard von Pohlheim (1237–1282), Bischof von Passau
- Bonifaz Negele (1607–1678), Abt des Stiftes Kremsmünster
- Gotthard Haslinger (1679–1735), Geistlicher, Abt und Professor
- Wolfgang Andreas Heindl (1693–1757), Maler
- Friedrich Wilhelm Arming (1805–1864), Mediziner und Schriftsteller, emigrierte in die USA
- Alois Auer von Welsbach (1813–1869), Drucker und Erfinder
- Franz Sterrer (1818–1901), Maler
- Adolf Obermüllner (1833–1898), Maler
- Heinrich Brunner (1840–1915), Rechtshistoriker
- Ferdinand Krackowizer (1844–1933), Schriftsteller und Landesarchivdirektor
- Karl Sterrer (1844–1918), Bildhauer
- Michael Muhr (1845–1912), Privatier, Hausbesitzer und Abgeordneter zum Österreichischen Abgeordnetenhaus
- Hermann Krackowizer (1846–1914), Architekt
- Hugo Gerard Ströhl (1851–1919), Heraldiker
- Carl Rabl (1853–1917), Arzt und Anatom
- Julius Wagner-Jauregg (1857–1940), Nobelpreisträger für Medizin (1927)
- Camillo Valerian Susan (1861–1959), Lyriker und Essayist[68]
- Josef Weiß (1862–1934), Land- und Gastwirt, Politiker, Reichs- und Nationalrat
- Ludwig Hinterschweiger (1863–1930), Großindustrieller
- Ferdinand Falkensammer (1878–1953), Industrieller und Politiker
- Rudolf Pummerer (1882–1973), Chemiker, entdeckte die Pummerer-Umlagerung
- Michael Rosenauer (1884–1971), Architekt
- Albert Kuhl (1889–1966), Elektriker und Politiker
- Franz Breitwieser (1892–1954), Rechtsanwalt und Politiker
- Martin Busch (1896–1958), Pädagoge und Vorsitzender des Österreichischen Alpenvereins
- Leo Adler (1897–1987), Maler und Grafiker
- Max zu Schaumburg-Lippe (1898–1974), Rennfahrer

#### 1901 bis 1950
- Franz Zamponi (1904–1966), Politiker
- Elinor von Wallerstein (1907–1985), Schauspielerin
- Franz Hörzing (1913–2010), Architekt, Maler, Dichter und Musiker
- Anna Mutter, geborene Kolbitsch (1918–2011), Malerin
- Wilhelm Keller (1920–2008), Musikpädagoge, Hochschullehrer, Komponist und Autor
- Helmut Seling (1921–2016), Kunsthistoriker und Kunsthändler
- Thomas Christian David (1925–2006), Komponist und Interpret
- Maria Elisabeth Möst (1925–2014), Politikerin
- Erich Widder (1925–2000), Theologe, Germanist und Kunsthistoriker
- Werner Kreindl (1927–1992), Schauspieler
- Ernst Neuhauser (1928–1997), Politiker (SPÖ)
- Reginald Thomas (1928–2001), Botschafter
- Elfriede Grünberg (1929–1942), junges Opfer des Nationalsozialismus
- Hans Puchhammer (* 1931), Architekt
- Josef Bauer (1934–2022), Künstler
- Lukas David (1934–2021), Violinist und Professor an der Hochschule für Musik Detmold
- Alfred Wopmann (* 1936), Theaterregisseur und Intendant
- Walter Raberger (1939–2021), römisch-katholischer Theologe
- Günter Tolar (* 1939), Schauspieler, Fernsehmoderator und Autor
- Karin Hannak (* 1940), Künstlerin
- Thomas Pühringer (1941–2018), Maler und Bildhauer
- Elfie Semotan (* 1941), Fotografin
- Walter Sparn (* 1941), deutscher evangelischer Theologe
- Dietmar Stüdemann (1941–2022), deutscher Diplomat, Jurist und Ökonom
- Hannspeter Winter (1941–2006), Physiker, Hochschullehrer
- Peter Kienesberger (1942–2015), Verleger
- Gerda Anger-Schmidt (1943–2017), Kinderbuchautorin
- Ernst Ludwig Leitner (* 1943), Komponist, Organist und Hochschullehrer
- Horst Hajek (1944–2013), Klarinettist und Hochschullehrer
- Herta Nagl-Docekal (* 1944), Philosophin
- Horst Dittrich (1947–2024), Schauspieler und Übersetzer für Gebärdensprache
- Heinz Hochhauser (* 1947), Fußballtrainer
- Peter Kraml (1947–2017), Maler, Kunsterzieher, Kulturjournalist und -publizist sowie Ausstellungsmacher
- Ewald Walser (* 1947), Maler, Grafiker und Hochschullehrer
- Rudolf Prinz (1947–2022), Politiker
- Peter Apathy (* 1948), Jurist und Hochschullehrer
- Robert Kriechbaumer (1948–2024), Historiker
- Franz Strehl (* 1948), Wirtschaftswissenschaftler und Hochschullehrer
- Ernst Hoffmann (* 1949), Architekt
- Manfred Buchroithner (* 1950), Kartograph und Hochschullehrer
- Erich Langwiesner (* 1950), Schauspieler und Schriftsteller

#### Ab 1951
- Dietmar Steiner (1951–2020), Architekturhistoriker, -kritiker und Publizist
- Ingeborg Gabriel (* 1952), römisch-katholische Theologin
- Alfred Pfoser (* 1952), Essayist und Bibliothekar
- Walter Aichinger (1953–2024), Arzt und Politiker, Präsident des Landesverbandes Oberösterreich vom Roten Kreuz
- Franz Kirchgatterer (1953–2017), Kaufmann und Politiker (SPÖ)
- Paul Rübig (* 1953), Mitglied des Europäischen Parlaments
- Christoph Ransmayr (* 1954), Schriftsteller
- Andreas Gruber (* 1954), Drehbuchautor, Film- und Fernsehregisseur
- Christoph Wilhelm Aigner (* 1954), Schriftsteller, Lyriker und Übersetzer
- Gregor Eichinger (* 1956), Architekt und Designer
- Elisabeth Escher (* 1956), Pädagogin, Journalistin. Schriftstellerin
- Thomas Steiner (* 1956), Maler und Videokünstler
- Elisabeth Udolf-Strobl (* 1956), Bundesministerin für Digitalisierung und Wirtschaftsstandort
- Richard Weihs (* 1956), Autor, Musiker und Schauspieler
- Leopold Federmair (* 1957), Schriftsteller und Übersetzer
- Stefan Vogel (* 1957),  Agrarsoziologe, Agrarökonom und Hochschullehrer
- Dietmar Füssel (* 1958), Schriftsteller
- Josef Stockinger (* 1958), Politiker und Versicherungsmanager
- Ulrich Waibel (* 1958), Grafiker und Maler
- Johann Bacher (* 1959), Soziologe und Hochschullehrer
- Johannes Mühlbacher (* 1959), Zahnarzt, Sänger Johnny M., Komponist
- Helmut Wittmann (* 1959), Erzähler
- Rudolf Anschober (* 1960), Politiker
- Martin Huber (* 1960), Manager
- Gabriele Mathes (* 1960), Filmregisseurin
- Elfi Aichinger (* 1961), Jazzmusikerin
- Peter Csar (* 1961), Politiker, Personalvertreter
- Beate Raabe-Schasching (* 1961), Politikerin
- Herbert Mayr (* 1961), Kontrabassist und Musikpädagoge
- Stefan Sonvilla-Weiss (* 1961), Kommunikationswissenschafter sowie Kunst- und Medienpädagoge
- Götz Spielmann (* 1961), Filmregisseur und Drehbuchautor
- Gerold Lehner (* 1962), evangelisch-lutherischer Theologe
- Anita Rieder (* 1962), Sozialmedizinerin und Hochschullehrerin
- Oswald Wagner (* 1962), Mediziner
- Peter Androsch (* 1963), Komponist
- Sabine Derflinger (* 1963), Regisseurin, Autorin, Produzentin und Dramaturgische Beraterin
- Doris Schulz (* 1963), Autorin, Moderatorin, PR-Beraterin und Politikerin
- Wolfram Derschmidt (* 1964), Jazzmusiker
- Sigmar Stadlmeier (* 1964), Völkerrechtler an der Universität Linz
- Robert Eichenauer (* 1965), Journalist und Schriftsteller
- Peter Kropsch (* 1965), Geschäftsführer der dpa
- Edith Meinhart (* 1965), Journalistin und Autorin
- Sonja Ablinger (* 1966), Politikerin
- Friedrich Rüffler (* 1966), Rechtswissenschaftler und Hochschullehrer
- Maximilian Neulinger OSB (* 1967), Benediktiner und 59. Abt des Stifts Lambach
- Daniela Krammer (* 1968), Musikerin, Saxophonistin, Sängerin, Komponistin und Bandleaderin
- Andreas Strauss (* 1968), Künstler
- Michael Rabl (* 1968), Geschäftsführer der FH Oberösterreich
- Dagmar Höss (* 1969), Künstlerin, Kuratorin und Feministin
- Martin Müller-Reisinger (* 1969), Schauspieler
- Jörg Schneider (* 1969), Opernsänger
- Horst Felbermayr junior (* 1970), österreichischer Unternehmer und Autorennfahrer
- Peter Hörmanseder (* 1970), Kabarettist bei maschek.
- Mary Kreutzer (* 1970), Politikwissenschafterin
- Meinhard Lukas (* 1970), Jurist und Hochschulprofessor
- Monika Buttinger (* 1971), Kostümbildnerin
- Gerhard Fuchs (* 1971), Koch, mit Michelin-Stern ausgezeichnet
- Christoph Sieber (* 1971), Olympiasieger in Windsurfen im Jahre 2000
- Margit Angerlehner (* 1972), Politikerin und Unternehmerin
- Andreas Rabl (* 1972), Politiker
- Tanja Feichtmair (* 1972), Musikerin
- Doris Hindinger (* 1972), Schauspielerin
- Christian Mayrleb (* 1972), Fußballspieler, Nationalspieler und Torschützenkönig in der höchsten Spielklasse Österreichs
- Florian Neuner (* 1972), Schriftsteller und Publizist
- Elmar Oberegger (1972–2025), Eisenbahnhistoriker
- Christoph Wigelbeyer (* 1973), Chorleiter, Dirigent und Sänger
- Reinhard Fuchs (* 1974), Komponist und Dirigent
- Sabine Gebetsroither (* 1977), Kulturmanagerin
- Johannes Wipplinger (* 1978), Leichtathlet und Bobfahrer
- Johannes Berauer (* 1979), Komponist
- Verena Konrad (* 1979), Kuratorin, Kulturmanagerin und Architekturexpertin
- Andrea Mayr (* 1979), Medizinerin, Langstreckenläuferin, Welt- und Europameisterin
- Helge Payer (* 1979), Fußballtorhüter und Nationalspieler
- Cornelia Primosch (* 1979), ORF-Journalistin
- Klara Kohler (* 1980), bildende Künstlerin[69]
- Matthias Mayer (* 1981), Basketball-Nationalspieler
- Daniela Rockenschaub (* 1981), Model
- Jürgen Hackl (* 1982), Videokünstler
- Magdalena Kronschläger (* 1982), Schauspielerin
- Daniel Köllerer (* 1983), Tennisspieler
- Luise Gruber, bekannt als Saint Lu (* 1984), Sängerin
- Lia Pale (* 1985), Musikerin
- Helena Stockinger (* 1985), Religionspädagogin und Hochschullehrerin
- Emin Sulimani (* 1986), Fußballspieler
- Gerald Hoffmann, bekannt als Gerard (* 1987), Sänger/Rapper
- Daniel Lackner (* 1987), Skispringer
- Aaron Bruckmiller (* 1991), Aktivist und Lektor
- Patrick Baumeister (* 1992), Fußballspieler
- Kevin Wimmer (* 1992), Fußballspieler und Nationalspieler
- Eva-Maria Holzleitner (* 1993), Politikerin
- Felix Großschartner (* 1993), Radrennfahrer
- Valentin Postlmayr (* 1993), Schauspieler
- Robert Žulj (* 1993), Fußballspieler
- Marcel Sabitzer (* 1994), Fußballspieler
- Kaleen (* 1994), Tänzerin, Choreographin und Sängerin
- Lukas Grgic (* 1995), Fußballspieler
- Anna Maurer (* 1995), Jazzmusikerin
- Paul Lipczinski (* 2001), Fußballspieler
- Alexander Mayr (* 2002), Fußballspieler
- Stefanie Pesendorfer (* 2003), Eiskunstläuferin
- Ermin Mahmić (* 2005), bosnisch-österreichischer Fußballspieler
- Nico Hipfl (* 2006), Tennisspieler

### Ehrenbürger
- Alois Auer von Welsbach (1813–1869), Direktor der Hof- und Staatsdruckerei in Wien, Erfinder, Mitglied der Akademie der Wissenschaften, Ehrendoktorat der Universität Würzburg und erster Ehrenbürger von Wels
- Leopold Bauer, Bürgermeister und Gemeindeausschussmitglied, Gründungsmitglied der Sparkasse in Wels
- Franz von Benak (1838–1919), Gründer und Leiter des Stadtmuseums, Stadtrat und Gemeindemandatar
- August Göllerich (1819–1883), Hauptmann der FF Wels und Verbandsobmann des OÖ Landesfeuerwehrverband[70]
- Leopold Gruber (1841–1920), Tuchhändler, langjähriger Gemeinderat, Vizepräsident des Verwaltungsrates der Welser-Localbahngesellschaft
- Ferdinand Krackowizer (1844–1933), Gründer des oberösterreichischen Landesarchivs
- Rudolf Maurhard (1855–1924), langjähriger Gemeindemandatar, Vorsitzender des Bauausschusses, Verwaltungsrat der Elektrizitätswerke Wels AG
- Johann Schauer (1840–1914), Bürgermeister, Landtags- und Reichsratsmitglied
- Primarius Oskar Spechtenhauser, erster ärztlicher Leiter des Welser Allgemeinen Krankenhauses
- Leopold Spitzer (1918–2012), Bürgermeister von 1963 bis 1982
- Ferdinand Wiesinger, Stadtrat und Leiter des Stadtmuseums
- Wilhelm Wilfling, Unternehmer und Förderer der Stadt

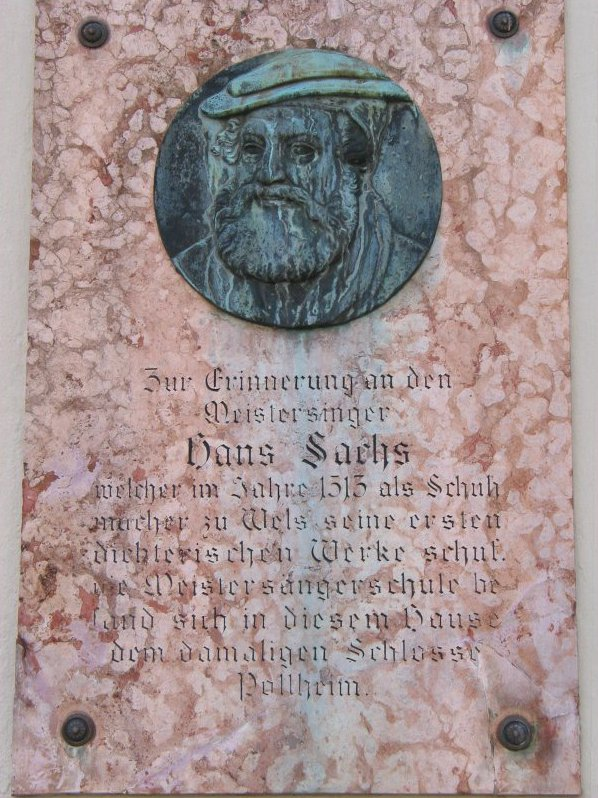
Gedenktafel für Hans Sachs (Schloss Polheim)

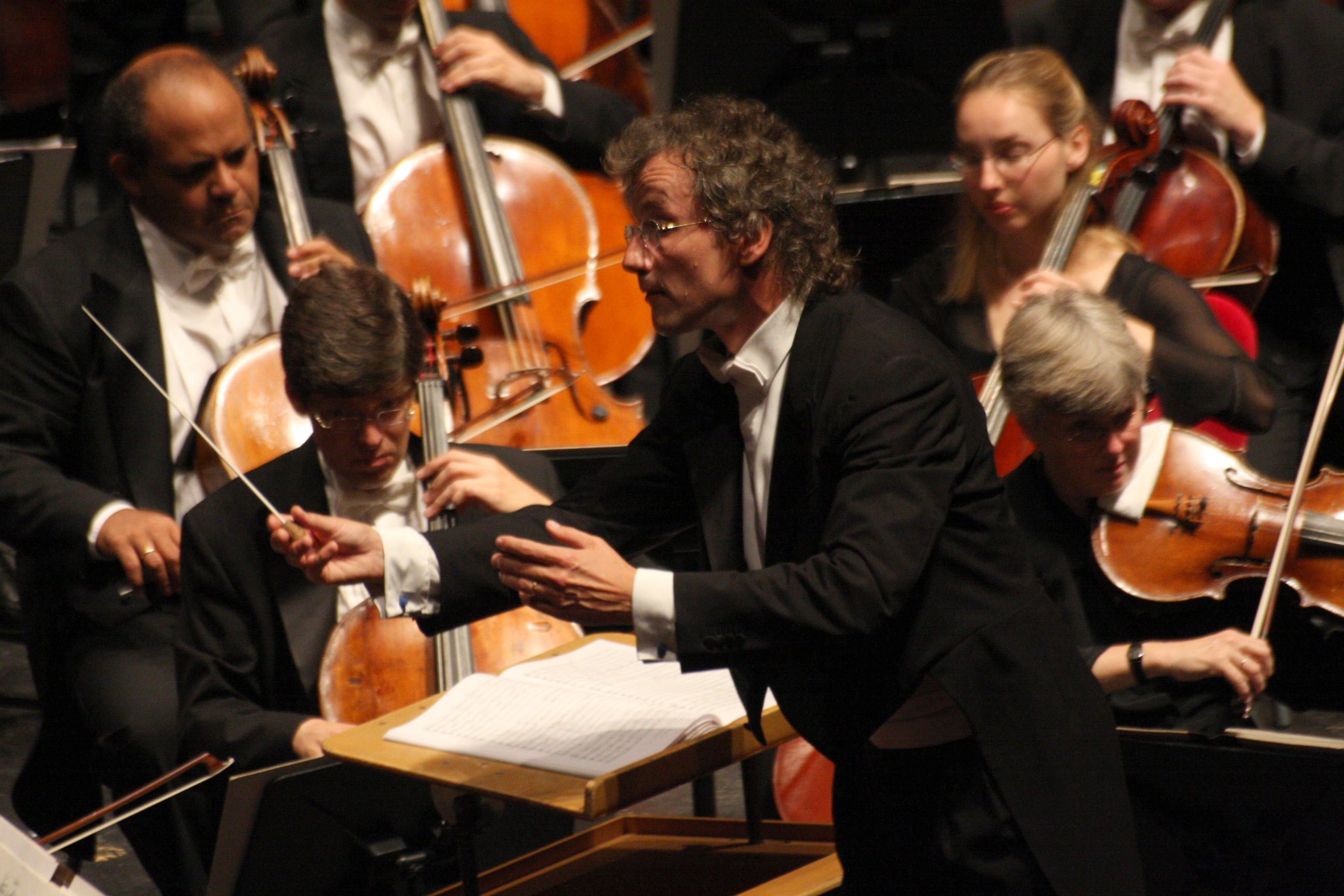
Franz Welser-Möst und das Cleveland Orchestra, September 2008

### In Verbindung mit der Stadt stehend
- Heiliger Florian, römischer Beamter von Ufernorikum – Ovilava, Wels
- Maximilian I. (1459–1519), Kaiser des Heiligen Römischen Reiches Deutscher Nation, verstarb in der Burg Wels
- Reinprecht von Pollheim († 1466) und seine Gattin Elisabeth († 1482), Verweser der Hauptmannschaft ob der Enns, beide im Minoritenkloster begraben[71]
- Hans Sachs (1494–1576), Spruchdichter, Meistersinger und Dramatiker, von 1511 bis 1516 im Zuge seiner Gesellenwanderschaft als Schuhmacher Aufenthalt im Schloss Polheim
- Salome Alt (1568–1663), Lebensgefährtin und Geliebte des Fürsterzbischofs von Salzburg Wolf Dietrich von Raitenau, in Wels gestorben; ihr Haus ist noch erhalten und zählt zu den schönsten Bauwerken in Wels
- Paulus Freudenlechner († 1616), Meistersinger, war von 1549 bis 1601 Mitglied der Singschule in Wels
- Karl V. Leopold (1643–1690), Herzog von Lothringen, in Wels gestorben
- Werner Wigelbeyer (1937–2018), Vizebürgermeister von Wels von 1976 bis 1991
- Herwig van Staa (* 1942), Landeshauptmann von Tirol, maturierte in Wels
- Walter Rescheneder (* 1948), Dirigent, Komponist, Oö. Landesmusikdirektor, in Wels lebend
- Martin Pyrker (* 1954), Blues- und Boogie-Woogie-Pianist aus Wien, in Wels lebend
- Franz Welser-Möst (* 1960), Dirigent, in Wels aufgewachsen und zur Schule gegangen; hat als Wertschätzung seiner Heimatstadt Wels den Namen 'Wels' in den eigenen Namen integriert
- Günter Kaindlstorfer (* 1963), Journalist und Schriftsteller; in Wels aufgewachsen und zur Schule gegangen; publiziert seine literarischen Arbeiten unter dem Pseudonym „Günter Wels“ – als Hommage an die Stadt seiner Kindheit und Jugend
- Die Spanische Hofreitschule war von 1945 bis 1955 in der Dragonerkaserne in Wels untergebracht.
- Alexandra Platzer (* 1986), ÖVP-Stadtparteiobfrau und Mitglied des Bundesrates
- Maria Santner (* 1986), Tänzerin, Wiener Walzer-Weltmeisterin 2011, Siegerin der ORF-Show „Dancing Stars“ 2017. Führt zusammen mit ihrem Bruder Christoph Santner eine Tanzschule in Wels[72]

## Trivia
- Es gibt eine Straße in Wels, die „Lange Nase“ heißt. Angeblich haben dort Welser Bürger den abziehenden Franzosen die „lange Nase“ gezeigt.[73]
- 1878 wurde das Stadtgebiet mit Hausnummern versehen.
- 1897 bestand das Projekt einer vom Bahnhof über den Stadtplatz zur Traunlände führenden Kleinbahn.[74]
- 1921 begann die weltweit erste industrielle Herstellung von Kompost in Wels.[75]
- Während des Zweiten Weltkrieges gab es Pläne, Thalheim bei Wels (auf der anderen (rechten) Traunseite gelegen) einzugemeinden. Das Vorhaben scheiterte am Widerstand des damaligen Bürgermeisters.
- Das Welser Unternehmen Krifka ist der einzige Produzent von Keksausstechern in Mitteleuropa und produziert zwei Millionen Stück jährlich.[76]
- In der Fußgängerzone, die den Stadtplatz mit dem Kaiser-Josef-Platz verbindet, wurde im Bereich der Bäcker- und Schmidtgasse eine sensorgesteuerte Passantenfrequenzmessanlage installiert. Im Jahr 2005 wurden 7.417.676 Kontakte registriert.[47]
- Am 22. Mai 2010 gab die Rockband AC/DC vor rund 100.000 Besuchern ein Konzert auf dem Flugplatz Wels.